# 윤보선
윤보선(尹潽善, 1897년 8월 26일~1990년 7월 18일)은 대한민국의 제4대 대통령이다. 국회의원과 1948년 12월 15일부터 1949년 6월 5일까지 서울특별시장을 지냈고, 1960년 8월 13일부터 1962년 3월 22일까지 대한민국 제4대 대통령을 역임하였다.
호서 지역의 대한제국 명문가에서 태어난 그는 청년 시절 대한민국 임시의정원에 일시적으로 참여하였고, 신규식의 권고로 영국 유학길에 올라 에든버러 대학교 고고학과를 나왔다. 영국은 국왕이 있는 내각책임제 국가인 관계로, 그는 자신이 1960년 8월 13일, 대한민국 제4대 대통령에 취임할때까지 영국의 에든버러 대학교가 배출한 전세계 각 공화 국가 두 명의 대통령 중 한 명이었다고 한다.
미군정기와 제1공화국의 야당 정치인이었으며, 국회의장 이승만의 비서관과 서울특별시장, 상공부 장관, 대한적십자사 총재 등을 거쳐 제2공화국에서 대통령에 선출되었다. 1961년 5·16 군사정변 이후 대통령 사퇴성명을 발표했다.
1962년 3월 하야 이후부터는 반독재 야당 지도자로 활동하였으며, 박정희를 군부 내 좌익 프락치라고 규정하여 화제가 되기도 했다. 제5대 대통령 선거와 제6대 대통령 선거에 출마하였으나 낙선하기도 하였다. 이후 한일회담 반대운동, 민주회복국민선언, 명동구국선언 등에 참여하였으며, 군사정권하에서 여러번 기소와 재판에 회부되었다. 조선 선조 때의 문인인 윤두수의 후손으로 대한제국의 관료 윤웅렬의 종손이며 윤치호의 종질이다. 친일파인 윤치호, 윤치왕, 윤치창은 그의 당숙이었고, 윤치영은 그의 숙부였으며, 영선군의 사위 윤원선은 그의 동생이었다. 윤일선, 윤영선 등은 그의 사촌이었다.
그는 임시의정원의 최연소 의원이기도 했고, 허정, 이갑성과 함께 3.1절과 광복절 기념식 때 늦게까지 초대된 독립운동가 중의 한 사람이기도 하다. 반독재 민주화 운동에 기여했다는 평가와 5·16 군사 정변 협력 논란이 양립하고 있다. 5·16 군사 정변을 방조했다는 의혹을 받아왔으나 제3공화국과 제4공화국 중 박정희의 라이벌이었으며, 3공과 유신시절 내내 민권투쟁에 앞장섰고, 각종 사회사업에도 참여하였다. 김영삼·김대중이 등장하기 전까지 야당을 이끌었으며 '선명야당'을 강조하였다. 본관은 해평(海平)이고, 자(字)는 경천(敬天), 호(號)는 해위(海葦)이다. 해위라는 호는 상하이에서 독립운동을 하다 영국으로 유학을 떠날 때 스승인 신규식이 지어준 것으로 "바닷가 갈대는 아무리 바람에 휘날려도 꺾이지 않는다"는 뜻이다. '정신적 대통령', '영국 신사', '재야 대통령'으로도 불렸다.

## 생애

### 생애 초기

#### 출생과 가계 배경

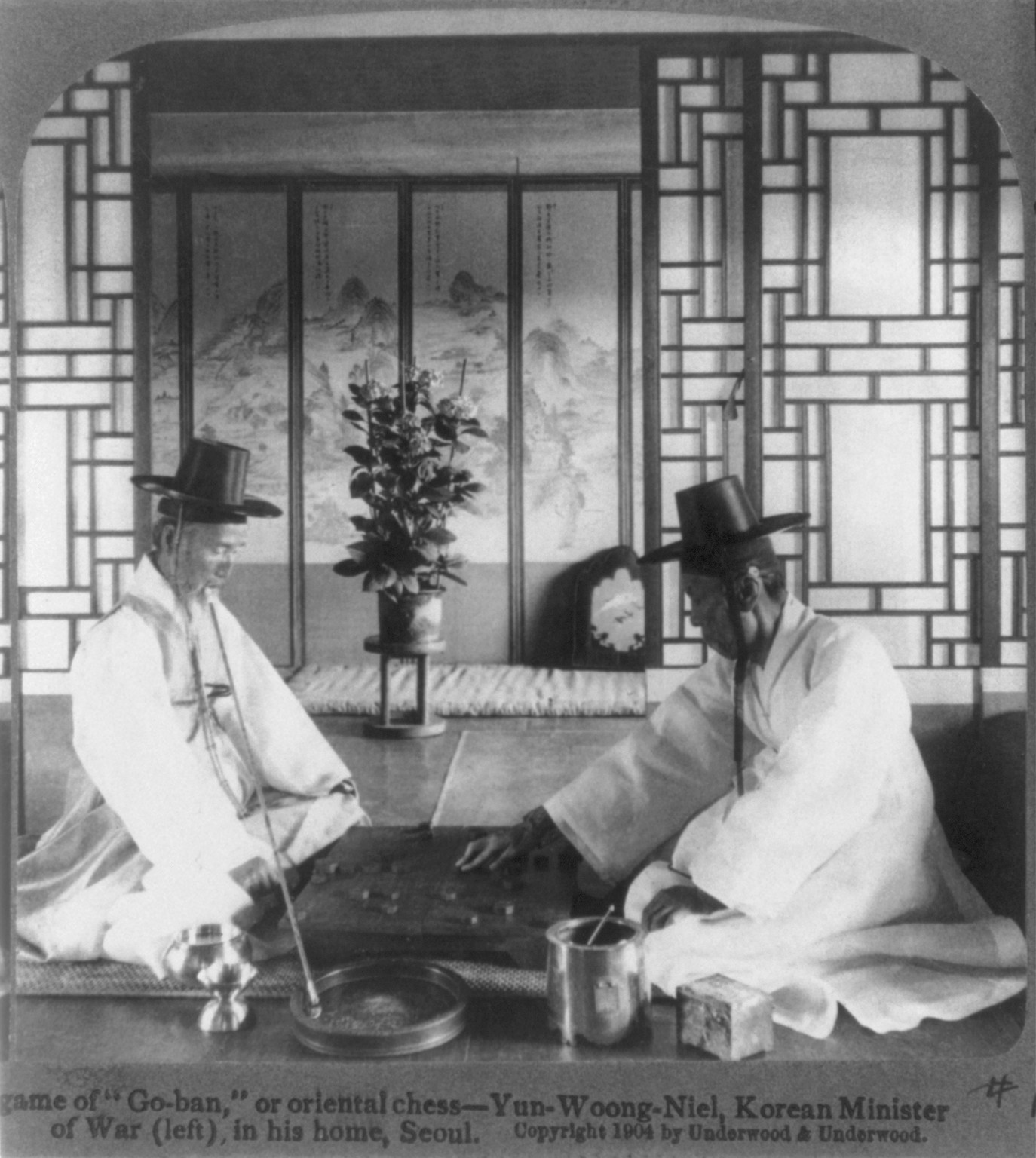
종조부 윤웅렬(왼편 담배 피우는 이)

해위 윤보선은 1897년 8월 26일 충청남도 천안군 모산면 새말마을(현, 아산시 둔포면 신항1리 143-1)에서 중추원의관 동야 윤치소(尹致昭)와 중추원의관을 지낸 전주이씨 이재룡(李載龍, 다른 이름은 이봉하(이재룡)(李鳳夏))의 장녀인 이범숙(李範淑)의 장남으로 출생하였고, 유아기를 잠시 한성부에서 보낸 적이 있다. 그의 선조는 조선 선조 때 영의정을 지낸 오음 윤두수였고, 할아버지 윤영렬과 종조부 윤웅렬은 당대의 고관이었다. 대한제국 시대 말기 개혁자 윤치호는 윤웅렬의 아들로 그의 당숙이었다.

당숙 좌옹 윤치호

윤보선의 10대조 윤두수와 윤근수는 조선 선조 때의 형제 재상이었다. 9대조 윤흔은 선조 때 문과에 급제하고 삼사를 거쳐 자헌대부 중추부지사에 이르렀고, 호종공로로 좌의정에 추증되었다. 8대조 윤취지는 광해군 때 생원시에 합격하고 관직은 가선대부 중추부동지사에 이르렀다. 7대조 윤채(尹埰, 1603~1671) 인조 때 진사시에 합격하여 관직은 세자익위사 사어에 이르렀다. 6대조 윤세겸(尹世謙, 1668~1748)는 윤채의 아들이며 가선대부 동지돈녕부사를 지냈다.
그러나 가계가 몰락하여 5대조 윤발(尹潑, 1728~1798)은 관직을 지내지 못했고 사후에 증직으로 증 호조참의에 추증되었다가 다시 증 통정대부 비서원승에 추증되었다. 고조부 윤득실(尹得實, 1768~1823)은 생전 관직이 통덕랑이 최종 관직이었고 사후에 증 이조참의와 증 의정부공찬에 거듭 추증된다. 그러나 윤득실이 일찍 사망하여 형제들은 일찍 고아가 되었지만, 윤득실의 셋째아들이자 윤보선의 증조부였던 윤취동의 대에 농토를 마련해 부농이 되고 한직인 지중추부사로 관직에 올랐다.
종조부 윤웅렬이 무과에 급제하고 조부 윤영렬이 중앙 관직에 진출하였고, 당숙 윤치호가 다시 대한제국에서 외무부, 학부 협판과 한성부판윤으로 출세하여 가세를 일으켰다. 다시 가계를 일으킨 조부 대에 100칸의 집을 마련했다. 그가 태어난 이듬해 윤치영이 태어났는데, 윤치영은 그의 숙부였다. 아버지 윤치소는 아산군의 만석꾼이었다. 외가 역시 부유하였는데 어머니 이범숙 역시 아산의 만석꾼의 딸이었다.

#### 유년기

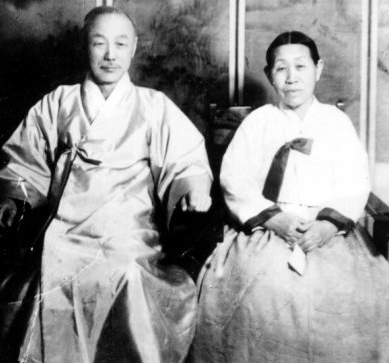
아버지 윤치소, 어머니 이범숙

해위 윤보선은 많은 하인들을 보유한 귀족 양반가 출신이다. 해위의 회고록에 의하면 '집안은 부유하였고 선대(先代)는 대대로 벼슬을 해온 집안이었기에 부러운 것을 모르고 어린 시절을 보냈다'고 스스로 회고하였다. 그가 어려서 자란 안국동의 자택 안동장은 99칸의 대저택이었다.

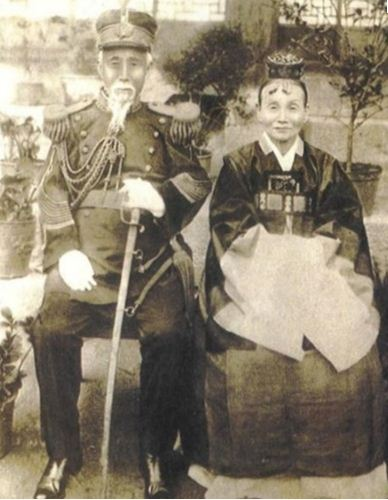
1927년 5월 16일 조부 윤영렬과 조모 한진숙의 회혼례식 사진

윤보선은 3백 석 이상을 걷는 대농 집안에서 태어났다. 또한 윤보선의 집은 증조할아버지 윤취동 이후 다시 아버지 윤치소가 이재와 수완에 밝아 대농토를 꾸렸다. 큰아버지 윤치오가 친구들의 빚보증을 섰다가 막대한 빚을 졌지만, 아버지 윤치소의 재력으로 그의 집안은 여전히 부유했다.
그의 조부 윤영렬은 삼도 토포사를 지낸 고관으로, 윤영렬이 삼남 토포사로 부임했을 때 그의 일가는 충남 아산에 거주하고 있었다. 머리가 좋고 기억력이 비상하였던 그는 유아기 때 '조부가 토포사로 직인을 찍거나 먹찰 하는 것, 집안에서 사무를 보며 죄수들과 병사들이 드나드는 모습'을 기억하였다. 그 뒤 집안에서 선생을 두고 한문을 익혔다. 할아버지 윤영렬은 틈틈이 그들 형제를 불러 충과 효를 강조하고 삼국지 이야기를 들려주었다 한다. 이때 그는 유비의 의로움과 관운장의 전공치적과 그의 충의에 감동받았다 한다. 할아버지 윤영렬은 그의 고조부 대에 약주가 과하여 가세를 기울게 하였다 하여 술을 입에 대지 말라고 훈계를 여러 차례 하였다. 이 때문에 윤보선은 여행지에서나 정계에 입문한 뒤에도 술을 입에 대지 않았다. 총명하고 명석했던 그는 한편으로 아쉬울것 없는 환경에서 자라 성격적으로 다소 고집이 센 측면도 갖게 되었다.

### 학창 시절

#### 청소년기

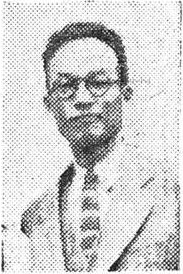
숙부이자 어린시절 친구인 윤치영

충청남도 아산 향리에서 지내던 윤보선은 을사늑약 체결 사건 직후 한성부로 본격 이사하였는데, 10세 때 집 근처에 있었던 교동보통학교에 입학하여 처음으로 신학문을 접하게 되었다.
1907년 국채보상운동 등이 일어났을 때는 스스로 작은 용돈을 모아서 보내기도 했다. 이 때 그는 집안 어른들의 대화를 엿듣고 한국이 일본에 진 국채를 갚기 위해 노력하나 조선 조정의 재정이 딸리므로 국민의 헌금을 바란다는 것이 보도된 이후, 국민 전체가 그 헌금을 위해 금주금연 운동을 벌였다는 것을 들었다. 어린 그는 헌금운동에 참여하고자 점심을 절식하고 그 값을 돈으로 타낼 작정을 하였다가 할머니와 어머니가 염려하게 하였다.
1910년 4년 과정의 교동보통소학교를 졸업하고 서울 충무로의 일본인 거류민들이 설립한 일출(日出)소학교에 5학년으로 편입학하였다. 한일 합방 후 귀국해서 1년간 경성 기독교 청년회 총무로 있던 이승만을 만났다. 한국인 최초의 박사이고 독립운동가라는 점에 이끌려 그를 평생 존경해왔지만 1950년 이후 정치적 노선 차이로 인해 그와 갈라서게 되었다.
그의 선조들은 당색으로는 서인과 노론 계열이었는데, 서얼 가문이었지만 아버지 윤치소나 조부 윤영렬로부터 가계와 선조들의 이야기를 훈육받고 자란 그는, 양반가의 후예라는 의식을 갖게 되었다.
일출소학교 5학년에 편입학한 뒤 1912년 일출소학교를 졸업하였다. 소학교 시절의 윤보선은 드러나지 않는 평범한 소년이었다.

#### 일본 유학 시절
1913년 윤보선은 소학교 졸업후 일본으로 유학, 도쿄(東京)로 건너가 중학교이던 스키치의 게이오 의숙(慶應義塾)에 입학했다. 그는 게이오 의숙 고등학교에서 공부하다가 2학기를 배우고 그만두었다. 모태 기독교 신자였던 그는 진화론과 사회진화론에 부정적인 반응을 보였다. 가토 히로유키와 후쿠자와 유키치의 사회진화론에 부정적인 견해를 보였던 그는 신념적으로 반일주의자, 반사회진화론 주장자가 되었다. 또한 국가를 위해 개인을 희생한다는 사상은 비인간적인 견해라며 정면으로 거부하였다. 또한 군주나 통치자가 아버지이고 백성, 국민은 자녀라는 주장에도 심한 거부감을 드러냈다.
1913년 일본 정칙 영어 학교에 입학하여 영어를 배웠다. 그해 말 일본 게이오 의숙에 입학해 두 학기를 다니기도 하다가, 2년이 채 못 되어 중퇴하고 귀국했다. 드러내놓고 나서기를 좋아하지 않는 성격이라 학창시절의 그는 존재감이 거의 없었다. 1915년 일시 귀국하여 민영환과 6촌인 민영철의 딸 여흥 민씨와 결혼하고 일본으로 되돌아갔다. 1915년말 게이오 의숙 2학년을 중퇴하고 부산항을 통해 되돌아왔다.

#### 귀국과 망명 결심
그는 어렵지 않은 유학생활을 하였다. 집에서 월 25원의 학비를 부쳐오므로 학업에 별다른 곤란은 없었으나 당시 그의 관심사는 중국의 신해혁명에 쏠려, 학업에 정진하기 힘들어서 귀국하게 되었다. 1911년 중국에서 일어났던 신해혁명에 자극을 받아 학업을 마칠 수 없었다 고 한다. 귀국이후 한동안 집에 머물러 있었다. 이후 그는 신문에서 신해혁명 관련 기사를 찾아서 읽곤 했다. 그는 여운형을 만났는데, 당시 여운형은 독립운동에 가담하려 하는 청년들을 중국으로 비밀리에 망명시키는 것을 도와주고 있었다. 상하이로 건너가 독립운동에 투신할 것을 집안에서 안다면 반대를 할 것이었으므로 그는 비밀리에 일을 추진하며 자금을 모았다.
바로 상하이로 가서 독립 운동에 투신한다면 집안에서 반대할 것이 예상되었으므로 그는 아버지 윤치소에게 미국으로 기독교 신학을 공부하러 간다고 거짓으로 보고하였다. 근처에 사는 어느 양반가의 자제도 기독교 집안이 된 뒤, 목사가 되기 위해 미국으로 유학을 다녀온 뒤 목사가 된 것을 그의 부친도 알고 있었다. 그는 상하이를 경유하여 미국으로 건너간다고 하였고, 아버지 윤치소는 그에게 상하이로 갈 여비를 마련해 주었다.

### 청년기

#### 중국 망명 초기
귀국해 일본에서 돌아온 여운형을 만난 걸 계기로 여운형을 따라 중국으로 건너갔다. 중화민국 상하이에 도착한 그는 임시정부로 찾아가서 독립운동에 투신하였다. 그가 중국 대륙으로 건너 가고자 희망할 때 중화민국에 있던 여운형이 귀국하였다. 그는 청년회관을 통해 여운형의 소재지를 파악, 그가 머무르고 있던 한성은행 사무원의 집을 찾아가 중국으로 갈 의향을 밝혔다. 그의 뜻을 들은 여운형은 윤보선의 망명을 적극 협조해 주겠다고 약속하였다.
그러나 혁명을 하러 상하이로 가겠다고 하면 아버지 윤치소가 허락하지 않을 것이므로 그는 신학을 한다는 핑계를 댔다. 아버지 윤치소의 친구들 중에는 미국에 유학하고 돌아와 목사가 된 이들이 있었고, 그는 아들이 같은 과정으로 목사가 되기를 희망하였다. 그는 유학을 위해 미국으로 간다고 했다. 그런데 나중에 여권을 얻기 위해 상해를 경유해 간다고 하였고, 아버지 윤치소는 아들의 출국을 허락해 주었다. 이후 윤보선은 여운형을 따라 상하이로 건너갔다.
여운형의 주선으로 그는 배편을 타고 인천항을 떠나 중화민국 상하이에 도착한다. 그가 출국한 뒤에야 그의 집안에서는 윤보선이 독립운동에 투신하러 상하이로 망명하였다는 사실을 알게 되었고, 이승만이 궤변으로 그를 현혹하여 버려놓았다며 원망하였으나 사실 그의 상하이 망명을 주선한 것은 이승만이 아니라 여운형이었다. 윤보선의 당숙 윤치호, 아버지 윤치소, 백부 윤치오 등은 이승만과 인연이 있었는데, 그가 상하이를 떠나 영국으로 유학한 뒤에야 이승만에 대한 부정적인 시선을 거두게 된다.

#### 독립운동과 상해 생활

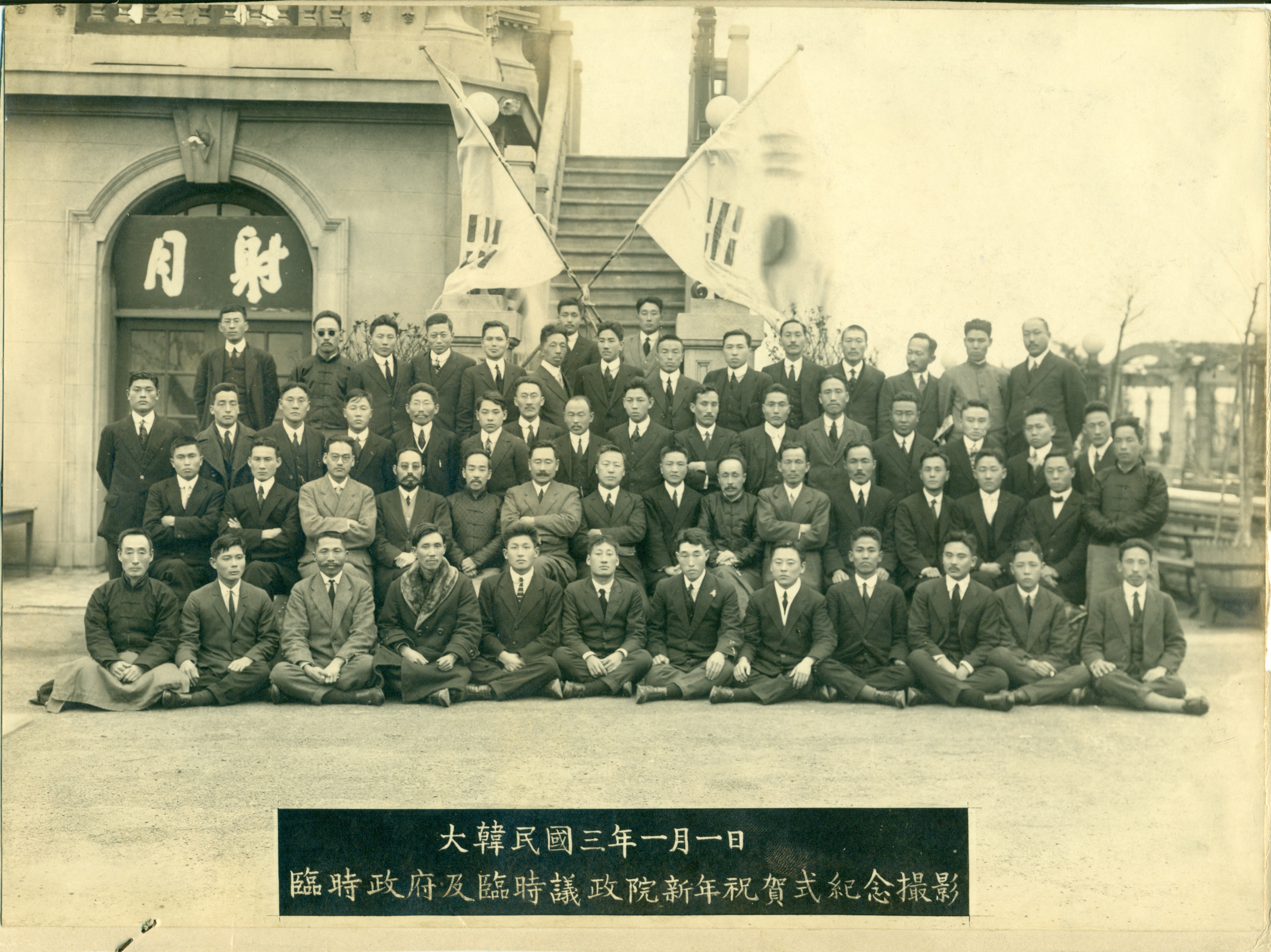
1921년 1월 1일 신년하례회. 두 번째 줄 오른쪽에서 네 번째가 스승인 신규식

1917년봄 상하이 도착 후 며칠뒤 항주에 요양중인 신규식을 찾아 갔다. 이후 신석우, 박찬익, 이시영, 이동녕 등 임정 요인들을 찾아가 다시 이들의 소개로 중국혁명의 중진들을 소개받았다. 상하이의 중국인 강도와 조선인 강도들의 존재를 염려한 신규식은 자신의 집, 상하이시 어양리 5호에 있는 집 2층 다락방을 마련하여 그의 거처로 주었다. 1921년 영국으로 유학 갈 때까지 어양리 다락방에서 생활하였다.
1917년 신규식이 1912년에 설립한 신아동제사의 회원이 되었다. 이어 신규식, 김규식 등이 조직한 신한청년당(新韓淸年黨)에도 입당하여 당원으로 활동했다.
1919년 3월 13일 그는 대한민국 임시의정원의 의원에 특별 선출되었다. 당시 의정원 규약에는 '만 23세 이상의 한국인 남녀는 의정원 의원으로 출마할 수 있다'고 규정했지만 일부에서는 그가 나이가 어리다는 이유로 의정원 의원에 피선되는 것을 반대하는 독립운동가들이 있었다. 그러나 신규식, 김규식, 여운형 등은 나이에 구애되어서는 안 된다고 주장하여 그의 의정원 의원 피선거권을 관철시켰고, 심사 끝에 그는 경기도 지역구 의원으로 당선되었다. 당시 그는 21세로 임시의정원 의원들 중 최연소자였다.

#### 임시정부 활동

##### 임시정부 거사자금 운반책
3.1 운동 이후 임시정부가 수립되었다. 그러나 임시정부는 자금난에 시달렸다. 1919년 여름 3·1운동 이후 독립운동에 쓸 자금을 모금해오라는 임정 대통령 이승만(李承晩)의 지시를 받고 국내 잠입을 계획한다. 이승만과 이시영, 김규식은 국내에 있던 이상재, 윤치호, 윤치소 등에게 자금을 보내달라고 연락을 띄웠고, 이들은 윤보선의 동생 윤완선 등에게 자금을 보냈다.
그러나 일본을 거쳐서 도착하는 것이 안전하다고 판단했으나, 노선을 바꾸어 일본으로 건너갔다. 도일하기 직전 그는 중국 법무장관 서겸(徐謙)이 주일 중국대사 앞으로 쓴 소개장을 받고 서겸의 조카이자 일본으로 유학하는 중국인 유학생으로 가장하여, 변장 후 일본 경찰들을 피해 배편으로 일본 동경으로 건너 갔다. 국내에 잠입하면 신분노출을 우려해 비밀리에 일본 도쿄에 잠입하여 재일본 중국 기독교 청년회 간부 집에 은신하며 동생 윤완선과 접촉, 그곳에 체류중인 동생 윤완선을 시켜 고국에서 활동자금을 가져오도록 했다. 국내로 잠입한 윤완선은 집안의 사재 3천원의 자금을 마련해 왔고 윤보선은 이 자금을 들고 상하이로 귀환하였다.
윤치영의 회고에 의하면 '1910년, 한일합방 후 윤보선은 중국으로 망명을 갔다가 이승만으로부터 자금 조달 중책을 맡고 일단 일본으로 들어왔는데 그때 차림새가 너무도 말쑥한 신사였다'고 한다. 윤치영이 도쿄 YMCA 회관에서 회의를 주관하고 있는데 누가 찾는다고 해서 나가 보니 해위가 정말 말쑥하게 영국신사처럼 쏙 빼입고 거기 섰더라는 것이다. 그때 윤치영은 그곳에 있던 몇 사람과 2.8 동지회를 구성 해서 활동하였다. 2.8 독립 선언에 가담한 일로 윤치영은 일본 경시청의 감시를 받던 때인데 그렇게 정정당당히 나타나 너무나 놀랐다는 것이다. 그런데 정작 본인은 아무 걱정 마시라는 표정으로 빙끗 웃으며 들어와서는 포켓에서 편지 한 장을 꺼내 주는데 그 때 중국에서 이름을 날리던 서겸(徐謙)의 서한이었다고 한다. 서겸은 당시 중국 혁명정부의 법무부장관을 지냈는데 주일중국대사 앞으로 보내는 편지를 써준 것이다.
그에 의하면 이 사람은 내 조카인데 볼 일이 있어 일본으로 보내니 모든 여행길에 편리를 도와달라는 내용을 담고 있었다고 한다. 그러나 그 때 그곳에서 공부하던 집안 사람들은 모두 떨었다고 한다. 윤일선 박사, 동생 윤완선 등도 교토에서 올라왔는데 일단 윤보선이 오라 해서 왔지만 그들도 떨었다고 한다. 그 때 윤완선은 형의 전갈을 들고 한국으로 들어가 부모님에게 사정을 말하고 그때 돈 삼천원을 마련해 와 윤보선에게 전달했다고 한다. 해위는 동생에게서 돈 삼천원을 받아 들고 다시 상해로 가서 이승만에게 전했다고 한다.
도쿄에 체류하는 동안 일본 경찰의 눈을 피해 동경에 있는 백관수, 유억겸, 김준연, 김도연 등을 만나고 윤치영과도 만났다. 이들과 손을 잡고 독립운동을 할 목적으로 백관수·김도연 등과 함께 이월회(二月會)를 조직하여 독립운동을 계획했으나 실패하고, 되돌아와야 했다.

##### 의정원 의원 재선 및 언론활동 보조
자금을 싣고 상하이로 돌아온 후 1919년말 임시정부 의정원 의원으로 다시 피선되었다. 그는 임시의정원의 최연소 의원이었다. 연령 미달로 의정원 의원 피선거자 자격 이 없었으나 선배 독립운동가들의 승인으로 20대 초반에 의정원 의원이 될 수 있었다. 장래를 위해 유럽으로 가서 공부를 계속하라는 신규식, 이시영, 신익희 등의 충고로 상하이를 떠나 영국으로 건너갔다. 상하이 체류 중 신규식은 그에게 해위 라는 아호를 지어 주었다. 신규식이 그에게 해위(海葦)라는 호를 준 것은 '바닷가에 선 갈대처럼 연약해보이면서도 억센 파도에도 꺾일 줄 모르는' 지조를 갖고 살라는 뜻이었다.
1920년 10월부터는 신규식이 1917년부터 창간하던 주간잡지 《진단》지의 편집을 도와주었다. 진단에는 장졔스, 쑨원, 천두슈 등 중국 명사들의 칼럼과 논문, 기행문 등도 수시로 발표되었다. 영국 출국 전까지 신규식의 진단지 발간과 편집일도 도와주었다.
1921년 6월 고국에 들러 아내 여흥 민씨를 데리고 영국으로 간다. 뒤에 그는 스승 신규식과 인척이 되는데, 이는 신규식의 아들 신준호와 그의 둘째 딸 윤완희의 결혼으로 사돈이 된다. 신규식의 딸 신명호는 다시 독립운동가인 민필호와 결혼하여 후일 민필호, 김준엽 등과도 인척관계를 형성하게 된다.

#### 영국 유학 생활

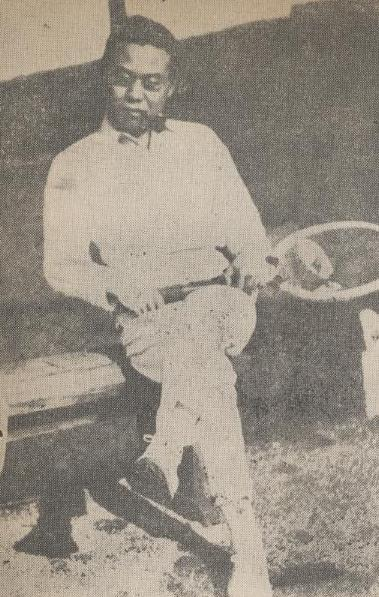
에든버러 대학 재학 중(1920년대)

상하이 생활 3년 만에 중국을 떠나 영국으로 유학하였다. 1921년 6월 경 일본 관헌의 눈을 피하기 위해 중국인 여행권을 소지하고, 중국인 유학생들 틈에 끼어서 프랑스 배로 출항하였다. 이때 선상에서 임정 총리를 지낸 이동휘를 만나게 되었다. 이때 한인들의 승선을 눈치챈 일본 관헌들이 호출해 중국언어로 대화하라고 시켰고. 윤보선은 간단한 단어로 대답하여 중국인으로 통과되었다. 그러나 싱가포르에 도착하여 이동휘의 정체가 탄로나 하선하는 것을 목격하였다.
중국인 학생을 가장하고 3등 선실에 숨어서 42일만에 마르세유에서 하선, 프랑스로 가는 열차를 탑승했다. 이후 정기 여객선을 타고 도버해협을 건너 영국으로 건너갔다. 영국에는 의학공부 중인 그의 당숙 윤치왕이 와 있었다.
영국에 도착하여 화물을 취급하는 하물표를 발급받으려다가 거절당하고, 당숙 윤치왕(尹致旺)을 만나 영국에 도착했다. 당숙인 윤치왕이 공부하던 영국에서 체류하며 우드블록 대학에서 약 1년동안 영문학을 공부하고 중퇴하였다.
그 뒤 영국 글래스고의 스캘리쉬 학교에서 1년간 수학하고, 버밍엄으로 건너가 퀘이커 교단에서 설립한 학교에서 1년간 공부했다. 이후 다시 옥스퍼드 대학에 입학, 3개월간 수학하다가 다시 에든버러 대학교로 옮겼다.

#### 에든버러 대학 재학 시절
에든버러대학교에 입학한 그는 대학에서 고고학을 선택·전공하였다. 그가 고고학을 전공하게 된 이유로는 인간으로서 그 내용을 충실히 하고 인간의 도리를 깨우쳐 주는 것은 정치학이나 신학 보다는 순수과학일 것이라는 믿음에서였다.
재학 중 정신적 스트레스와 과로로 신경쇠약에 걸려 2년간 병중에 있었다. 의사는 절대휴양을 위해 귀국을 처방하였으나, 학업을 마치고 독립운동에 투신할 결심으로 귀국권유를 사양했다. 이후 병으로 2년간 휴학하였다. 병으로 2년간 휴학한 기간을 합쳐 6년 만에 에든버러 대학교를 졸업하게 되었다. 에든버러 대학 졸업 이후에도 에든버러를 근거지로 하여 구주를 순방하였다. 대학재학 중 3년간 한반에서 일본인 학생들과 수학하였으나 일본인 학생들의 접근을 피하고 멀리하였다. 영국 체류 중 그는 꾸준히 기금을 마련하여 미국 워싱턴 D.C.에 있는 구미위원부로 100불씩 송금했다가 일본 경찰의 첩보망에 걸리기도 했다. 그러나 그는 재외 유학생 신분이었고 일본 조계나 일본 영사관 근처에는 가지도 않았으므로, 일본 경찰 역시 그를 쉽게 체포할 수 없었다.
윤보선은 신앙이 개인의 영혼 구원에 치중해야 하느냐와 사회 문제 해결에 적극 참여하여 사회를 구원해야 하느냐를 두고 오래 고민하였다. 결론은 신앙이 사회를 구원하여 더 많은 사람을 구하는 것이 옳다는 결론에 도달했고 그는 적극 참여해서 저항하기로 결심한다.
윤보선은 영국의 대학과 석사학위 과정을 배우면서 정치인들과도 어울려서 지냈다. 그러나 일본인에게만은 예외였다. 그는 자기 마음에 들지 않을 때는 끝까지 고집을 부리거나 맡겨진 자리를 박차고 나가기를 밥먹듯 했다. 에든버러 대학 유학 시절 6~7명의 일본인 유학생들과는 졸업할 때까지 말 한마디 나누지 않았다. 그는 일본 제국주의에 대한 반감으로 일본인들과는 대화 한마디 하지 않는 고집스러운 면모를 보였다.

#### 일제 강점기 후반

##### 졸업과 귀국

귀국 직후의 윤보선

윤보선은 1930년 12월 에든버러 대학교 고고학과에서 고고학 석사 학위를 취득하였다. 그 이후 독립운동의 장소로 미국과 중화민국 상하이를 고민하던 중 졸업했으니 집에 오라는 호출을 받았다. 집에는 졸업사실을 전하지 않았으나, 논문을 쓰기 위해 영국에 2년간 머물렀던 장덕수가 귀국후 윤보선 댁에 들러 아버지 윤치소에게 그의 졸업사실을 전했던 것이다. 아버지 윤치소를 비롯하여 문중에서는 그에게 귀국하라는 압력을 넣었다. 6년간의 대학 생활을 마치고 귀국후 조선총독부 왜경으로부터의 신변안전을 보장한다는 조건으로 집에서는 여비를 보내며 귀국을 독촉하였고, 귀국하기 싫어했던 그는 귀국 대신 구주 여행을 떠났다. 두 번째 여비를 발송했을 때도 유럽여행을 하다가 세 번째 여비와 함께 '부자지정을 생각해 다시 여비를 보내나 다음에는 여비를 차라리 보내지 않는다'는 최후통첩을 받고 귀국하게 되었다. 유럽을 여행하며 지내던 그는 생활비가 떨어지자 1932년에 귀국했다.

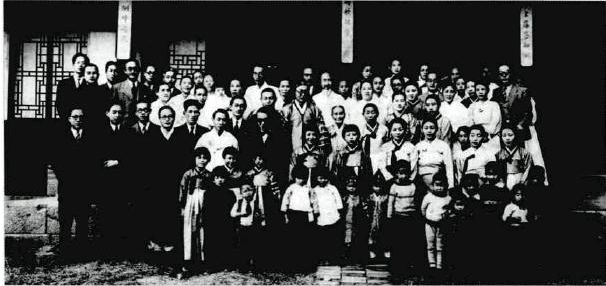
어머니 이범숙의 회갑연(1936년), 둘째 줄 왼쪽에서 일곱번째가 윤보선, 넷째 줄 가운데는 당숙 윤치호, 셋째 줄 가운데는 아버지 윤치소, 그 옆은 할머니 한진숙, 넷째 줄 왼쪽에서 세 번째가 어머니 이범숙, 다섯째 줄 왼쪽에서 세 번째는 종형 윤영선, 오른쪽 끝은 숙부 윤치영

유학 6년 만인 1932년 아내 여흥 민씨를 데리고 귀국하였다. 부산역에 도착한 후, 안내원의 소개로 여관을 잡게 되었으나 일본인이 운영하는 여관은 가지 않겠다고 고집하여 안내원의 집안이 운영하는 하숙집에서 묵게 되었다. 당일 서울로 도착전보를 보내자, 아버지 윤치소와 어머니 이범숙, 딸 완구(玩求), 완희(玩姬) 등이 부산까지 내려왔다.

##### 귀국 직후
귀국 이후 그는 조용히 지냈다. 그의 생활은 대부분 조부모에게 문안 인사하러 찾아오는 친구들과 이야기를 나누는 것이었다. 그러나 총독부 경찰의 심한 감시를 받았고, 안국동 집밖에 나서지 못하게 되었다. 조선총독부로부터 요시찰인물로 분류된 그는 일본경찰이 찾아와 그의 동향을 살펴보고 질문을 하면 고개를 숙이고 한시간, 두시간, 일본경찰이 자리를 뜰때까지 계속 침묵을 지켰다. 일본인형사는 그를 정신이상자 취급을 하였다.
한동안 몇몇 신뢰 가능한 지인들을 통해 이승만의 은신처로 방문, 이승만을 간간히 만나곤 했다 한다. 1937년 아내 여흥 민씨와 사별하였다. 이후 윤보선은 10년 이상 재혼하지 않고 독신으로 생활했다.
1936년 어머니 이범숙의 환갑연을 기념하여 당숙 윤치호가 세운 신항리 감리교회에 특별히 1500원을 헌금하여 교회를 개축하게 하였다. 1937년 조선총독부의 신사 참배령이 내려지자 그는 감리교 신자임을 들어 참배를 거부했다. 1938년 5월에는 월성소학교에 평당 시가 2만원 상당의 토지를 기부하였다. 1938년부터 그는 동아일보를 비롯한 언론사에 칼럼, 기고문 발표 등으로 소일하였다.

#### 태평양 전쟁, 은둔생활

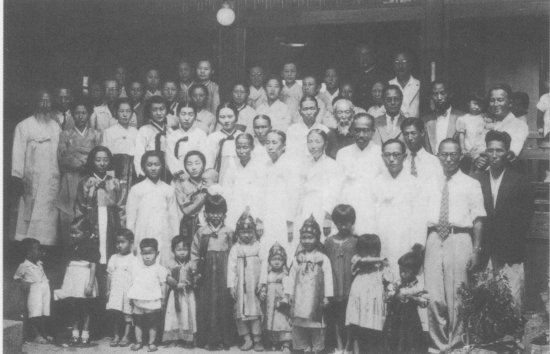
문중 회의에 참석한 윤보선과 윤치호(1943년), 세 번째 줄 왼쪽 끝 도포를 입은 이가 윤치호, 윤치호와 여성 사이로 보이는 네 번째 줄 왼쪽 끝 양복을 입은 남자가 윤보선

윤보선 (1930년대 후반)

1940년대 이후 그는 외부출입을 줄이고 가택에 칩거생활하였다. 때로는 함경남도 안변군에 있는 별장에 내려가서 지내기도 했다. 미니 골프장을 갖추고 석왕사(釋王寺)에서 가까운 곳에 있던 이 별장은 은둔하기에 너무나 좋은, 당시로서는 어마어마한 곳이었다. 1940년 1월 조선총독부로부터 창씨개명령이 떨어졌을 때에도 그는 성을 바꾸기를 거절했다. 부친과 숙부들의 설득에도 고집을 부렸던 그는, 당시 그는 아내와도 사별한 상태였고 딸만 두 명 있었으므로 자녀들에게 가해질 불이익 같은 것에 쉽게 얽매이지 않을 수 있었다. 1943년 2월 폐렴(肺炎)을 앓았다. 부친상 직전 아버지 윤치소가 있는 사랑방이 추운가 하는 걱정으로 야밤에 일어나 부엌을 돌아보고 나오는 길에 오한을 느낀 것이 그대로 폐렴으로 발전하였다.
영국에서 귀국한 뒤에는 엽권연을 입에 물고 있다시피 할 정도로 애연가였다. 그러나 폐렴을 계기로 담배를 꼭 피워야만 하는가 하는 질문을 스스로에게 해본뒤 담배를 꼭 피워야 할 이유를 찾지 못하자 그는 금연을 하였다. 1942년 이후 숙부 윤치영이나 송진우, 김성수 등으로부터 이승만의 미국의 소리 단파방송을 접하였으나 그는 이를 외부에 발설하지 않았다.
문중에서 결의된 창씨개명을 거절했던 그는 바깥 출입으로는 기독교 선교 활동과 강연, 문중 종친회 관련 행사 이외에는 대외 활동을 하지 않았다. 철원군 어운면 월성리의 월성소학교에 2만원 상당의 토지를 기부하기도 했다. 태평양 전쟁 후반 그는 집안에 칩거하면서 함경남도 안변군 사기리에 있는 문중의 별장을 오가면서 생활하였다.

### 광복 직후

#### 한민당 창당과 임시정부 환영회

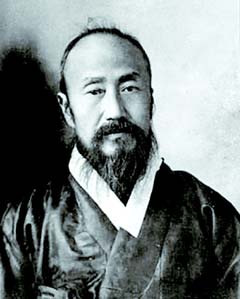
당숙 윤치호

1945년 8월 16일 그는 이인 등과 함께 한국국민당의 창당에 참여했다. 한국국민당은 다시 원세훈의 고려민주당과 통합해 조선민족당이 되고 9월에 조직된 한국민주당에 흡수된다. 한편 그는 상하이에서 본 천두슈계의 중국 공산당을 목격한 적이 있어 평등주의와 폭력성에 대하여 비판하였다.
| “ | 1945년 8월 15일 몽매에도 그리던 해방을 맞이하였다. 태평양 전쟁 말기에 접어들면서 우리는 일본 제국주의의 패망과 조국의 해방을 예기하고 그 날이 속히 이 땅에 찾아오기를 고대하고 있었던 참이었다. 해방을 맞은 한국에는 민주주의의 터전을 마련하고 민주주의에 입각한 정치를 구현하고자 최선을 다할 때가 마침내 온 것이다. | ” |

1945년 8월 8·15 해방이 되자 윤보선은 숙부 윤치영이나 부친 윤치소, 당숙 윤치호 등과는 달리 그는 친일경력도 없고 영어에 능통한데다가 막강한 집안 배경으로 정치에 투신하기엔 매우 유리한 조건을 갖추고 있었다. 또한 일제강점기 후반 창씨개명을 거부하고 신사 참배령에 불응하는 등의 행동으로 명망을 얻고 있었다. 1945년 9월 송진우의 국민대회준비위원회 위원의 한 사람으로 위촉되어 임시정부 환영대회 개최 및 장소, 비용 부담 등에 참여하였다.
이에 1945년 9월 16일 한민당 창당에 참여하였고, 창당발기위원으로 참여하였다. 윤보선은 집과 기타 비용을 제공했고, 한민당의 회합은 윤보선의 집에서 하였다. 한민당의 주요 회합장소였던 그의 안국동 사저는 안동궁(安東宮) 또는 안동장이라는 별칭을 얻게 됐다. 한민당 총무 선출에서 떨어지자 한민당은 그를 한민당 서울시지구당을 맡겼다. 이후 그는 한민당 중앙집행위원과 한민당 서울시당 위원장에 피선되었다.
45년 10월 미군의 한반도 상륙 뒤에는 미군정청 농상국 고문직을 지냈다. 동시에 미군정청 행정자문위원과 미군정청 금융경제위원회의 고문도 겸직하였다. 1945년 12월 1일 임시정부 봉영식에 참석하였다. 서울그라운드에서 윤보선의 사회로 임시정부 봉영식이 시작되었다.

#### 정계 입문

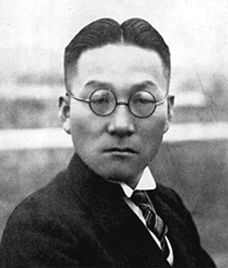
한민당의 초대 당수 송진우

9월 송진우가 건국준비위원회에 대항하여 국민대회준비위원회를 개설하자, 그는 국준에 참여하여 활동하였다. 10월 이승만의 독립촉성중앙회에 참여하였다.
1945년 12월 9일 그의 5촌 당숙 좌옹 윤치호가 친일파로 몰려 심한 비판 끝에 사망했다. 그러나 그는 친일파도 아니었고 문중에서 창씨개명 할 당시 창씨개명하지 않았으며, 임시의정원과 임정에도 참여하였으므로 연좌되지 않았다. 12월 30일 송진우 피살 소식을 듣고, 그는 아침 6시경 제일 먼저 송진우의 원서동 자택으로 달려갔다.
그 뒤 김구, 김성수 등의 주도로 반탁운동이 벌어지자 소극적으로나마 신탁통치 반대 운동에 참여하였다. 1946년 2월 독립촉성국민회에 참여하였다. 5월 27일에는 한민당 지역유세대 조직에 참여하여 충청남도 아산군 일대를 다녔다. 1946년 6월 15일 저녁 5시 40분 서울역에 마중나가 서울역에 도착한 삼의사 유골을 영접하였다. 이어 태고사(太古寺)에 마련된 빈소에 참석하였다.
1946년 민중일보사 사장을 맡았고, 미군정청에서 임명한 경기도지사 고문직에 피선되었다. 6월 29일 민족통일총본부(民族統一總本部) 10인협의회 위원으로 선출되었다. 1946년 6월 29일 민족통일본부 협의원에 지명되었다.
1947년 1월 26일 경교장에서 열린 반탁독립투쟁회 결성에 참여하고 반탁투쟁회 지도위원의 한 사람으로 선출되었다. 2월 4일에는 미군정이 남조선과도정부로 개편되자 남조선과도정부 농림부, 상공부 고문이 되었다. 1947년에는 우남 이승만기념사업회 회장으로 서정주 등과 함께 이승만 일대기 편찬을 주도하기도 했다. 이승만은 그에게 어떤 직위로든 자신을 도와줄 것을 부탁하였으나, 윤보선은 사회단체 활동과 민중일보 사장직으로 만족하겠다며 번번이 사양하였다. 7월 4일 이용설 등과 함께 외국의 정세를 연구하는 국제정세연구회를 조직하였다.
1947년부터 1948년 민중일보사 사장으로 활동하였다. 한편 영국 유학 경력을 인정받아 10월 8일에는 영국과의 친선을 목적으로 설립된 한영협회(韓英協會)의 회장으로 선출되어 1948년까지 재직하였다. 1947년 12월 장덕수의 암살 소식을 접하고 바로 빈소로 찾아갔다. 이후 그는 이승만의 단독 정부 수립론을 지지했다. 12월 13일에는 유엔 한국파견위원단(UN한위) 환영위원회 위원의 한 사람으로 선임되어 유엔의 한국위원회 위원들의 영접을 준비하였다.

#### 정부수립과 제헌의원 낙선
1948년 1월 12일 UN한국위원회가 서울에 도착하자 이승만, 김구, 프란체스카 도너, 김병로, 엄항섭 등과 함께 회의에 참관하였다. 해방 정국에서 그는 이승만의 노선을 줄곧 지지해왔다. 1948년 4월 단독정부 수립론과 남북협상론이 나타났을 때 그는 이승만의 단정 수립론을 지지했다. 그 해 2월에 이미 북조선인민위원회가 조직되어 사실상의 의회와 비슷한 기능을 하는 단체를 조직한 이상, 조선민주주의인민공화국 정부 수립은 불가피한 것이라고 봤기 때문이다. 1948년 5월 출마를 위해 서울시당위원장직을 사퇴하고 충청남도로 내려갔다.
1948년 5월 10일 5·10총선거 때 고향인 충남 아산시에서 한민당 공천으로 제헌국회의원 선거에 출마하였으나 낙선했다. 총선 낙선 이후 한동안 칩거하였다. 그러나 칩거 20일만인 5월 30일 국회의장 이승만(李承晩)의 비서관이 되어 국회의장 비서실장이 되었으나, 7월 국회의장 비서실장직을 사퇴하였다. 이후 그는 민중일보사 사장으로 복귀하여 신문사 경영 활동을 하고 있었다. 7월 22일 대통령에 선출된 이승만은 그에게 장관직을 제의하였으나 그는 민중일보사의 사주로 있겠다며 입각제의를 사양하였다. 초대 내각 구성을 놓고, 내각을 조직한 사람이 이승만의 최측근이자 그의 숙부였던 윤치영이었기 때문에 시중의 험담과 비방을 피하기 위해서 그는 입각 제의를 모두 사양했다. 이승만은 자신의 호의를 거부한다며 서운한 의사를 나타냈으나 그는 향후 다른 직책으로 그를 도와주겠다며 안심시켰다.
1948년 8월 15일 윤보선은 대한민국 정부수립 이후 이승만으로부터 주중국 대사 권유를 받자 그는 가정 사정을 핑계로 거절하였다. 이승만은 이기붕을 통해 다시 주일본공사직을 요청했고, 윤보선은 자리를 회피하며 주일본공사직 요청은 불응하였다. 세 번째로 상공장관 임영신을 통해 미국 대사직을 권하며 국무회의에서 이미 결의되었다고 하였으나, 민중일보를 통해 할일이 많다며 이 역시 거절하였다. 이승만은 여러번 사람을 보내 그의 외교관 파견을 종용하였으나 모두 거절하였다.
이승만은 허정과 이기붕을 보내와 주 중화민국 대사, 주 일본 대사, 주 미국 대사직을 제의했지만 모두 거절하였다. 1948년 12월 8일 서울에서 조직된 충무공 이순신 기념사업회 창립 발기인의 한 사람으로 참여하였다.

### 정치 활동

#### 서울시장 재직

##### 서울시장 취임

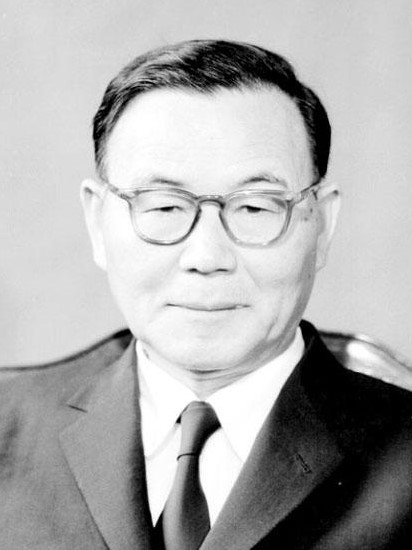
서울특별시장 재직 당시

48년 12월 윤보선은 서울 시장에 임명되었다. 허정(許政)이 각의에 의해 서울시장 임명을 전해오자, 그는 서울시장직을 피하려 경기도 가평으로 내려가 별장에 은둔하였으며, 이를 피하려 했으나 신문을 보고 서울시장 발령소식을 접하였다. 윤보선은 당시 내무부장관으로 있던 삼촌 윤치영(尹致暎)과의 관계를 고려, 시장직을 피하려 하였으나 숙질간일지라도 공과 사는 구별되는 것이니 구애받지 말라는 권고를 받고 서울시장으로 부임하였다. 신문기사에 서울시장 임명 기사를 보고 마지못해 내려와 서울시장직에 취임하였다.
과연 특별시장이라는 중책을 감당할 수 있을 것인가에는 의문이나, 나로서는 전력을 다하여 서울시의 건전한 발전에 노력할 각오이니 일백 오십만 시민여러분의 끊임없는 성원을 바라 마지않는다

서울시장 취임 담화문

1948년부터 1949년까지 제2대 서울 시장을 지낼 때 문맹퇴치를 위하여 9개 초등학교 신설, 동회에 국문보급반 편성 운영, 관혼상제의 허례허식 타파를 위해 신생활운동 전개, 식량 배급 행정을 본궤도에 올려놓기 위해 유령 인구와 매점매석 단속 등의 시책을 벌였다. 각 자치구 단위로 쓰레기를 수거하여 성과가 좋은 구에 포상을 내렸다. 동시에 시내 방역 소독 활동 역시 적극 추진하고 일일이 보고받고, 위생상태를 점검하기도 했다. 청소상태 등을 직접 점검하여 청소시장이라는 별명이 붙기도 했다.
또한 동사무소에도 국문 보급반을 설치하게 하여 성인들에게 한글 정도는 동서기들이 직접 가르치게 했다. 또한 매점매석을 단속하고, 식량 배급을 1가구별로 받도록 정리, 기록케 하였다.

##### 서울시의 청소 시장

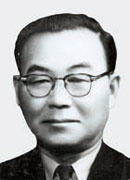
1950년대의 윤보선

그가 서울시장으로 부임할 무렵의 서울특별시는 거리에 쓰레기와 인분으로 몸살을 앓고 있었다. 무질서하게 자동차나 열차, 전차에서 혹은 도보로 길에 투척한 쓰레기와 인분, 주취후 구토물로 몸살을 앓았다. 윤보선은 시장이 된 뒤 공무원과 단속요원, 경찰들을 통해 이들을 단속, 정리 및 정리를 시도하였다.
그는 '당시 시장으로서 제일의 당면과제는 다름 아닌 청소문제였다'라고 회상하였다.
| “ | 그때 서울 가도에는 곳곳에 쓰레기더미가 산을 이루어 길을 막을 정도로 쌓였고 인분이 넘쳐서 불결함이란 실로 말할 수 없을 지경이었다. 이렇듯 청소 문제는 중시되었으며 따라서 시장으로서의 나의 평가에 대한 첫 시험이 아닐 수 없었다. 뿐만 아니라 서울시는 신문에서 복마전으로 불리었다. 청소도 문제려니와 이 복마전이라는 악명을 벗겨야겠다. 새 시장의 책무는 실로 중대하였다. | ” |

그런데 시청에 가서 보니 그때까지는 청소가 큰 이권으로 화해서 각구에서 청소기재와 도구를 개인에게 청부를 주고 있었다. 이 청부를 맡은 개인들이란 꽤 유력자들이었고 그중에는 그와 친분이 매우 두터운 사람도 있었는데 이들이 책임수행은 않고 국고금만 축내며 이권화시키고 있었는데 모든 원인이 있었다.
 그리하여 우선 이 청소권을 모두 회수해서 서울시의 직영으로한 후에 시장인 그가 직접 감독하여 전 시청직원이 총출동하고 각 구마다 책임제로 경쟁을 붙여 쓰레기 반출작업을 대대적으로 시작했던 것이다. 또한 버스 승강장과 철도역, 공원 등에 공중 쓰레기통을 설치하여 보급하였다. 당시 윤보선이 보급한 공중 쓰레기통이란, 말뚝을 박고 큰 양동이를 걸어둔 것이었지만, 이는 공중 휴지통 설치의 시발점이 된다.
후일 그는 '이 청소작업은 단시일 내에 커다란 성과를 거두어 반출되는 쓰레기는 마치 폭풍에 씻겨 내려가는 형국을 연상시킬 정도였다. 서울이 깨끗해졌을 뿐 아니라 시장으로서의 나의 명성을 크게 떨치게 만들어 한 때 청소시장이란 별명을 듣게까지 되었다.'고 회상하기도 했다. 청소문제를 수습한 후 그는 시민에게 다시 호소하여 재래의 자기 집 문전을 알뜰히 하는 미풍을 되살리도록 촉구하였다. 시민들의 호응은 말할 것도 없고 각 학교와 각 부인회 그리고 경찰관들마저 비를 들고 나서게 되어 청소작업은 명실공히 완전한 성공을 거두게 되었다.

##### 시청 행정의 투명화
그는 시정의 투명성을 선언하고, 서울시 시정사항을 일체 공개하고 공고문을 붙였다. 서울시 시정 공개는 이후 지방행정 사항을 공고, 공시하는 것의 모범 사례가 되었다. 역사 이래로 신라, 고려, 조선왕조시대 이후에도 일부 교서만이 반포되었고 지방 수령의 행정사항은 대부분 공포되지 않았다.
청소 문제를 일단락 짓자 그는 그 다음 착수한 것은 서울시청이 복마전이라는 악명을 일소하는 것과 민원서류의 속결문제였다. 그는 이러한 지방 수령과 이속들의 독단적인 결정이 부정부패와 담합, 암투를 불러오는 요인이라 지적하고 모든 행정사항을 관보 또는 시청과 구청, 동사무소의 게시판에 공개할 것을 지시, 시행하였다. 시정 사항이 공개되면서 복마전이라는 비아냥은 사라지게 되었다.

##### 신생활 운동

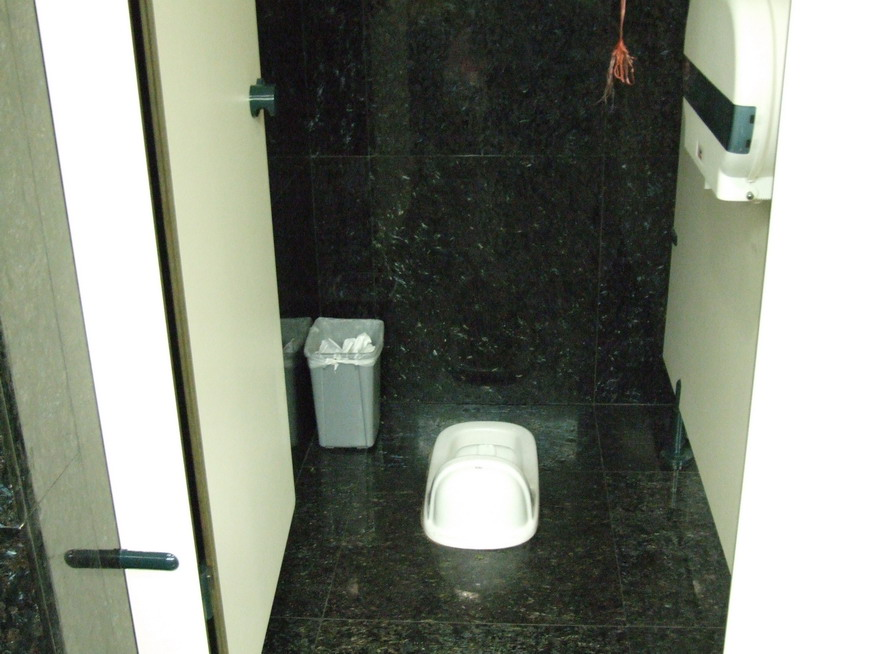
한국에 처음 보급된 초기 양변기와 유사한 형태의 좌식 양변기

서울시정이 복마전이라는 오명에서 벗어나자 그는 신생활운동을 본격 전개하였다. 윤보선은 이를 두고 매우 중대한 의미를 갖는 신생활운동이라고 하였다. 후일 그의 회고에 의하면 '그는 꼭 실현을 보고자 했던 것인데, 그 실천단계에 들어설 때 상공부장관으로 발령이 나게 되어 중단할 수 밖에 없게 되어 매우 애석한 일이었다.'라고 했다.
윤보선은 서울시장 취임 초기부터 양복을 보급하는 활동을 벌였다. 그는 취임 초 직원들과 구청, 동사무소 서기들을 통해 양복과 미국에서 반입된 의류들을 보급하였다. 이때 활동하기 편한 운동화도 시중에 보급하였다.
윤보선은 생활의 개량, 의복 개량, 위생상태 점검 등의 시정을 추진했다. 그는 '우리 재래의 가정생활에서 모순되고 불편한 여러 면을 의식주 전반에 걸쳐 개혁해 보려 했던 것인데 특히 한복의 개량과 주택의 개량이다. 주택에는 주방과 변소를 수세식으로 개량한다는 것이 주안점이었다.'고 하였다.

##### 양변기 보급
주택에는 주방과 변소를 수세식으로 개량 하겠다고 공포하고 그대로 실행에 옮겼다. 윤보선은 서울시장 재직 당시 관공서와 기타 공중화장실을 대부분 푸세식에서 수세식 화장실로 교체, 개조하였다. 따라서 흉한 대소변 얼룩과 여름철 파리, 모기 등의 번식을 차단하고 주변에 대소변 악취를 대부분 제거하였다.
사람들은 버튼만 누르면 물이 나와서 변기가 흘러가는 것을 희한하고 신기하게 여겼다. 또한 악취가 사라진 것을 놀라워했다. 윤보선은 자신이 1920년대, 30년대 영국과 프랑스 등에서 수세식 변기에 대해 설명하였고, 이것이 종전 이후 유럽에 보편화되었음을 설명했다.
| “ | 전국에 걸쳐서 개혁은 못하더라도 우선 서울을 중심으로 실험해 볼 생각으로 모델 주택을 짓고 몇 개처에 수세식 변소를 지어 시범으로 보이고 계몽을 시켜나갈 작정으로 예산까지 마련했지만 그만 시장직을 떠나게 되어 공사직전에 중단되게 되었던 것이다. | ” |

서울시장 재직 때 보급한 수세식 양변기들은 6.25 전쟁으로 모두 파괴되었다. 그의 수세식 양변기 보급은 6.25 전쟁으로 확산되지 못하였다. 비록 서울시에 한한 것이었지만 수세식 양변기는 그 후 윤보선이 대통령이 된 뒤 1960년에는 경기도로 확대 시행시켰다. 그리고 1982년 이후에 와서는 전국으로 확산되기 시작하였다.

#### 서울시장 재직 후반

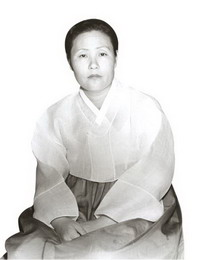
두 번째 부인 공덕귀, 신학자, 전도사 출신이었던 공덕귀는 그의 부인이자 정치적, 사상적 동지였다.

윤보선은 《사실의 전부를 기술한다》에서 서울특별시장으로 지낸 기간은 나의 역대 관직생활 중 가장 보람있고 만족스러운 기간이었다. 그러나 이 시장직도 내가 선뜻 응해서 취임한 것은 아니었다 라고 하였다. 그는 또 서울시장은 당시 나로써는 퍽 떠나기 싫은 자리였다 며 아쉬워하기도 했다.
| “ | 서울 시장은 당시 나로서는 퍽 떠나기 싫은 자리였다. 우선 거기선 모든 일이 내 명령하에 원활히 움직여 주었고, 그리고 모든 일의 성과가 그 즉각으로 눈에 띄게 나타나 일할 보람을 느끼지 않을 수 없었던 것이다. 뿐만 아니라, 직속 상관이라 할 내무부 장차관도 내게 대해선 함부로 하기는커녕 시에 관할 일은 오히려 와서 내게 상의를 하고 동의를 구해야 했으니 직위상의 불만이 문제가 될 수도 없었으며, 더욱이 신생활운동에 나는 많은 열의를 갖고 추진에 몰두하려는 중이었기에 적어도 1년은 그 자리에서 일해야만 되겠다는 생각을 지니고 있었던 것이다. | ” |

서울시장 재직 중 공덕귀(孔德貴)와 재혼하게 되었다. 어머니 윤명사(尹明師) 가 덕수교회 목사 최거덕(崔巨德)에게 아들의 혼사를 부탁하자, 최거덕 목사는 다시 한국신학대학장 송창근(宋昌根)을 통해 공덕귀와 중매를 섰다. 안동교회는 윤치소 등이 주도로 설립한 교회였다. 공덕귀는 미국 유학을 준비하였으나 송창근의 만류로 중단하고, 윤보선과 만나 결혼하게 되었다. 혼수는 최 목사 사저에서 마련했고, 결혼식은 1949년 1월 6일 윤보선의 안국동 집에서 함태영 목사의 주례하에 간소하게 했다.
박사 과정을 밟으려 유학하려던 공덕귀는 최거덕 등의 권고로 그와 결혼하였다. 공덕귀는 세 아이를 낳았는데, 곧 장남 윤상구를 낳고, 뒤이어 둘째 아이는 6.25 전쟁 중 대포 소리에 놀라 유산하였고 셋째 아들 윤동구를 연이어 낳아 주었다. 아들을 바라던 그의 어머니 이범숙이 크게 기뻐하였다 한다.
1949년 2월 한민당과 대한국민당이 합당하여 민주국민당이 창당되자 그는 민주국민당 창당발기인으로 참여하고, 민국당원이 되었다. 민주국민당 창당 직후 그는 민주국민당 서울시지구당 위원장이 되었다. 그러나 6월 상공부장관이 되면서 서울시지구당 위원장직은 사퇴하고 평당원이 되었다. 1949년 3월 12일 제9대 대한축구협회 회장에 추대되었다. 3월 18일 고려역도구락부 고문에 위촉되었다.

#### 한국 전쟁 직후

##### 상공부 장관 시절
1949년 6월 상공부 장관이 되었다. 전임 임영신 장관이 상공부내의 유력자의 부탁을 들어주지 않은 일로 뇌물수수의 누명을 쓰고 물러났으므로 윤보선은 상공부장관직을 거듭 고사하였다. 이승만의 최측근인 임영신이 독직, 뇌물혐의로 재판정에 섰다. 아무도 상공부장관직에 쉽게 앉으려 하지 않았고, 윤보선 역시 누차 사양한다. 그러나 이승만은 일방적으로 그에게 상공부장관직을 임명하고 허정을 통해 통보하였다.
부인 공덕귀는 '나는 어디 갔다 오다가 벽보를 보게 되었는데 "상공장관 윤보선"이라는 글을 보는 순간 가슴이 철렁했다.'고 하였다. 거듭된 정부의 요청에 공석으로 둘수 없다고 본 그는 상공부장관으로 취임하였다.
그는 상공장관이 되던 날 가족들을 모아놓고 "누구든 이권 운동을 한다면 나는 이 직을 맡지 않겠다."고 선언하고 장관직에 임했다. 그는 상공부 장관으로 출근하던 날부터 도시락과 함께 손 씻을 비누까지 싸들고 갔다.
| “ | 그 때 나는 없는 솜씨로 도시락을 싸며 힘들어했던 생각이 난다. 언젠가 한 번은 김활란 박사가 상공부에 왔는데 마침 점심시간이 되자 해위는 점심을 같이하자며 도시락을 내놓았다는 것이다. 도시락은 샌드위치였다. 그런데 샌드위치가 얼마나 맛이 없었던지 김활란이 진짜 맛이 없다고 불평을 하더라고 했다. 나는 해위에게 이 얘기를 들으며 꽤나 창피했던 기억이 난다. 그것이 당시 내 솜씨였다. | ” |
|   | — 부인 공덕귀의 진술 |   |

그는 아내 공덕귀에게 부탁하여 손수 도시락을 싸들고 다녔고, 누구에게도 식사 대접 한번 받지 않는 고집을 보였다. 전임 장관이 이승만의 최측근이었는데도 정권 실세 유력자의 청을 들어주지 않다가 뇌물수수 누명을 쓴 것을 그는 늘 신경쓰고 각별히 염두에 두었다. 그는 사소한 종이 한장도 사적으로 쓰지 않았고, 비품과 치약 등도 손수 준비해서 다녔다. 또한 저녁식사나 선물 등도 일체 거절하였다.
윤보선은 상공장관에 취임해 "업무를 거의 파악한 서너달 후엔 벌써 입맛이 떨어져 버렸다"라고 밝혔으며, 국회에 진출해 원내총무를 맡고는 "사임을 해도 안받아줘 병 난 것을 기화로 부산에 내려가 요양하며 겨우 수리시켰다"라고 회상했다. 심지어 대통령 시절 청와대를 찾은 민원인들로부터 들은 여러 가지 하소연 내용을 설명하고는 "이같이 되풀이되는 고통은 하루빨리 청와대를 떠나야겠다는 생각만 굳혀줄 뿐이었다"라고 술회했다. 상공부 장관 재직 중 두 가지 문제로 이승만과 갈등하게 되었다. 고무조합 배정사건과 경전사장 이태환 경질문제였다. 그 동안 외자청을 거쳐 상공부로 와서 고무조합에 배정되어 오던 생고무를 금융조합 연합회가 이승만을 움직여 상공부 장관 재가 없이 임의로 처리했고, 그 명분은 짚신을 신는 농부들에게 고무신을 신기겠다는 명분으로 처리되었다.

##### 각료 사퇴와 야당화
그는 적재적소에 인재를 등용하며 이권이 집약된 상공부장관직을 바르게 수행하려 하였다. 그러나 상공부 일을 놓고 이승만과 의견이 엇갈리면서 고집센 이승만의 비위를 거슬리게 되었다.
1950년 2월 25일 대한축구협회 회장직을 사퇴하였다. 3월 23일 UN한국위원회의 초청으로 출국, 유엔을 방문하고 4월초에 귀국했다. 1950년 초부터 경전사장으로 있던 이태환을 미워한 이승만은 그를 해임하려 하였으나, 윤보선이 볼때 해임이유가 없어서 취체역 회장으로 전임시켰다. 이에 이승만이 진노하여 그 후 책상에는 윤보선은 내말을 안듣는 사람이라고 메모를 해 두었다 한다. 또한 이승만이 한민당계 정당을 멀리하고 배척하면서 관계가 악화되어 갔다.
이승만의 배척을 당하게 되었던 그는 이승만의 독단으로 국무회의가 공전하자 흥미를 잃어오던 그는 1950년 5월 9일 상공부 장관직을 사임하였다. 장관직은 5월 10일 국회에서 사직처리되었다.
이후 민주국민당의 원내총무를 거쳐 한영협회(韓英協會) 회장직에 선출되었다.
1950년 5월 30일 제2대 국회의원 총선거에 충청남도 아산에서 민주국민당 공천으로 입후보, 출마했지만 낙선하였다. 그가 한민당 당원이고 이조 양반가의 자손이라는 이유로 반감을 가진 유권자들이 존재하였다.
6월 한국 전쟁 직후 그는 관용차량으로 대전까지 내려갔다가 대구로 따라 이동했다. 그는 가족들을 두고 홀로 대전을 경유해서 피난지까지 내려갔고, 그의 가족들은 아내 공덕귀 등의 인솔로 그의 집안에 있던 자동차로 아산을 거쳐서 부산까지 피난했다.

##### 대한적십자사 총재 시절
한국전쟁 중 부산으로 내려가 피난생활을 하던 이승만은 윤보선에게 대한적십자사 총재를 맡으라고 했다. 1950년 11월 대한적십자사 총재에 취임한 그는 전쟁으로 인한 인명과 재산의 피해가 막심하여 주로 상이군경과 일반 전재민의 구호물자 공급, 부상자 치료를 위한 의료관계 일에 주력했다. 그러던 중 국민방위군 사건이 일어나 민심이 흉흉하고 가는 곳마다 정부 비난의 소리가 높아만 갔다. 어느날 그는 장덕수의 미망인 박은혜와 함께 수영비행장에 갈 일이 있어 동행했다가 도중에 충격적인 현장을 목격하게 되었다.
삼삼오오 떼지어 있는 걸인 군상을 목격한 것이다. 그들은 국민방위군들이었다. 옷은 다 해지고 사람을 분간하지 못할 만큼 얼굴은 모두 부어 있는 상태였다. 많은 청년들을 그토록 떼거지로 만들어 병들고 죽어가게 한 것이었다. 국민방위군들은 다수가 목숨을 잃고 살아 남은 사람들조차 굶주림과 병고에서 신음하고 있었다. 그 현장을 목격하고 돌아온 그는 즉시 대통령 관저로 찾아가 이승만에게 목격한 대로 상세히 보고했다. 그러자 이대통령은 "아! 윤 총재도 세상 사람들 모략에 걸렸군."하더니 장장 한 시간에 걸쳐 변명만 늘어놓았다. 나는 내심으로 이 박사도 이제 큰일났구나 하고 걱정하지 않을 수 없었다.
| “ | 내가 선생님께 한 가지 진언을 해야 하겠소. 육안으로 확인한 사실인데 그처럼 믿어지지 않는다면 선생님이 내일 아침이라도 차 타고 가서 직접 보든가 하시오. 그러면 놀랄 만한 참상을 볼 것이요. | ” |

후일 그는 "전쟁을 치르고 있는 나라의 대통령이 발생이 가능한 일을, 그것도 직접 목격하고 보고하는 내용을 믿으려 하지 않다니 원망하기에 앞서 불쾌감 마저 들었다."고 회상하였다.
1951년 11월 대한적십자사 총재 자격으로 일본을 답방하고 귀국하였으며, 1952년 한정협회(韓丁協會) 회장, 그해 2월 한정(덴마크) 문화협회 이사장 등을 지냈다. 1952년 5월 부산정치파동 이후 이승만과 결별하고 재야정치인이 되었다. 7월 18일 대한적십자사 총재직을 사퇴했다. 1954년 5월 10일 제3대 민의원의원 선거에 민주국민당 후보로 서울 종로갑구에 출마, 당선되었다. 그해 9월 국회에 '농림업진흥의 긴급성에 관하여'라는 주제의 논문을 발표하였다.

#### 부산정치파동으로 이승만과의 결별
1952년 5월 부산 정치파동이 일어났다. 윤보선에 의하면 '이 대통령의 독재가 강화되는 결정적인 사건이었다.' 한다. 그는 '장기집권을 위해 헌법개정이란 당치도 않은 억지를 써서 독재의 뿌리를 내리려 하다니 도대체 어쩌자는 것인가?'라는 평을 내리기로 했다.
| “ | 그 일이 있고 난 다음 나로서는 더 이상 참을 수가 없어 이승만 대통령과 결별하기로 마음의 결정을 내렸다. | ” |

이박사와는 정치적으로 하관 노릇을 했고 지난 날 혁명 선배로 애국하는데 도와 왔으나, 부산정치파동을 일으킨 사태에서는 그와 일할 수 없다고 절실히 느껴 정치적인 결별을 하기로 작정했다. 1952년 9월 1일 대한적십자사 총재직을 사직했다. 윤보선에 의하면 '그 일이 있고 난 다음 나로서는 더 이상 참을 수가 없어 이승만 대통령과 결별하기로 마음의 결정을 내렸다. 그리고 4.19 혁명으로 이대통령이 하야할 때까지 한 번도 만나본 일이 없었다.' 윤보선은 '회고하면 내가 이 박사와 결별하게 된 동기이기도 하다'고 밝혔다.
결국 그는 이승만과의 오랜 감정대립 끝에 결국 그와 결별하였다.
| “ | 경전사장 이태환을 이승만 박사가 지독히 미워해서 자꾸만 갈아치우라고 하자 아무리 봐도 그럴만한 명분이 서지않아 갈지 않다가 취체역 회장으로 전임을 하였다. 이승만은 노발대발하였다. 이를 계기로 '윤보선 상공장관은 내말을 안듣는 사람이다'라고 대통령이 메모를 해두었다. 이는 나로 하여금 이승만에 대한 정분을 멀게 만들었다. | ” |

그는 이승만이 한민당을 배척하는 것도 내심 불만이었다.
| “ | 이박사가 대통령이 되기 전까지는 한민당은 비록 이박사가 당원은 아니었으나 당총재와 같이 생각했고 이박사도 그렇게 생각해서 받아들였는데 대통령이 되자 확장일로에 있던 한민당의 세력을 경계하고 배척하기 시작했다. 물론 한민당 사람들 중에서도 가령 윤치영, 이기붕, 허정, 김도연, 장기영 그리고 나도 썼지만 이는 당원으로서가 아니라 개인적 신임에 의해서였던 것이다. 그러나 2대 국회의원 선거부터는 한민당을 누르기 위해 최초로 선거탄압을 하고자 백모씨를 내무장관으로 발탁하고 대한정치공작대 사건이라고 하는 정치적 음모를 조작할 즈음엔 현직 장관인 나의 집을 출입하는 사람을 일일이 체크하는 지경에까지 이르게 되었다. | ” |

이승만과 친위 세력의 한민당계열에 대한 노골적인 탄압도 그가 이승만에게 등을 돌리는 하나의 이유가 되었다. '그렇지 않아도 대통령의 독단에 의해 국무회의는 공전하기 일쑤라 흥미를 잃어오던 나로써는 사임해야 할 때를 만났다고 생각하여 마침내 50년 5월 사임하고 말았던 것'이다.
한편 윤보선은 이승만이 한민당을 팽하고 독립촉성중앙회를 설립한 것, 그밖에 윤치영, 이인(李仁) 등을 중심으로 친위정당인 민주국민당을 조직되자 국민당을 편애한 것, 1951년에는 이범석, 이기붕 등을 중심으로 자유당을 결성한 것, 그리고 기독교 신자이면서도 대종교 신자들과 가까이 지내는 것에 대해서 불만이었다. 이승만이 당숙 윤치호의 문하생이라는 점과 아버지 윤치소, 삼촌 윤치성과의 친분관계와 더불어 당시 삼촌 윤치영이 이승만의 최측근이라는 점 때문에 갈등은 커져만 갔다.
1952년 민주국민당 서울시지구당 위원장이 되었다. 1954년 5월 서울 종로구 갑구에서 민의원 후보에 출마하였다. 그는 종로 갑구에서 처음 출마했기 때문에 무척 걱정이 되었다고 했다. 어떤 사람들은 "박순천씨가 여성이어서 전 유권자의 반을 차지하는 여성들이 동정표를 몰아줄 것인데 남자는 12명이나 되니 절대 불리할 것이다."라고 말하며 일찌감치 당선자를 예상하기도 했다. 윤보선은 선거를 하려면 같은 조건에서 공정하게 상대해야지 여자라는 이유로 특혜가 가당하냐는 반응을 보였다.
당시 종로 갑구에는 박순천, 주요한, 장후영, 유석현 등 쟁쟁한 인사들이 모두 13명이나 출마하여 전국에서 최대의 격전지로 꼽혔다. 그러나 그는 압도적인 표차로 박순천과 주요한을 누르고 민의원에 당선되었다.

#### 민주당 구파의 지도자

##### 3대 민의원의원 시절

유석 조병옥, 그의 갑작스러운 사망으로 윤보선은 민주당 구파의 리더가 된다.

3대 민의원의원이 된 윤보선은 민주국민당의 원내총무와 민의원 외교분과위원을 맡았다. 당초 그는 원내총무 지명을 극구 사양하였는데, 당에서는 그의 거부의사에 상관없이 원내총무 자리에 앉혔다. 그러나 그는 원내총무에 지명되고도 요양을 핑계로 부산으로 내려가 끝내 사퇴하고 만다. 그는 민주당 서울시 종로구당 위원장을 맡았다.
| “ | 3대 국회의원에 당선되자 그를 야당 원내총무를 시켜주었지만 그는 원치 않아 사임을 해도 안받아주었다. 마침 병이 난 것을 기화로 부산에 내려가서 요양하며 겨우 수리시켰고 그 후로는 외무분과위원회에 있었다. | ” |

그는 신익희, 장택상, 조병옥 등이 술자리에 갈 때면 자신은 기독교 신앙인임을 들어 술을 마실 수 없다고 거부하였고, 증조부 윤득실이 술을 즐겨서 가산을 탕진, 할아버지 윤영렬이 절대 술을 마시지 말라고 훈계한 것을 이유로 들어 술자리 참여를 거부했다. 회식과 술자리 불참 때문에 그는 자신의 이야기가 술자리에서 회자화되고 언급되었지만, 크게 개의치 않았다. 여성 의원들과 기독교도 의원들도 회식이나 술자리에 참여하여 술을 마셨으므로 그의 술자리 참석 거부, 회식 거부는 독특한 취향으로 취급되었다.
1954년 제3대 민의원에서 그는 김도연 등과 함께 국회 경제분과 위원이 되어 활약하였다. 1954년 호헌동지회가 결성되자 호헌동지회에도 참여하였다. 1955년 2월 김성수가 사망하자 그의 국민장 장례식을 지켰다. 6월 김형근(金亨根) 내무부 장관의 서울시내 판자집 철거 정책에 반대하여 김도연, 민관식(閔寬植), 임흥순(任興淳) 등과 상의한 뒤 판자촌 철거는 민생을 위협하는 것이라며 반대하였다.
1955년 9월 18일 민주당이 창당된 후, 그는 민주당 중앙위원에 피선되었다. 이어 민주당 중앙당 의원부장에 선출되었으며 1956년 8월 자유당의 선거방해에 항의하여 조병옥, 김도연, 현석호, 양일동 등과 서울 태평로에서 연좌시위를 벌였다. 1955년 11월 민주당 서울시지구당 위원장이 되었다.
그는 뚜렷하게 색채를 나타내지 않고 야심을 드러내지 않았으므로 당내 신구파의 압도적인 지지로 당내 직책을 두루 역임하였다. 1956년 민주당 중앙위원회 의장에 선출되고, 1월 24일에는 신병을 이유로 민주당 중앙당 의원부장직을 사퇴하고 민주당 중앙당 의원부 간사가 되었다. 5월 30일 민주당 중앙당 간사직을 사퇴했다. 1956년 9월 7일 서울 재동국민학교에서 특별 강연을 하였으나 경찰의 방해로 무산되어 경찰에 강력 항의하기도 했다.
당내 활동을 하면서 그는 민주당 구파였지만 특정 파벌의 손을 들어주지 않았다. 그는 자신의 색채나 야심을 드러내지 않고 당무에만 전념했는데, 조병옥은 그에게도 야심이 있음을 간파하였다. 한번은 조병옥이 '언젠가는 윤보선이 전면에 나서는 날이 올 것이다'라고 예견하기도 했다.

##### 4대 민의원의원 시절
1957년 10월 19일 서울 중앙고등학교 강당에서 열린 민주당 중앙의 회의에서 민주당 중앙위원회 의장에 다시 유임되었다. 이후 그는 1958년 제4대 민의원의원 선거에서 민주당 후보로 종로 갑구에 출마하여 당선되었다.
| “ | 4대 국회 때부터는 선거 운동이 퍽 용이하게 되어 별로 힘을 기울이지 않아도 무난히 당선되곤 했다. 종로 갑구 구민들이 나를 밀어준 것은 아무래도 고맙다고 밖에 달리 표현할 말이 없는 일이라 하겠다. 당시 종로 갑구로 말하면 민주당으로선 가장 약한 지구당이어서 당원이 2백 명밖에 안 되었으며 그 당원도 대개가 이름만 얹어둔 정도여서 연차 지구당 모임을 갖자면 40명의 정족수를 채우기가 무척 힘드는 실정이었던 것이다. | ” |

1955년 이래 그는 민주당 서울시 지구당과 종로구 지구당을 맡아보았다. 그런데 종로구 지구당은 그의 표현대로 지구당 모임 한 번을 제대로 열기 어려운 실정이었다. 그러나 자발적인 후원자들의 존재로 당을 운영해 나갈 수 있었다. 그는 이를 두고 "조직도 당원도 없는 그에게 언제나 선거 때면 몰표가 쏟아져 나오고, 그렇다고 당선시킨 후에는 무슨 이권 운동이나 폐를 끼치려는 사람도 일체 없고 하다 못해 '적은 돈이나마 보태 쓰라'고 금일봉을 보내오는 사람이 많았으니 어찌 평생을 두고 감사해 마지 않으리요."고 회상하였다.

##### 민주당 구파의 지도자
민주당 구파의 지도자였던 신익희, 조병옥이 연속으로 사망하면서 그는 일약 민주당 구파의 최고지도자로 부상했다.
1959년에는 민주당 상임위원에 추대되었고, 9월 8일 민의원 각분야 상임위원을 선출할 때 민의원 외교위원회 상임위원에 선임되었다. 그해 민주당 대선 후보 경선 초반 당시 조병옥 대표의 대선 불출마 선언으로 장면 부통령이 대통령 후보에 당선될 것이 확실시되자 민주당 신파에서는 윤보선에게 장면의 러닝메이트직을 제안하였다. 그러나 그는 수차례에 걸친 제의에도 불구하고 이를 사양하였으며, 이후 조병옥 대표가 불출마 선언을 번복하고 조병옥 대표가 대통령 후보에, 장면 부통령이 부통령 후보에 선출되면서 신파의 윤보선 러닝메이트 영입 시도는 없던 일이 되고 말았다.
11월 2일 서울 중앙고등학교 강당에서 열린 민주당 중앙위원회 회의에서 당 중앙위 의장에 재선출되었다. 4대 민의원에서 그는 주로 세무, 재정 등에 대한 분야에 대한 질의, 안건을 제출하였다.
그러다, 그는 우연한 기회에 민주당 구파의 지도자 위치에 오르게 되었다. 그는 11월 25일 민주당 전당대회에서 민주당의 대선 후보 선출과 함께 이뤄진 최고위원 개선에서 조병옥, 장면, 곽상훈 등과 함께 민주당 최고위원에 선출되었다. 당초 최고위원회는 조병옥과 백남훈 등 구파 2명, 장면, 박순천, 곽상훈 등 신파 3명으로 구성되어 있었는데, 구파의 강력한 요구로 구파 위원을 한 명 추가하기로 하면서 그 자리가 윤보선에게 돌아간 것이었다. 당초 구파 내에서는 김도연과 유진산이 새 최고위원에 유력하게 거론되었으나, 별로 야심 있는 정치인으로 평가 받지 않아 신파의 견제를 가장 덜 받던 윤보선이 최종 낙점된 것이었다.

#### 민주당 최고위원 시절

1960년 3월 15일자 동아일보. 3.15 부정선거를 다룬 기사.

1959년 11월 27일 서울 시공관 민주당 전당대회에서 민주당 구파 몫의 최고위원을 선출할 때 추가로 보선되었다. 12월 23일 민주당 원내 최고위원에 피선되었다. 1959년 정부로부터 서울시장직 제의가 들어왔지만 거절하였다.
1960년 곽상훈 등과 함께 김구(金九)선생 기념비 제막식에 참석, 직접 커튼을 벗겼다. 민주당 구파의 리더였던 조병옥이 사망하자 민주당 구파의 대부였던 유진산의 추천으로 조병옥(趙炳玉) 사후 구파 리더로 추대되었다. 유진산의 양보로 그는 구파의 지도자가 되었는데, 윤보선은 당시 민주당 구파의 얼굴마담격으로 등장했다. 그러나 후에 민주당 구파의 주도권을 놓고 유진산, 유진오 등과 경합을 벌이기도 했다.
1960년 3월 3.15 부정선거 규탄시위에 부상당한 학생을 위문하였다. 4월 학생 시위의 진상조사단이 각 정당별로 꾸려질 때 그는 민주당측 부정선거 규탄사태 진상조사단장이 되어 마산과 부산, 창원 등을 순방하고 돌아왔다. 이어 정부의 부정선거를 항의하고 관련자 색출 처벌을 요청하였다.

#### 3.15 부정선거 진상조사단장
1960년 4월 11일 그는 민주당의 마산시위 진상조사단장에 임명되어 경상남도 마산으로 파견되었다. 당시 민주당에서는 최고위원회를 긴급 소집하여 대책을 숙의했다. 우선 현지에 내려가 사태의 진상을 조사, 파악하고 자유당 정권에 강력한 대응책을 요구하기로 결정했다. 회의에서 그가 조사단장으로 결정되었다. 그는 급히 조사단을 구성, 야당의원 세 사람을 동반하고 마산 현지로 내려갔다. 마산에 도착해 보니 온 시가지가 극히 혼란한 상태였다. 그것은 데모가 아니라 완전히 혁명이었다. 법에 의한 질서는 찾아볼 수가 없었고 흥분한 군중들에 의해 마산은 지배되어 있었다. 도착한 즉시 김주열이 안치된 병원에 가 보니 눈에 최루탄이 박힌 채 그대로 있었다. 그를 단장으로 한 민주당 진상조사단이 도착했다는 소식이 전해지자 마산 시민들은 데모를 중지하고 몰려와 사태를 빨리 해결해 시민들을 희생시킨 경찰으 처벌해줄 것을 요구하며 즉석 연설을 청하기도 했다.
그는 마산시장과 경남도지사, 마산경찰국장, 그리고 법원 사람들을 만나 회의를 열고 군중에 대한 발포금지와 감금된 시민들을 석방할 것 등을 골자로하는 몇 가지 조건을 제시했다. 그 과정에서 그는 곤욕을 치르기도 했다. 회의장을 에워싸고 기다리던 시민들이 회의 결과가 빨리 발표되지 않자 무차별 투석을 가하고 전기를 끊는가 하면 폭력을 휘두르는 등 난폭한 행동을 벌였던 것이다. 그는 직접 피해를 당하지는 않았다.
| “ | 소란이 있은 후 밤에 모씨 집에서 잠을 자다가 멀리서 성난 파도처럼 만세 소리가 퍼져 나오다가 일제히 쏘는 총소리에 끊어지고 다시 만세 소리가 일어나는 것을 들었다. | ” |

이튿날 그를 비롯한 민주당 조사단은 다시 경찰서장과 지방법원 관계자들을 만나 해결책을 협의했으나 뚜렷한 합의점을 찾지 못하고 서울로 올라와야 했다. 당시 내무부차관은 마산 시민의 1차 봉기 배후에 공산당 조직과 민주당이 개입돼 있다고 발표하였다. 그리고 2차 봉기 역시 공산당 조직의 조정에 의한 것이라고 단언했다. 윤보선은 그런 사실이 없다며 즉각 반박성명을 냈다.
| “ | 내가 조사한 바로는 공산당 조직이 조정했다는 증거는 전혀 찾아볼 수 가 없었다. 그것은 자유당 정권이 애국적인 동기에서 부정선거를 규탄한 마산 시민들을 불순한 세력으로 몰아붙인 결과 밖에 되지 않았다. 아무리 궁여지책이라 하더라도 어찌 선량한 국민을 빨갱이 세력으로 매도할 수 있단 말인가. 떳떳하지 못한 정권이 돌이킬 수 없는 큰 죄를 범하는 것이 아니고 무엇이겠는가? | ” |

마산 현지에서 조사를 마치고 국회발언을 통해 그는 마산 시민 봉기는 공산당의 폭동이 아니라 애국시민의 의거라고 규정지었다. 그러자 자유당은 윤보선에 대해 비난을 퍼부었다.

#### 4.19 혁명 전후
4월 19일 그는 자유당 의원들을 방문했다. 데모가 한참 서울 시내를 누비고 있을 때 그는 국회에 나가니 이재학(李在鶴) 부의장실에 자유당 의원들이 모여서 의논을 하고 있었다. 불청객이었던 윤보선은 들어가서 거기서 한마디 했다.
| “ | 이 사태를 단순한 데모로 봐서는 안 된다. 이것은 장차 닥쳐올 정국에 큰 영향을 줄 일이니 부디 똑바로 사태를 주시해서 양심적으로 처리해 나가야 할 것이다. | ” |

그는 자유당 회의장에 이 말을 남기고 거리로 나와 시내를 둘러보았다. 이를 두고 자유당 의원들은 윤보선이 돌아다니며 데모대를 선동했다고 비난하였다. 자유당은 그가 불순한 목적으로 시위대를 선전 선동한다고 비판했다. 그러자 윤보선은 '(나는 누군가에게) 데모를 선동한 일이 없다. 다만 상황을 살펴본 결과 내가 이미 말한 바와 같더라.'고 응수하였다.

#### 5대 민의원 당선

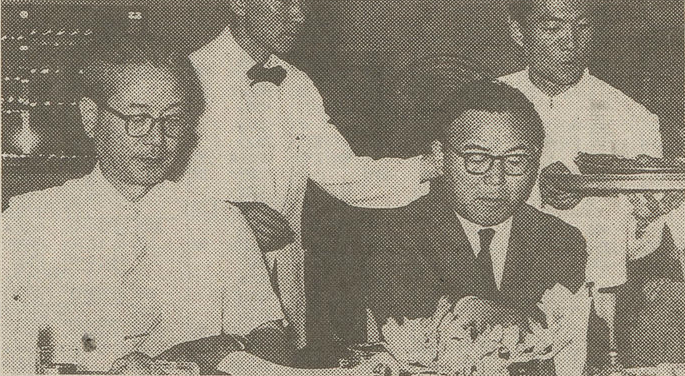
4 19의거 후 민주당 신파 대표인 장면 씨와 회동한 구파의 윤보선

1960년 제4대 민의원은 의원내각제 및 양원제를 골자로 한 제2공화국 헌법을 통과시켰다. 윤보선은 새 헌법이 공포됨에 따라 7월 29일에 실시된 제5대 민의원의원 총선거에 출마하여 압도적인 표차로 당선되었다. 그는 이를 두고 '원내활동도 적고 또 야당 의원이라 선거구를 위해 해준 일도 별로 없는데 구민들의 지지와 동정이 컸다'고 고마움을 표하기도 했다.
그 해 8월 12일 민의원, 참의원 합동회의에서 실시된 제4대 대통령 선거에서 윤보선은 재적의원 263명 중 208명의 지지를 얻어 29표를 받은 김창숙을 누르고 대통령에 당선됐다. 내각책임제 개헌 뒤 실권자가 국무총리라는 점에서 그는 한때 국무총리 물망에 오르기도 했으나 구파 내 다른 국무총리 후보 희망자였던 김도연과 마찰을 피하기 위해 스스로 상징적 지위인 대통령을 택했다.

### 대통령 재직 시절

#### 윤보선 정부와 장면 내각(1960~1961)

##### 취임 직후

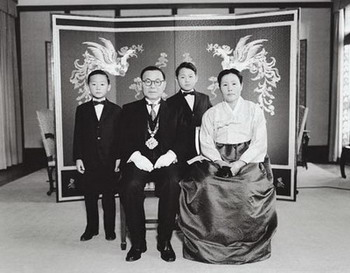
부인 공덕귀와 두 아들과 함께

1960년 8월 19일 장면 총리인준 직후, 장면 총리의 예방을 받을 때

민주당 구파는 대통령에 윤보선을, 국무총리에 김도연을 선출하기로 결의하였다. 신파는 국무총리로는 신파의 장면을 지지하되 대통령은 구파에 내주자는 전략을 갖고 있었는데, 그 중에서도 윤보선을 대통령으로 가장 선호하고 있었다. 결국 윤보선은 구파와 신파 모두의 지지를 받아 대통령에 당선될 수 있었다.
8월 16일 윤보선은 구파의 당론에 따라 구파인 김도연을 국무총리로 지명하였으나, 김도연 총리 임명 동의안은 8월 17일 재적의원 227명의 과반인 114표에서 3표가 모자란 111표만의 찬성을 얻어 부결되었다. 반대표는 112표, 무효표는 1표, 그리고 표결 불참자는 3명이었다. 8월 18일, 윤보선은 2차로 장면을 국무총리 후보로 지명하였다. 당초 구파는 이마저 부결시킬 계획이었으나, 8월 19일 표결에서 재적의원 228명의 과반인 115표를 2표 넘는 117표의 찬성표가 나와 장면 총리 임명 동의안은 가결되었다. 반대표는 107표, 무효표는 1표, 불참자는 3명이었다. 장면은 훗날 이 일을 놓고 도의상 신파인 자신을 지명하는 것이 옳은 태도가 아니었냐고 비판하였다. 8월 26일 경무대에서 장면 국무총리 등 3부 요인과 각료들로부터 제63회 탄신일 축하 인사를 받았다.
당시 헌법은 대통령의 당적 보유를 금하였으므로, 윤보선은 대통령에 당선된 다음날인 8월 13일 민주당에 탈당계를 제출하였다.
내각출범 20일 뒤, 국무총리 장면은 개각을 단행하여 5명의 장관직을 구파로 교체했다. 그러나 윤보선은 내각책임제에 개입할 수 있는 위치가 아니었으나, 내각인사에 개입 구파에게 준 자리는 빈탕이라고 비아냥댔다. 한편 그는 자신의 얼굴이 든 우표나 화폐 발행을 반대했다. 우표나 화폐 등은 죽은 사람이거나 공적이 뚜렷한 인물만 등재해야 된다는 것이 그의 반대 이유였다. 8월 경무대에서 특별히 그의 생일 기념 축하를 주관하였다. 그는 성대한 축하식 대신 간단한 파티와 주변 친지들을 초대하는 것으로 간략하게 하였다. 파티에는 장면 총리와 각료들 외에 어머니 이범숙, 윤치영, 윤치왕, 윤치창, 윤일선, 윤영선 등 일족들과 김도연, 유진산 등의 당직자, 몇몇 친한 친구 등 소수만이 초청되어 간략히 하였다.

##### 집권 1년차
1960년 12월 30일 청와대를 경무대에서 청와대로 직접 이름을 개칭하기도 하였다.
1960년 8월 29일 이른 아침, 휴가 겸 민정시찰을 나갔다. 비서실을 통해 전갈을 전달하자 총리 장면을 비롯한 각료들이 서울역에 집결하였다. 관 1호차를 탄 윤보선 부부는 서울역에 도착, 8시에 특별열차 편으로 서울역을 출발하여 전국을 순회했다. 이 일이 정치권에 알려지자 '내각책임제인데 대통령이 각료들에게 전송 나오라고 지시한 것은 무엇이며, 이에 군말없이 따르는 장면은 뭐냐'는 비판이 나왔다. 이는 윤보선은 대통령직에서 월권을 한 것이고, 장면은 자기 밥그릇도 지키지 못한다는 비판이었다.
그는 민주당 구파의 의원들을 모아 그들과 각종 대책을 숙의하였다. 그러나 민주당 신구파간 정치다툼에 대해서는 상당히 냉소적인 시각을 갖고 있었고, 이들의 대립을 외면하였다. 민주당 구파에서는 싸움에 동참하지 않고, 냉소적으로 대하는 윤보선을 두고 아군은 맞느냐며 공격했다.
장면 내각 출범 20일 마인 9월 12일 국방 권중돈, 부흥부 김우평, 교통부 박해정, 체신부 조한백, 보사부 나용균 등 구파 5명을 받아들인 개각이 단행되었다. 구파로서 처음부터 입각한 정헌주는 교통장관에서 국무원 사무처장으로 자리를 옮겼다. 그래도 구파의 불만은 여전했다 윤보선은 구파에게 준 자리가 빈탕이라고 비아냥댔다.

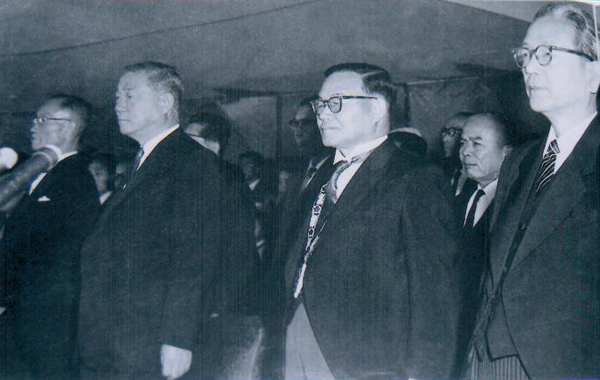
제2공화국의 대통령인 윤보선(오른쪽에서 두 번째)과 총리 장면

10월 10일 장면 국무총리는 허정 과도수반 때 임명된 시도지사를 경질했다. 그러자 윤보선은 구파 입장을 대변하는 '유감' 성명을 발표했다. 장면 내각에서 정치에 왜 관여하느냐며 비판하자, 윤보선은 국가적인 큰 잘못에 대해 국민의 한 사람으로서 말했다고 대응했다. 60년 10월 12일 신정부수립 기념식에 참석하였다.
그동안 윤보선은 많은 사람들에게 무난한 인물로 비춰졌기 때문에 신파도 대통령직에는 윤보선이 적임자라 생각하였으나, 대통령이 된 뒤에는 전혀 다른 모습을 취하였다. 윤보선은 민주당 구파 정치인들을 청와대로 자주 불러들여 모임을 가졌다. 모임에서 장면 내각의 정책과 반대되거나 장면을 비난하는 성명을 내고는 했다. 장면은 청와대를 갖은 정략을 꾸미는 구파들의 참모본부로 여겼다. 민주당 구파의 지도자였던 그는 제2공화국 정부가 각계에서 분출된 자유화 요구로 정권 초기 현상을 겪고 있을 때 당시 의원내각제 헌법 하에서 대통령은 명목상, 의전상 국가 원수임에도 불구하고, 공공연한 간섭으로 장면 정부에 다소 부담을 주었다. 나아가 1961년 5·16 군사정변 당시 이를 방조했다는 논란도 있다.
한편 그는 군통수권을 행사하려 하였다. 그러나 1960년 6월 15일에 제정된 제2공화국 헌법 61조 1항에 '대통령은 헌법과 법률이 정하는 바에 따라 국군을 통수한다.'라고 되어 있었으나 장면 내각 출범 후에도 내각은 법률을 정하지 않았다.
1960년 가을 윤보선은 비밀리에 대한민국 국군 통수권이 누구에게 있는가를 비밀리에 국방부장관실에서 의논하였다.
윤보선은 자유당 정권 때의 관료라고 해서 무조건 파면하는 것은 옳지 못하다. 인재가 있다면 가려서 취하는 것은 당연하다고 주장했다. 인간의 결점, 단점을 찾기 보다 그 사람의 좋은 점과 재능을 살리는 것이 정치가 아니냐고 주장했다. 그러나 자유당 시절의 인사나 과도 내각의 인사까지 해임시키는 장면 총리와 갈등하였다. 장면 총리의 내각 운영 태도를 답답하다고 여긴 그는 장면에게 그럴 것이면 총리 직에서 물러나라고 했다. 장면은 어이없어 하면서 그 영감이 나더러 총리 직을 내려놓으란다 며 성토하였다. 중립적인 자세를 견지하려고 민주당을 탈당했다.

##### 집권 2년차

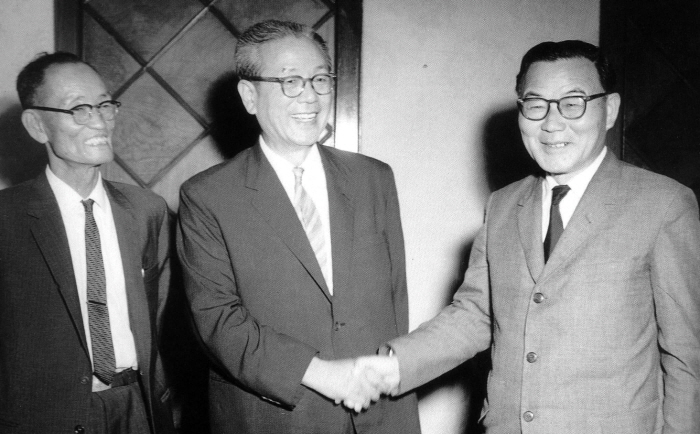
장면 총리 인준 직후 곽상훈 민의원 의장, 장면 국무총리, 윤보선 대통령

장면
(민주당 신파의 지도자이자 그의 정치적 경쟁자 중 한 사람이었다.)

에든버러 대학에서 고고학을 전공했던 윤보선은 전국 각지의 유적지 보존, 보호 사업에도 후원하고 기금을 마련하였다. 1961년 1월 12일 민의원·참의원 합동회의에 참석하여 신년치사를 하였다. 그런데 윤보선은 시국을 '국가적 위기'라고 규정하고 "정쟁의 휴전을(당파간에) 협정하라."고 촉구했다. 그리고 "한 개인, 한 당파가 당면한 난국을 타개할 수 없는 것은 공지의 사실"이라고 전제하고 "당파 이익을 위해 이를 부정한다면 우리는 역사의 죄인이 될 것"이라고 주장한 것이다. 이는 장면 내각을 겨냥해 거국내각을 구성하라는 촉구였다. 장면 내각과 민주당 신파는 당연히 발끈하였다.
2월 27일 국토건설단 창단식에 국무총리 장면과 함께 참석하였다. 1961년 3월 윤보선은 장면에게 거국내각 구성을 제의하였으나 거절당하였다. [[3월 23일 청와대 요인회담을 하였다. 3월 23일 대통령 윤보선은 장면에게 사퇴하라는 권고를 하였다. 그러나 장면은 나의 총리직은 헌법에 의해 보장된 직책이므로 사퇴할 수 없다고 받아쳤다.
장면 내각에서 민주당 신파 인사들만 채용한다는 불평불만이 터져 나오자 그는 국무총리 장면의 권한이던 인사권 문제에 개입하기 시작했다. 민주당 구파 인사들은 주로 그가 머무르고 있던 청와대 대통령 관저에 모였고, 신파 인사들은 국무총리 장면의 관저인 반도 호텔을 중심으로 모여서 각자 자파의 정책을 의논하였다. 4월 19일 4·19 혁명 1주기 추도식에 참석하였다. 장면내각은 그의 참견이 지나친 간섭이라 비판했고 그는 이를 대통령으로서 할 수 있는 충고라며 맞받아쳤다.

#### 군사혁명위원회와 국가재건최고회의(1961~1963)

##### 5.16 군사 정변 직후

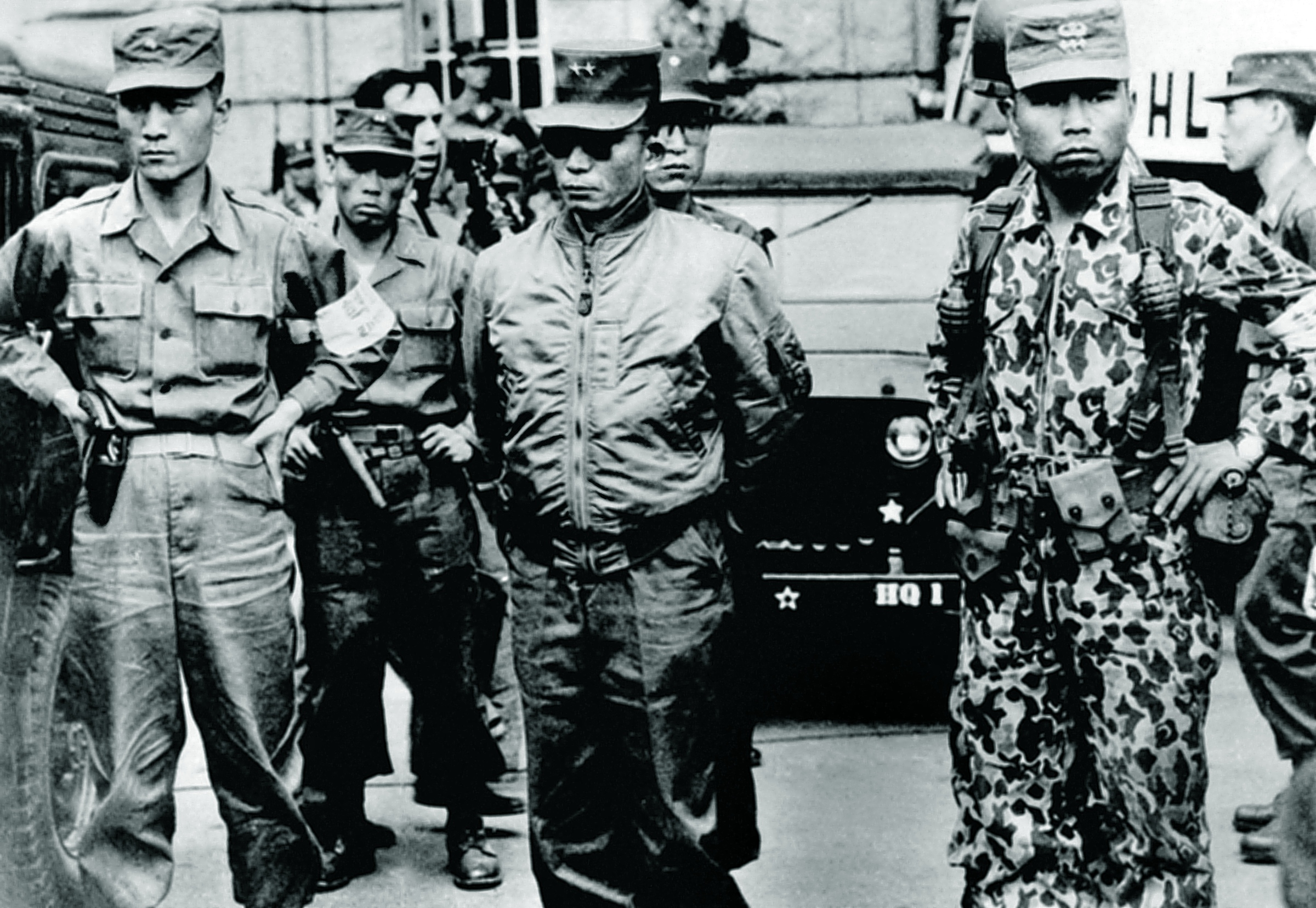
5·16 군사정변 직후, 5월 16일 오전 8~9시 경 중앙청 앞에서 박정희와 이낙선 소령, 박종규 소령

1961년 5월 16일 새벽 3시 윤보선은 장도영으로부터 군사 쿠데타가 발생했으니 속히 피신하라는 연락을 접하였다. 당시 상황에서 헌법상의 국정 통솔권은 국무총리인 장면에게 있었다. 그러나 장면은 쿠데타가 일어난 직후 수녀원에 숨어버렸다. 이제 그의 손에는 두 가지 중요한 선택권이 쥐어졌다. 하나는 그가 쿠데타 진압을 명령하고 헌정 질서를 회복하는 것이었고, 다른 하나는 지도력을 상실한 장면 정부를 포기하고 쿠데타를 인정하는 것이었다. 쿠데타가 일어난 직후 유엔군 사령관 매그루더와 주한 미국 대리대사 마셜 그린은 윤보선을 찾아갔다.

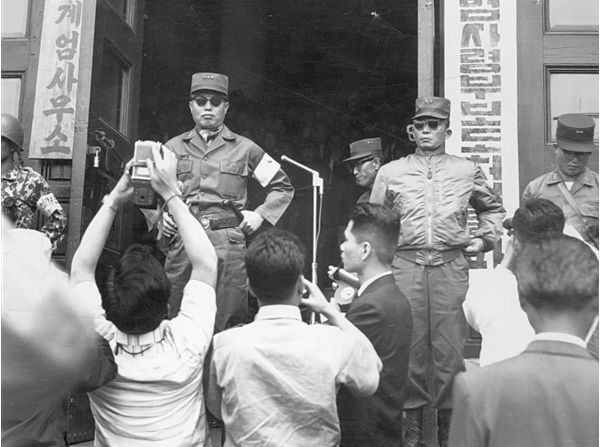
5월 20일 중앙청 광장에 선 장도영과 박정희

윤보선은 가족들만 피신시키고 나는 대통령이니 죽더라도 청와대를 지키겠다고 하고는 가족들만 피신시켰다.
매그루더 주한미군 사령관과 린그린 주한미국 대리대사는 군사 정변의 저지를 위해 UN군 병력을 동원할 허가를 받으려고 쿠데타가 일어난 직후 그때 장면 총리는 은신 중이어서 윤 대통령을 찾아갔던 것이다. 그러나 3시간 여에 걸쳐 병력 동원을 허가해주기를 간청했으나 윤 대통령은 끝내 허락해주지 않았다고 한다. 그린 주한미국 대리대사는 '국헌 준수를 서약하고 대통령에 취임한 만큼, 지금 병력 동원을 허락하지 않는 것은 의무의 포기가 아닌가'하고 힐책하였다.
박정희, 장도영 등이 각료들을 체포하고 청와대에 등장하자 체념한 그는 '올 것이 왔구나'라고 자탄하였다. 그러나 그가 놀라거나 저항하는 태도를 보이지 않자 현석호 등은 '영원히 잊을 수 없는 한마디'라며 그를 원망하였다. 한편 그는 군사 정변 직후 청와대에 나타나 위스키와 소주를 찾는 군인들의 무례함을 질책하였다. 이때 바로 계엄군 사령관 장도영 중장이 사과를 하여 넘어갔다.
5·16 군사정변 후 정변 당시 정변주체세력들의 계엄령 사후 추인과 정변지지성명 발표 요구를 모두 거절했으며, 매그루더 유엔군 사령관과 그린 미국 대리대사의 군사정변 진압을 위한 병력 동원에 대한 요구 역시 국군간의 교전과 이로 인한 조선민주주의인민공화국의 침공을 우려해 거절했다. 그가 일면으로는 싸움을 피하기 위해, 다른 일면으로는 장면 내각에 대한
 적개심 때문에 진압 행동을 거부했다는 분석도 있다. 한편 그는 여러 비판 중에도, 자신이 사퇴할 경우 국제사회로부터 합법적인 정부의 대표자로 나설 사람이 없으므로 국가전체를 보호해야 한다는 사명감 때문에 대통령직 사퇴를 번복했다고 하였다.

##### 군정기간 중
1961년 5월 19일 햐야선언을 하였으나 5월 20일 번복하였다. 1961년 5월 19일 윤보선은 대통령직 사퇴를 발표했다. 그의 사퇴 성명은 저녁 8시 30분 방송을 통해 공표되었다.
금번 군사혁명이 발생하면서 나는 무엇보다도 귀중한 인명의 희생이 없기를 바랐으며 순조롭게 수습되기를 희망하였습니다. 다행히 하늘은 우리를 도와서 무사하게 이 나라의 일을 군사혁명위원회의 사람들이 맡아서 보게 하였으며 국민 여러분이 또한 커다란 기대를 가지고 있다는 것을 알게 된 나는 지금 안심하고 이 자리를 물러나겠습니다. 아무쪼록 군사혁명위원회의 사람들은 그 소신과 충성을 다하여 이 나라를 발전시키고 이 국민을 하루속히 궁핍에서 건져내 주기를 바라며 나의 친애하는 국민 여러분이 적극적으로 이에 협조해주실 것을 간곡히 부탁하는 바입니다.

윤보선의 사퇴발표가 있자 군정 측은 그의 사퇴를 만류하였다. 5월 19일 밤 9시, 박정희와 장도영이 청와대를 찾아와 윤보선의 사퇴를 만류했다.
| “ | 내가 하야의 뜻을 번복할 수밖에 없었던 것은 마음이 약해서도 아니요 군인이나 김차관의 간청이 절실해서도 아니요 또 나아가서 군정이나 내 개인일 위한 것은 더욱 아니었다. 나는 국가원수로서 혁명정부가 들어선데 대해 책임을 면할 길이 없는 사람인데 그 혁명정부가 국가에 대해 또 다른 문제를 야기한다면 나는 더욱 큰 책 임을 면할 길이 없어지는 것이 아닌가? | ” |
|   | — 하야 번복 성명서 |   |

윤보선은 5월 20일 하야 번복 성명을 발표했다. 장도영에겐 윤보선이 좀더 필요했던 것 같으나, 박정희는 윤보선의 사퇴를 속 시원하게 생각하고 있었다. 이때 사퇴를 고사한 일로 후일 민주당 신파 계열에서는 그가 군사정권에 협력했거나 내통, 또는 매수했다며 공격하였다.

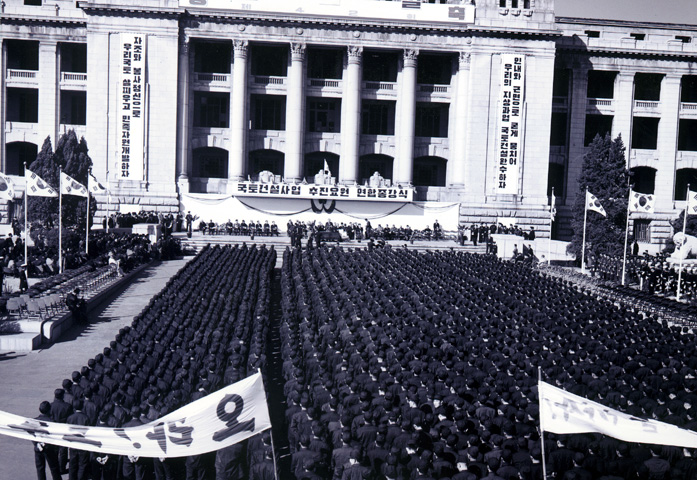
1961년 2월 국토건설단 수료식

5월 20일 상오 외무부 차관 김용식이 윤보선에게 “유일한 헌법기관인 대통령의 이 시점에서의 하야는 국제법상 새 정부의 승인문제를 복잡하게 할 우려가 있다.”고 설명했다. 김용식은 이 점을 박정희에게도 설명했다. 5월 20일 낮 2시 윤보선, 박정희, 장도영, 김용식 4자 회담이 열렸다. 이 자리에서 김용식은 다시 “만일 각하가 사임한 뒤 이북이 남침하면 외국과 유엔에 호소하려 해도 대한민국을 대표하여 호소할 기관이 없다.”며 사임재고를 요청했다. 재고 요청에 박정희와 장도영도 가세했고, 미국의 만류도 있었다.
결국 윤보선은 저녁 6시 예정돼 있던 고별회견 대신 “국가재건최고회의에서 하야하겠다는 나의결정이 국제적, 국내적으로 영향이 크다 하므로 나라 일을 해친다는 것은 옳지 않다고 생각하여 만부득이 이 나라 형편을 생각하여 번의해야 할 것 같다.”며 하야를 번복, 번의 회견을 하였다. 1961년 6월 6일 국가재건 최고회의와 현충일 행사에 참석하였다.
이후 윤보선은 경제정책의 틀을 수립하고 정책을 추진하려 하였으나, 그를 명목상의 대통령에 앉히고 실권을 쥐려는 5.16 군부와 수시로 충돌하게 되었다.

#### 대통령직 사퇴

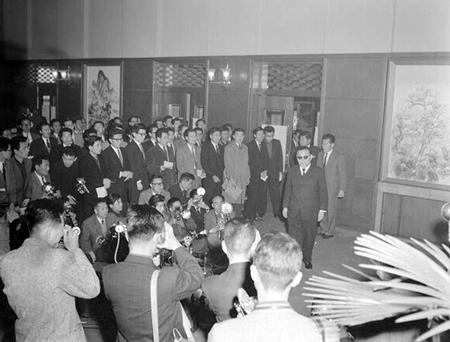
1961년 하야 발표 기자회견을 위해 입장하고 있는 윤보선 대통령

군사정변 이후에도 1년 이상 대통령직을 계속 유지했으나, 정치정화법이 제정되자 정변주체세력과의 의견 차이로 결국 1962년 3월 하야했다. 서중석에 의하면 '윤보선이 아무리 더 하고 싶어도 할 수 없게 된 것'이라고 했다. 하야의 배경에 관련되어서는 박정희의 구정치인 활동금지법에 반발했다는 주장도 있다. 퇴임후에는 안국동 사저인 안동장에 칩거하였다. 4·19 혁명으로 청와대의 주인이 되었던 윤보선 대통령은 쿠데타로 집권한 군부 세력이 마땅치 않다면서 박정희의 구금해제 및 감시와 자택연금이 되풀이되는 불행한 나날을 살다가 여생을 마쳤다.
윤보선은 대통령을 사퇴한 후 박정희 정권에 대해 맹렬한 비난을 퍼부었다. 박정희 정권에 대한 야당 공격의 선봉에 선 윤보선은 대통령(권한대행)과 공화당 의장이 집권을 연장하기 위해 나라를 팔아먹는 역적이라고 맹렬히 비난하였다. 또한 군정 세력의 민정이양은 허구이며 군정 세력의 정권 연장이 그들의 목적이라고 지적했다. 1962년 6월 29일 반공유격전적비 제막식에 참석하였다.
1963년 3월 박정희가 군정연장안을 발표하자, 윤보선과 허정은 각각 측근들을 데리고 서울시내에서 산책데모를 하였다. 1963년 3월 16일 낮 2시 55분, 국가재건최고회의 의장 박정희의 초대로 전 국무총리 장택상, 신민당 위원장 김도연, 초대 국무총리 이범석 등과 함께 박정희와 면담하였다. 김희덕(金熙德) 외무 겸 국방위원장, 유양수 재경위원장, 홍종철(洪鍾哲) 문사위원장 등이 3.16 성명을 발표하게 된 동기를 번갈아가며 설명하였다.
이에 그는 '3.16 성명이 박의장의 깊은 사려에서 나온 줄은 모르는 바가 아니나... 세상 만사가 그렇게 박의장이 제안한 것처럼 척척 될는지도 의문이고 또 내가 아니면 안 된다는 식은 바로 이승만 박사의 사고방식과 같다. 인간 개조라는 것은 하루 이틀에 되는 것이 아니고 20년이고 30년이고 점진적으로 이룩되어야 할 줄로 압니다.' 이어 군인의 사명은 국방에 있으니 만큼 군인들은 군으로 돌아가야 한다고 하였다. 윤보선의 말을 듣던 박정희는 노하며 오죽 당신네들의 과오를 못 참았으면 군인들이 일선에서 돌아 왔겠느냐 며 응수했다. 논쟁이 격화되자 장택상이 화제를 돌려 논쟁을 막았다.

### 야당 활동과 민주화 투쟁

#### 하야 직후
1963년 3월 박정희가 구 정치인 정치활동법 제한(정치정화법)을 강행하고 군정을 연장시키자 윤보선은 이윤영, 장택상 등과 군정연장 반대투쟁을 진행해 나갔다. 장면이 병으로 정당활동을 순조롭게 하지 못하면서 그는 자연스럽게 야당의 지도급 인사로 부상했다. 그러나 허정 등 일부는 그의 지도력에 반발하며 인정하려 들지 않았다. 1963년 3월 16일 박정희가 군정연장을 선언하는 3·16 선언을 발표하자, 3월 19일 윤보선·김도연·장택상·김준연·이범석 등은 박정희에게 3·16 성명의 저의를 추궁하였다. 한편 야당 인사들 중에는 그가 5·16 군사 정변 당시 장면, 정일형 등에 대한 개인적인 악감정으로 군사쿠테타를 방조하였다며 그의 리더십을 거절하거나 비판하는 인사들도 나타났다. 그러나 그는 군정 반대와 박정희 퇴진 운동에 적극 앞장섰으므로 반대파들의 음해와 공격은 일시적으로 누그러졌다.
3월 20일 허정 등과 함께 서울시청과 을지로 주변, 주한미국 대사관 주변 등을 활보하며, 박정희의 군정연장에 반대하는 '산책시위'를 했다. 3월 30일부터 윤보선과 함께 3차례 박정희와 조야영수회담을 개최하여 박정희의 군정연장을 철회시켰다. 이후 그는 박정희를 군정의 실질적인 지도자라며 박정희의 퇴진을 공개 요구하기도 했다.
한편 야당이 난립하게 되니까 통합해야 한다는 요구가 많았다. 그러나 통합야당으로 국민의당을 만들게 되지만 바로 깨져버렸고, 아주 난장판이 되었다. 통합야당 국민의당 붕괴에는 민주당 구파의 실력자 유진산의 역할이 대단히 컸다. 이 당시 유진산은 윤보선의 오른팔 노릇을 하고 있었다.
3월 22일 윤보선·변영태·박순천 등의 재야지도자들은 '민주구국선언대회'를 열어 군정연장봉쇄를 결의하고 가두데모에 나섰다. 1963년 초 윤보선은 대통령 후보에 출마를 선언하였다. 1963년 5·16 군사 정변 이후 해체되었던 신민당 및 민주당 구파 세력을 규합하여 5·16군사정변 세력이 참여한 민주공화당에 맞서기 위해 민정당(民政黨) 창당에 참여하였다.

#### 후보 단일화 과정

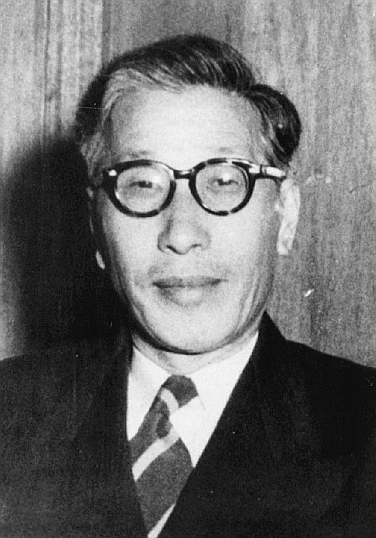
허정
(1960년대 초반 야당의 주도권을 놓고 그와 경합하였다.)

63년 7월 그는 제5대 대통령 선거에 출마하였다. 그러나 허정은 본래 야당 단일후보로 김병로가 지목되면 양보하겠다는 의사를 보였으나 해위(윤보선)라면 양보할 용의가 없다고 강하게 밀어붙였고, 윤보선은 대통령 후보직을 사퇴하였다. 대통령 후보 윤보선의 사퇴로 대통령 후보는 허정과 김도연의 2파전으로 압축되었지만 사전합의가 이루어지지 않자 김도연이 포기를 선언해 후보경쟁은 다시 윤보선과 허정의 대결로 전환되었다.
허정은 5·16 군사 정변 당시의 그의 묵인을 지적하며 처신문제를 질타했다. 매그루더 사령관과 마셜 그린 주한미국 대사 및 미국무성 관리들로부터 '군사혁명의 저지를 위해 UN군 병력을 동원할 허가를 받으려고 혁명이 일어난 직후 대통령 윤보선을 찾아갔다고 한다. 그때 장면 총리는 은신 중이어서 윤 대통령을 찾아갔던 것이다. 그러나 3시간 여에 걸쳐 병력 동원을 허가해주기를 간청했으나 윤 대통령은 끝내 허락해주지 않았다고 한다. 그린 주한미국 대리대사는 '국헌 준수를 서약하고 대통령에 취임한 만큼, 지금 병력 동원을 허락하지 않는 것은 의무의 포기가 하닌가'하고 힐난까지 했다는 것이다. 허정은 그가 장면에 대한 적대심 때문에 정변을 묵인했다며 그의 자질을 의심했고, 윤보선은 자신이 군사 정변을 추인하지 않은 점과, 장면 내각 당시 데모와 부정 부패가 심했음을 들어 반박, 심한 말싸움이 벌어졌다.
허정은 1963년 9월 24일 "혁명을 합법화시키고 정치정화법에 도장을 찍어놓고 대통령 후보를 사퇴한다, 출마한다고 하는 윤보선씨야말로 신의가 없는 사람"이라고 비난했다.
허정은 그가 대통령 후보로 나선 이상 자신이라고 대통령 후보로 나서지 못할 이유가 없다고 하였다. 그 뒤 허정은 그가 5.16 군사 정변에 호응한 점과 혁신 세력의 반발을 들어 김병로에게 후보자리를 양보하라고 종용하였으나 윤보선은 양보할 이유가 없다며 거절했고, 허정은 그가 독단적이고 고집에 세다며 질타했다. 윤보선이 대통령 후보로 지목되자 허정은 양보할 수 없음을 들어 끝까지 경선에 나서 경합하였으나, 결국 야당 후보 단일화를 위해 허정이 자진 용퇴하면서 윤보선은 야당의 범야권 대통령 후보로 추대되었다.

#### 5대 대선과 사상 논쟁
그 뒤 최종 지명되어 출마, 유세 도중 박정희의 공산주의 활동을 지적, 비판하였으나 실패하였다. 1963년 9월 24일 실시된 대통령 선거 지방 유세에서 그는 '여순 반란 사건의 관련자가 정부안에 있으며 박 의장의 민족주의 사상을 의심한다."고 주장함으로써 사상 논쟁은 더욱 치열하게 되었다. 윤보선의 유세는 언론에 의해 사상 논쟁으로 묘사되었다. 공화당은 윤보선을 미국 상원의원을 역임한 존 매카시 의원의 사상에 사로잡힌 과격분자로 규정하고, 그의 주장은 얄팍한 술책이며 중상모략이라고 비난하였다. 박정희는 시대착오적 매카시즘이라며 맞받아쳤고, 윤보선은 그가 친일파, 공산주의자라며 조국을 두 번이나 배신했으며 검증이 필요하다고 맞받아쳤다.
5대 대선 유세에서 그는 빈익빈이 민주화냐, 썩은 정치 뿌리뽑자고 호소하였다. 한편 유세중 기자들이 경제정책에 대한 공약을 집요하게 물어오자, 아직 시기상조라고 판단한 그는 당선된 뒤에 밝히겠다고 하고 구체적 언급을 회피하였다.
선거 운동이 한고비에 이르렀을 무렵, 9월 28일 윤보선 후보는 다시 전라북도 전주에서 "여순 사건의 관련자가 정부 안에 있다."는 연설을 통해 박정희 후보가 여순 사건에 관련됐다는 시사를 했다. 이로써 전국은 발칵 뒤집혔다. '여순반란 사건의 관련자라면 박정희는 공산주의자였단 말인가, 박정희가 말하는 민족적 민주주의는 그럼 공산주의를 가리킨 것이냐'는 의혹이 제기되었다. 박정희에게 적의를 가지고 있는 사람들은 고의로 공산주의 의혹을 부풀려 올리려고 박정희를 지지하는 사람들은 분격을 금치 못했다. 김형욱을 필두로 하는 충성파와 민주공화당의 추종자들은 윤보선에게 강경한 대책을 강구해야 한다고 서둘러 즉각 고발조치를 취했다.
1963년 여름 김준연은 박정희가 공산주의자는 아니냐며 공개적으로 의혹을 제기하여 파문을 던졌다. 속히 윤치영 등이 그를 박정희의 전향은 확실하며 내가 내무장관 때 사상을 보증했다고 했지만 그가 다시 박정희의 사상 의혹을 제기하면서 논란은 확산되었다. 김준연은 박정희에게 사상 검증을 하자고 하였다. 공화당 측에서는 윤보선이 김준연을 사주하여 흑색선전을 한다고 맞받아쳤다.
9월 28일 윤보선의 지지 유세를 하던 김사만(金思萬)은 '박정희는 여순반란 사건에 관련되어 사형 선고까지 받았던 공산주의자였다'는 발언을 인용하면서 "일제에 항거하다가 사형선고를 받았다면 몰라도, 우리의 주적인 공산당 혐의를 받았던 사람에게 어떻게 믿고 투표할 것이냐"라며 박정희를 공격했다.
김사만은 "여순반란 사건의 관련자가 정부 안에 있는 듯하다"라고 한 윤보선의 전주 발언이 "(김준연의 폭로에 비교하면) 그 얼마나 점잖은 표현이냐"며 윤보선을 옹호하고 "박정희씨는 그렇게 민족을 사랑하고 아낀다는 사람이 일본 제국주의의 군인이 되겠다고 만주군관학교를 거쳐 더 출세하겠다고 일본에 가지 않았느냐"며 맹비난을 가했다. 바로 공화당에서 김준연을 고소하겠다고 선언하고 윤보선과 신민당을 매카시즘에 사로잡힌 무리들이라며 공격하고 나섰다.

#### 박정희와의 이념 대결
1963년 9월 23일 윤보선은 전라남도 여수, 순천, 광양 지역을 돌며 선거 유세를 하였다. 그런데 9월 23일 박정희는 KBS 방송을 통해 윤보선을 공격, "이번 선거는 개인과 개인의 대결이 아니라 민족적 이념을 망각한 가식의 민주주의 사상과 강력한 민족적 이념을 바탕으로 한 자유민주주의 사상의 대결"이라고 하였다. 63년 9월 24일 그는 전라북도 전주에 도착하였다.
"기아·부패·실업·분열 등 군정의 5악을 몰아내고 민정으로 새 질서를 수립하자 "고 외치던 윤보선은 9월 24일 전주 유세에서 정면으로 반박했다.
윤보선은 "내가 할 말 그사람이 했다."라고 서두를 꺼내고, "지금은 민주주의와 가장된 민주주의, 즉 이질적 민주주의와 대결하고 있는 것"이라고 말했다. 문제는 이 '이질적 민주주의'가 무엇을 가리키느냐인데, 윤보선은 이어서 "9월 23일의 여수 강연에서 특별히 느낀 것은 여순 반란 사건의 관계자가 지금 정부에 있다는 것을 상기했다."라고 말했다. 박정희가 여순 사건 관계자이기 때문에 그의 민족 사상이나 민주주의 사상을 의심할 수 밖에 없다는 것이다.
1963년 9월 윤보선은 공화당과 박정희 후보 측으로부터 피소당하였다. 공화당 측으로부터 고발당하자 윤보선 후보는 "그렇다고 해서 박 의장이 공산주의자라고 말한 것은 아니다" 라고 해명하곤 "하지만 그의 민주주의 신봉 여부가 의심스럽다."고 덧붙이기도 했다. 뿐만 아니라
박 의장의 저서 '국가와 혁명과 나'라는 것을 보면 '구민주주의는 대한민국에 맞지 않는다.'라는 말이 있는데 이것은 무엇을 말하는가. 또 러셀을 찬양하고 히틀러도 쓸 만한 사람이라고 했는데 이 사람이 과연 민주주의를 신봉하는 사람인가 의심하지 않을 수 없다.

고 했다. 이에 대하여 박정희는 9월 28일 "구석구석에 박혀 있는 용공주의 세력을 혁명으로 일소하여 대한민국의 공산화를 막은 나를 공산주의자라고 하는 것은 당치도 않은 일"이라고 반박했다. 한편 윤보선의 삼촌인 윤치영은 윤보선의 경쟁자인 박정희의 선거사무장이기도 했다. 9월 30일 윤치영은 "썩은 구정치인이 집권하면 또다시 혁명이 일어날 것이다."라고 주장하였다. 일각에서는 윤보선의 의혹을 사상공세라고 비난하였고, 숙질간의 싸움이라며 비판하기도 했다.
9월 28일 윤보선의 지지 유세를 하던 김사만(金思萬)은 '박정희는 여순반란사건에 관련되어 사형 선고까지 받았던 공산주의자였다'는 발언을 인용하면서 "일제에 항거하다가 사형선고를 받았다면 몰라도, 우리의 주적인 공산당 혐의를 받았던 사람에게 어떻게 믿고 투표할 것이냐"라며 박정희를 공격했다. 김사만은 "여순반란 사건의 관련자가 정부 안에 있는 듯하다"라고 한 윤보선의 전주 발언이 "(김준연의 폭로에 비교하면) 그 얼마나 점잖은 표현이냐"며 윤보선을 옹호하고 "박정희씨는 그렇게 민족을 사랑하고 아낀다는 사람이 일본 제국주의의 군인이 되겠다고 만주군관학교를 거쳐 더 출세하겠다고 일본에 가지 않았느냐"며 맹비난을 가했다. 바로 공화당에서 김준연을 고소하겠다고 선언하자 김준연은 차라리 고소를 할테면 해보라며 답변할 가치가 없다고 응수한다. 윤보선은 김준연과 함께 박정희에게 과거 전력에 대해 속시원히 털어놓으라고 공세를 펼쳤다.
윤치영이 박정희의 선거사무장으로 선거관리를 총괄하면서 야당인사인 허정, 김준연과 야당의 대선 주자인 윤보선과도 갈등하였다. 윤보선의 어머니이자 윤치영의 형수인 이범숙이 윤치영의 안국동 집에 찾아와 통곡하는 사태까지 가게 되었다. 그러나 윤치영과 윤보선의 갈등은 해소되지 않았고, 화가 난 윤보선은 윤치영을 만났을 때 악수를 거절한다.

#### 제3공화국 시절

##### 대선 출마와 낙선
야당의 후보단일화를 위해 10월 2일 국민의당 허정이 대통령 후보직을 사퇴했고, 10월 8일에는 자민당의 대통령 후보 송요찬이 사퇴함으로써 윤보선은 사실상의 야당의 단일 후보로 공화당의 박정희와 맞서게 되었다. 그러나 이러한 사상 논쟁은 윤보선 후보에게 오히려 불리한 결과를 가져왔다. 공화당에서는 윤보선을 매카시스트로 몰아붙였고, 대부분의 지식인들은 그를 극우적인 정치가의 전형으로 간주하여 그의 정견에 동의를 표하지 않았다. 대부분의 지식인과 도시민은 그의 사상 논쟁을 과거 보수 정치가들이 정적을 제거하기 위하여 공산당의 스파이로 매도하는 전형적인 방법으로 간주하였다. 야당인사들의 폭넓은 지지를 확보하기 위해 1963년 10월 대통령 후보인 윤보선은 박순천, 이범석, 김병로, 장면의 자택을 각각 방문하였다. 허정과 변영태의 집 역시 방문하였으나, 이들은 만나지 못했다.
10월 9일 안동 유세를 다녀왔다. 윤보선은 이 날 8천 청중 앞에서 "민주공화당은 공산당의 돈을 가지고 공산당 간첩이 와서 공산당 식으로 조직한 공산주의 정당'이라고 단언했다. 그는 "북괴의 무역성 부상 황태성이가 20만 달러를 가지고 왔는데, 김종필씨가 조선호텔에 모셔다가 황태성이 안에 따라 서울에 밀봉교육처를 다섯 군데나 만들어놓고 공산당 식으로 점조직을 한 민주공화당이 어떻게 민주주의 정당이냐"하고 반문하면서, "공화당은 보수정당도 아니고 민주주의를 신봉하는 정당도 아니다."라고 주장했다. 윤보선의 안동 발언은 막바지에 이른 선거 정국을 바짝 긴장시켰다.
그러나 사상 논쟁에서 윤보선이 손해를 본 것으로 분석한다. 서중석에 의하면 당시 경상도 · 전라도 쪽이 좌익이 강했는데, 그렇기 때문에 한국전쟁을 전후해서 그 지방에서 얼마나 많은 희생이 있었느냐는 것이다. 보도연맹원 학살은 1950년 7월~8월에 일어난 것이기 때문에 이 선거 13년 전 일이어서 그때까지 기억에 생생하게 남아 있었다. 그렇게 좌익으로 몰려 많이 죽고, 또 살아남은 가족들은 연좌제에 묶여서 몹쓸 고생을 하고 있던 터라, "윤보선 같은 사람이 대통령 되면 큰일 나겠다. 여순 관계로 저렇게 몰아세우는 사람이니....." 하는 소리가 나왔다. 이 때문에 막판에 박정희 지지로 돌아섰다.
감옥소에 들어가 있는 혁신계 일부도 한민당 간부였던 윤보선을 지지하지 않았다고 한다. 혁신계는 당시까지만 해도 한민당을 굉장히 미워하였다. 1970년대까지만 해도 한민당에 대한 혁신세력의 혐오는 지속되어 차라리 윤보선이나 민주당 구파 계열을 지지하느니 박정희를 지지하겠다는 여론이 지속되었다. 6대 대통령 선거 때에도 그는 박정희의 전력과 사상이 전혀 민주주의적이지 못하다고 공세를 했다. 이 때에도 박정희의 공산주의 경력이 공격 대상이 되었다.
선거 결과 박정희가 46.6%에 해당하는 4,702,640표를 받았고 민정당의 윤보선은 45.1%에 해당되는 4,546,614표를 받아 불과 15만 표차로 윤보선이 패배하여 제5대 대통령 선거에서 낙선하였다. 그러나 윤보선은 공화당이 모든 불법적인 수단을 동원한 불법적인 선거로 규정하였다. 대통령 선거 유세 과정에서 위협을 받기도 하여 경호원을 대동하고 다녔고, 미국 대사관의 직원이 윤보선 내외를 위한 차량을 비밀리에 마련하기도 했다. 1963년 11월 제6대 국회의원 총선거에 출마하여 당선, 12월 17일 다시 국회로 복귀했다.
한편 그의 숙부인 윤치영은 박정희를 지지하고 그의 선거사무장을 지냈는데, 그는 끝내 수인사 조차 나누지 않았다. 윤치영과의 관계는 1980년대 초반이 되어서야 개선되었다.

##### 윤보선 암살 미수 사건
5대 대통령 선거당일 저녁 선거 결과가 중개될 때, 초반전에는 윤보선 표가 많이 나왔다. 서중석은 서울쪽을 먼저 해서 그랬을 것이라고 봤다. 10월 15일 선거 다음날인 10월 16일 새벽 3시경까지만 해도 윤보선이 이기고 있었다. 그런데 마지막에 가서 아슬아슬하게 박정희가 추격해서 이겼다. 이 뒤부터는 박정희는 개표할 때 박정희 표가 많이 나올 쪽을 먼저 하고, 야당 표가 많은 데는 나중에 했다는 말도 있다.
선거 결과 박정희가 4,702,640표, 윤보선은 4,546,614표로 15만여 표 차이였다. 경상남북도와 전라남북도, 제주도에서는 박정희가, 충청 남북도와 서울, 경기도, 강원도에서는 윤보선이 이겨서 남북선거 양상을 띄게 되었다. 서중석은 이를 두고 경상북도는 이때만 해도 몰표가 아니어서 박정희가 83만여 표였고, 윤보선 표도 54만 표나 나왔다. 충청북도도 그렇고, 두 지역은 여당 표가 많이 나오는 곳 이라고 지적했다.
선거가 끝난 직후 윤보선은 스스로 "나는 정신적 대통령"이라고 했다. 사상 논쟁은 얘기할 것이 없었고, 윤보선 측에서는 막판에 개표 부정이 있지 않았겠느냐고 추측 했지만 증거는 없었다. 서중석에 의하면 그 당시 선거에서 공무원 가족, 경찰관을 포함해 관권에 의해 좌우되는 표를 10퍼센트 내지 20퍼센트로 보고 있었는데, 그것을 생각하면 윤보선이 정신적 대통령이라고 말한 것도 근거가 없는 것은 아니 라고 하였다.
대선 기간 중 윤보선은 암살 위협에 시달리기도 했다. 1967년 5월 김형욱 중앙정보부장은 육군 중령 방준모를 직접 불러 놓고는 ‘이 선거가 아무래도 위험해. 백중지세야. 까닥하다간 지겠어. 박 대통령의 혁명과업 완수와 경제계획을 완수하려면 할 수 없소. 암살할 준비를 하시오’라고 윤보선 암살을 명령했다. 표 대결에서 박 대통령이 패배한다면 ‘윤보선씨를 총으로 저격한다’는 암살 명령이었다. 방준모는 김형욱의 이 지시에 따라 개표 날 장총을 든 저격수와 함께 윤씨 집 안방이 내려다 보이는 서울 종로구 덕성여고 2층에서 비밀리에 대기했으나, 실제 개표 결과 박 대통령이 승리하는 바람에 그냥 철수하게 되었고 후일 방씨의 이런 폭로는 책으로까지 출판됐지만, 국내 일간지에는 윤보선에 대한 암살미수 관련 기사가 한차례도 보도되지 않았다.

##### 박정희와 대결, 월남 파병 반대
1963년 국회의원 선거에서 다시 박정희의 남로당 사상 경력에 대한 공세가 있었다. 1963년 국회의원 선거에서 박정희는 여순 사건에 대해 변명하였다. 윤보선은 경상남도 진해에서 "대통령 선거 때 나는 투표에서 이기고 개표에서 졌다"고 조봉암과 비슷한 얘기를 한 것이 관심을 끌기도 했다. 1963년 11월 윤보선은 민정당 전국구 후보로 제6대 국회의원 총선거에 출마하여 당선되었으며 1964년초 한동안 칩거하였다. 1964년 박정희 정권의 한일협상을 굴욕, 매국외교로 규정, 장택상·박순천·함석헌 등과 함께 한일협상 반대운동을 시작했다. 후일 역사학자 서중석은 그가 박정희와 정면으로 붙은 것을 높이 평가하기도 했다.
그러나 같은 민주당 구파를 함께 이끌어오던 유진산과의 갈등 끝에 1964년 8월 유진산과 결별했다. 1964년 8월 윤보선과 유진산이 결별한 이후 민주당 구파는 양분되었다. 신언론법안 제정을 쟁점으로 야당 내에서도 윤보선과 유진산간의 갈등이 표면화되었다. 윤보선은 유진산이 이 법안을 통과시키자, 그가 민주공화당으로부터 거액의 자금을 수뢰하였다고 비난하였다. 박정희 정권에 대한 야당의 공격의 선봉에 서게 된 그는 '대통령 박정희와 공화당 의장이 집권을 위해 나라를 팔아먹는 역적'이라고 맹렬히 비난하였다. 박정희에 대한 노골적인 비난 이후 그의 주변에는 중앙정보부의 감시요원이 그림자처럼 붙어다녔다. 윤보선의 안동장 건너편에는 망루를 설치하고 그의 집 출입자에 대한 감시가 계속되었다. 그러나 윤보선은 자신의 발언을 철회할 수 없다며 고집하였다. 또한 미국의 월남전 파병에 박정희가 호응할 것이라는 설이 정가에 돌자 그는 월남 파병은 한국 젊은이들의 피를 팔아먹는 매국행위, 젊은이들을 사지(死地)로 몰아넣고 박정희 자신이 정치적 이익을 취하려는 행위라며 비판하였다. 그는 이후 장준하와 함께 월남 파병 반대 운동도 준비한다.

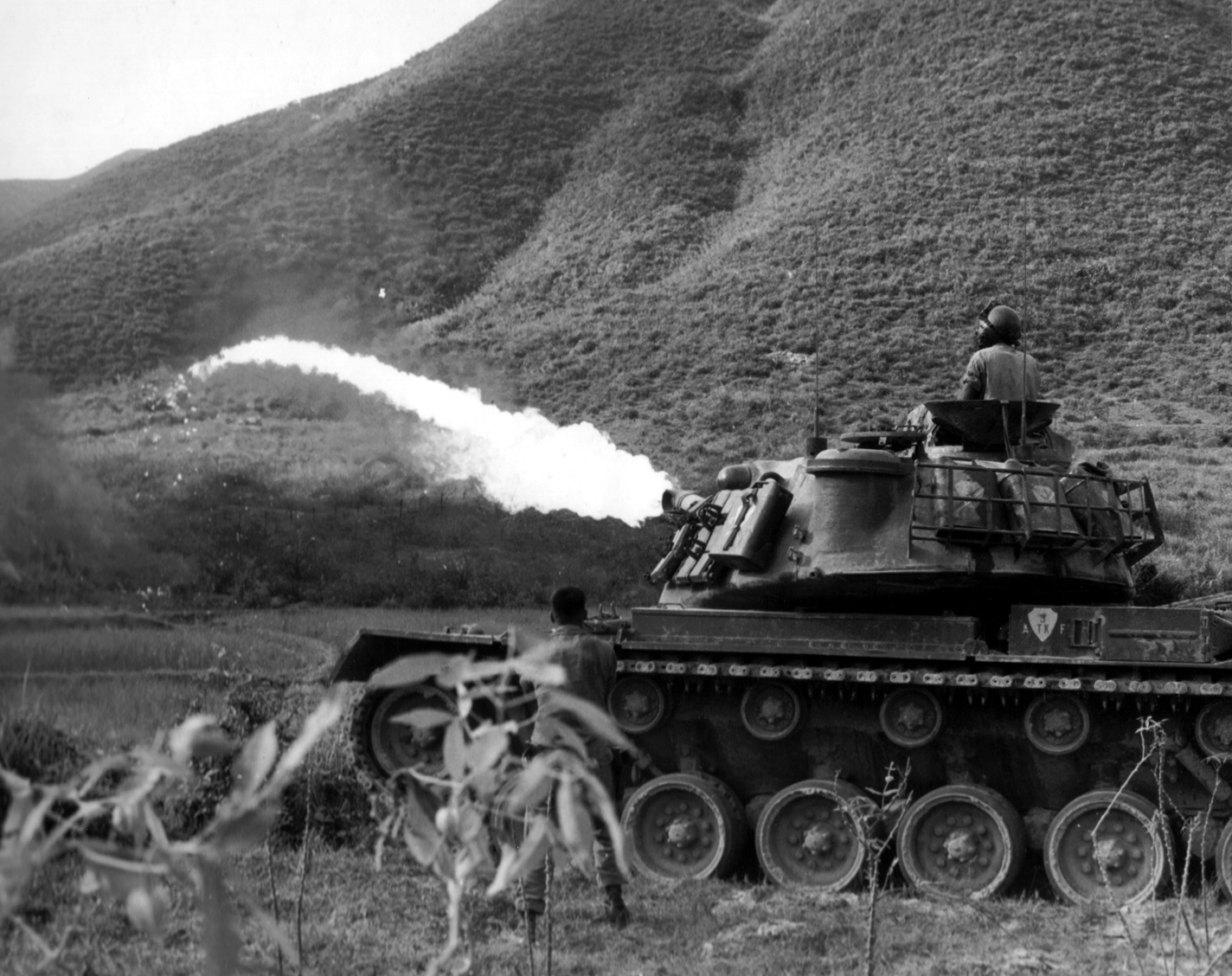
베트남 전쟁 참전 군인

1965년 초부터는 한일협정 반대를 위한 야당 인사들의 모임에 참석하였다. 1965년 5월 박정희정권의 한일회담 반대투쟁을 위해 자신이 만든 민정당을 민주당과 통합하고, 통합야당인 민중당(民衆黨)이 출범하자 총재 후보로 선출되었으나 박순천에게 패하여 당의 고문으로 추대되었다. 그의 낙선원인은 그에게 축출당했던 유진산이 복수차원에서 박순천을 당수후보로 밀었고 여기에 여당인 공화당과 중앙정보부가 개입하여 일부 대의원들을 돈으로 매수하는 등 복합적인 정치공작의 결과였다. 이로써 박정희 정권은 그의 강경노선을 누그러뜨릴수있으리라 생각했지만 이것은 그들의 계산착오였다. 오히려 윤보선은 자신의 약화된 입지를 만회하기 위하여 더욱 더 강경한 투쟁의 칼날을 뽑아들었던 것이다.
1965년 5월 박정희정권의 한일회담에 대해 대부분 야당인사들의 생각은 원내외투쟁을 병행해야한다는 것이었는데 윤보선은 다가오는 1967년 대통령선거에서 자신과 박정희의 양자대결구도를 만들기 위해서는 자신이 한일회담 반대투쟁에서 초강경투쟁을 주도하면서 선명야당의 지도자로 떠올라야한다는 의도에서 야당의원들의 전원총사퇴로 배수의 진을 칠것을 주장하였으나 오히려 이는 대다수 야당의원들로부터 "우리가 해위의 대통령
당선을 위한 들러리냐"하는 반발을 사게
되었다. 결국 그의 강경노선에 동조하는 윤제술,김도연,김재광,정성태,정일형,정해영,서민호 등 7명의 의원들과 더불어 의원직사퇴후 그들과 함께 초강경 선명야당 신한당의 창당을 선언하였으나 여기서도 자신의 당수직과 대통령후보직을 위협할 수 있는 서민호와 김도연의 합류를 거부하는 옹졸한 태도를 보였다. 그는 한동안 비록 의원직은 내놨을지라도 민중당에서 자신을 능가하는 대선후보를 내지 못할 것이라 보고 느긋한 태도를 나타냈다. 한동안 그랬지만 청천벽력같은 일이 일어났다. 민중당이 대선후보로 고려대 총장인 유진오를 영입했기 때문이었다. 만약 67년 대선이 박정희와 윤보선 그리고 유진오의 3자대결구도로 간다면 윤보선은 당선은 고사하고 참신성 등에 있어서 유진오에 밀려 3등으로 밀릴수도 있는 입장이었다. 이에 다급해진 윤보선은 민중당 측에 합당과 대통령후보 단일화를 위해 유진오와의 회동을 제안하였고 민중당이 이를 받아들여 윤보선ᆞ유진오 간 회동결과 신한당과 민중당은 신민당으로 통합하고 당 대표에는 유진오,대선후보는 윤보선으로 하기로 극적으로 합의하였다.
그는 근본적으로 군정의 연장으로 간주되는 박정희 정권의 정통성에 대해 인정하기를 거부했다. 윤보선은 박정권 자체가 국민의 진정한 의사를 대변하지 못하는 불법 정부이므로 박정권에 의해 추진되는 한일정상화조약은 무효이며 취소되어야 한다고 주장했다. 그리고 한국군의 베트남 파병 정책은 박 대통령의 그 자신의 집권을 연장하기 위해 애꿎은 젊은이들의 피를 팔아먹으려는 수단이므로 단호히 반대해야 된다고 주장했다. 서중석에 의하면 당시 윤보선과 장준하만 베트남 파병을 맹렬히 비난했다 이후 장택상, 장준하, 함석헌 등과 함께 한일굴욕외교 반대 활동을 적극 전개했으며 박정희의 경제개발 정책 역시 국민을 쥐어짜는 경제 정책이라며 비판하기도 했다. 또한 베트남 전쟁 파병 역시 젊은이들의 피를 팔아 집권에 이익을 주려는 행위라며 월남 참전을 적극적으로 반대한다.

##### 6·3 항쟁
정부가 한일 교섭을 비밀리에 추진, 조속 타결하려는 움직임을 64년 벽두부터 표면화되었다. 곧 도쿄에서 정치협상을 하겠다고 서둘렀고 2월이 되자 정부와 여당은 3월 중 대일 교섭의 기본 방침을 밀고 나가겠다는 결정을 발표
 하였다. 64년 2월 22일 민정당에서는 당론으로 확정된 한일 교섭에 관한 대안(代案)을 발표했다. 박정권은 일반 여론의 추세를 무시한 채 3억불의 청구권 보상으로 만족하면서 우리 어민들의 생명선인 평화선을 일본에게 내주기로 작정하고 있었다.는 것이다. 윤보선은 학생 대표자들과 면담, 박정희 정부가 일본과의 협상을 서두르자 재야 세력이 총궐기하여 구국의 봉화를 들어야 한다는 데 의견을 모으고 시위 준비 작업을 독려하였다.
1964년 3월 정부는 3월 5일 정부와 여당 연석회의를 열고 3월 10일부터 농상회담, 12일부터 본회담, 4월에 외상회담을 개최한다는 한일 협상 스케줄을 발표하였다. 3월 6일 민정, 민주, 자민, 국민의 당 등 재야의 전 야당과 사회, 종교, 문화단체 대표 등 저명 인사 200명이 주축이 되어 대일굴욕외교반대 범국민 투쟁위원회를 결성하였다. 3월 9일 서울 종로예식장에서는 각계 정치인, 재야 인사 등이 모여 구국선언을 채택하고 반대투쟁에 전심전력으로 총궐기할 것을 다짐했다. 대일굴욕외교투쟁위 의장의 책임을 맡은 윤보선은 구국선언문을 낭독하였다. 장택상은 한일회담을 한·일 합방에 비유하였다. 장택상은 한·일 합방은 저들의 뜻대로 될 리가 없다. 고 비판하였다.
5월 30일 서울대학교 문리대생들이 교정에서 자유쟁취궐기대회를 열어 한일회담 성토와 박정희 정권 성토식을 한 다음 단식 농성에 들어갔다. 이는 6.3사태의 직접적인 계기가 되었다. 학생회장인 김덕룡(金德龍, 후일 국회의원)은 '오늘의 단식투쟁은 내일의 피의 투쟁이 될 지도 모른다'는 선언문을 낭독하고 단식농성에 들어갔다.
윤보선은 서울대 문리과 학생회장 김덕룡의 선언문을 비장한 선언문 이라며 예찬하였다. 시간이 흐를수록 단식농성에 참여하는 학생들 수가 점점 늘어갔다. 무저항적인 학생들의 농성 현장에는 교수들과 시민들이 줄을 이어 찾아와 그들을 격려하고 먹을 것을 놓고 갔다. 윤보선과 함석헌은 함께 농성현장을 찾아갔다. 윤보선은 이를 두고 정치적인 목적이라기 보다는 차라리 자식 같은 학생들의 애처로움을 위로해 주기 위한 마음이 더 컸던 것이다 라고 하였다. 윤보선과 함석헌은 현장을 돌며 학생들을 위문했다. 단식하다 지쳐 쓰러진 학생들은 들것에 실려 서울대 문리대 앞에 있는 서울대 의대로 옮겨졌다. 의대생과 간호학과 학생들은 교대로 철여하면서 단식학생들을 보살펴주기 위해 대기하고 있었다. 현장에서 목격한 윤보선은 그들 의대생, 간호학과 학생들도 단식농성에 참여하고 있는 것이나 마찬가지였다 고 보았다. 사건을 주동한 이명박 등은 피신했고 주동자를 찾지 못하고 학생들 348명을 기소한다. 이후 중앙정보부는 시위의 배후로 윤보선, 장택상 등을 지목했다. 시위의 배후로 지목된 윤보선과 장택상은 정부가 보낸 사복경찰과 중앙정보부 요원들의 감시를 당했다.

#### 한일회담 직전
윤보선은 한일회담 반대 시위를 하는 학생들을 의로운 학생들이라며 손수 부인 공덕귀, 비서관, 함석헌 등을 대동하고 방문하여 격려하였다.
1965년 4월 30일 오후 방한 중인 마셜 그린 미 국무부 극동담당 부차관보는 서울 중구 정동의 미 대사관저에 윤보선 민정당 총재를 초대하여 한일회담과 관련한 요담을 했다. 그린 副차관보는 5·16 군사 혁명 때는 대리대사로서 당시 윤 대통령을 찾아가 박정희 소장이 지휘하는 쿠데타軍(군)을 진압하기 위해 병력동원을 건의했으나 거절당한 인연이 있었다. 윤보선은 김준연 등을 대동하고 마셜 그린 부차관보를 면담했다. 이날 민정당의 김준연 의원은 그린 副차관보를 ‘각하’라고 호칭하면서 그에게 보내는 공개장을 발표했는데 요지는 박정희의 방미(訪美) 정상회담 계획을 중단시켜달라는 것이었다.
그린 부차관보는 '한일 국교회담의 조속한 정상하를 바라는 미국 정부의 입장을 전달'하고 윤보선과 야당에게 적극 협조를 요청했다. 그러나 윤보선은 한잃회담에 쉽게 동의할 수 없다고 밝혔다.
| “ | 나도 한일간의 국교 정상화는 문화적, 지리적 견지로 보아 역사적인 운명이라고 보지만, 현재의 이 한일회담은 국가 이익의 입장에서 이를 도저히 방치할 수가 없기 때문에 반대하는 것입니다. | ” |
|   | — 1965년 4월 30일 오후 4시 마셜 그린과의 대담에서 |   |

마셜 그린은 '본국에 돌아가면 한국의 이익을 살릴 수 있도록 최대한 힘쓰겠다.'고 약속하였다. 윤보선과 마셜 그린의 회담을 불쾌하게 여긴 박정희는 원색적인 비난을 퍼부었다. 박정희는 이 사실을 보고한 박상길 청와대 대변인에게 "그 X버선인지 헌 버선(편집자 註-윤보선을 지칭)인지 하는 자가 하는 말을 나는 다 알고 있지. 새카만 일본 헤이타이(兵隊) 출신인 째그마한 내가 … 제까짓 게 뭘 알겠느냐, 이런 말 아니오?"라며 노골적으로 불쾌감을 드러냈다. 윤보선은 말은 그 사람의 인격이라며 그것이 박정희 씨의 인격이고 수준이라고 응수하였다.

##### 한일회담 반대 운동
1965년 6월 22일 윤보선의 민정당과 박순천의 민주당이 민중당으로 통합하였다. 이때 윤보선은 통합 민중당의 당대표로 경선에 나왔으나 유진산은 박순천 쪽을 밀어서 박순천이 당수가 되었다. 대한민국 최초의 여자 당수가 출현한 것이었는데, 이는 전에 민주당 구파였던 유진산이 신파와 손을 잡은 결과였다.
한·일 협정 비준 반대투쟁에 나섰는데, 박순천은 한·일 협정 반대 투쟁에 적극적이 아니었고, 더군다나 박정희와 단독회담을 한 뒤로는 이상하게 돼버렸다는 얘기를 들었다. 한일 협정 반대 시위에서 그는 정신적 대통령을 자처하였다.
민중당 내에는 강경파와 온건파로 구별되는 뚜렷한 대립 노선이 노정되었다. 윤보선으로 대표되는 강경 노선은 군정의 연장으로 간주되는 박정희 정권의 정통성에 대해 인정하기를 거부했다. 윤보선은 박정희 정권 자체가 '국민의 진정한 의사를 대변하지 못하는 불법 정부'이므로 박정희 정권에 의해 추진되는 한일정상화조약은 무효이며 취소되어야 한다고 주장했다. 그리고 한국군의 월남 전쟁 파병 정책은 박정희가 그 자신의 집권을 연장하기 위해 애꿎은 젊은이들의 피를 팔아먹으려는 수단이므로 단호히 반대해야 된다고 주장했다. 한일회담에 대한 비판과 동시에 윤보선은 다시 1963년의 제5대 대통령 선거를 불법선거라며 비판했다. 윤보선은 1963년 대통령 선거를 공화당이 불법적인 수단을 동원한 불법적인 선거로 규정하였다.
65년 7월 22일 윤보선은 민중당 탈당을 선언했다. 7월 28일 윤보선은 정당생활을 청산할 뜻을 비치면서 대표최고위원 박순천에게 탈당계를 제출했다. 윤보선의 탈당계 제출로 민중당은 의원직을 사퇴하고 원외투쟁을 벌여야 한다는 강경파와 원내투쟁이 국회의원으로서 책임을 다하는 것이라는 박순천 중심의 온건파의 대립으로 대여투쟁에 막대한 차질을 가져오게 되었다. 박순천은 윤보선의 탈당계를 반려했고, 윤보선은 자신의 탈당계가 대표최고위원 박순천에 의해 반려되자 정당법에 따라 소속 지구당인 종로구지구당에 탈당계를 제출, 의원직이 상실되었다. 9월 장택상, 함석헌, 이범석, 장준하, 박순천 등과 함께 서울 용산의 효창공원에서 열린 한일협상 반대집회에 참석하였다. 한일 협정 반대 시위에서 그는 정신적 대통령을 자처하였다.
1965년 8월 14일 윤보선을 중심으로 하는 그룹이 국회를 떠나고 민중당을 떠났다. 윤보선파는 "민중당은 낮에는 야당, 밤에는 여당"이라고 비난했고, 당내에서 배척당하게 되었다. 그러나 당내 온건파들의 반응은 미온적이었다. 그래서 한·일 협정 비준에 초강경투쟁을 벌이던 윤보선은 따로 나가서 당 하나를 만든다. 신한당이다.

##### 유진산과의 갈등
1965년 한일 비준 파동이 발생한다. 이때 윤보선과 유진산은 갈등하게 된다. 윤보선은 유진산이 진솔하지 못하고 정치적인 사람이라고 자주 비난하였다. 윤보선이 유진산과 같은 당(신민당)을 한다길래 강원용은 “그 사람하고 같이하면 안 된다”고 하였다. 그러나 윤보선은 강원용의 지적을 사람을 직접 상대해보지 않고 타인의 말만 듣는 것은 편견이라며 일단 유진산과 함께 움직였다. 한민당 때부터 함께 정치를 해왔고 같은 민주당 구파의 리더였지만 그러나 계속 노선 갈등이 일어났고 결국 사이가 틀어지게 된다.
민정당에서 윤보선과 유진산이 심한 싸움을 벌이게 된다. 갈등을 벌이는 것을 지적하였다. 윤보선 측은 유진산을 박정희 정권과 모종의 흑막이 있다고 해서 벚꽃의 일본말인 '사쿠라'라고 하면서 권력과 내통하고 있는 사쿠라를 당에서 축출해야 한다고 했다.
윤보선은 유진산을 사꾸라라고 공격했다. 유진산은 한편 그가 지나치게 고집이 세고 비타협적이라며 몰아붙였다. 윤보선과 유진산의 난타전은 계속되었고, 민주당 구파는 1965년말 6대 대선 준비기간 직전까지 양분된다.
민중당은 1967년 대통령 선거에 대비해서 박순천으로는 안되겠으니까 고려대 총장을 지낸 유진오를 당수로 영입하였다. 이때 윤보선은 중립적인 입장을 취했다. 민중당은 유진오를 당수로 모셔서 대통령 후보로 내세우려고 해봤는데 실패하였다. 서중석은 '유진오를 국민들이 잘 알지도 못했'고, 당시는 '어두웠던 시대라 유진오를 알 만한 유권자는 많지 않았다'는 단점을 지적했다. 윤보선이 대통령에 나올 것은 확실해졌다. 장준하는 주선을 해 윤보선, 유진오, 백낙준, 이범석 4자 회담을 주선했다. 회담 결과 당수에는 새로 통합야당을 만들어서 유진오가 차지하기로 했다. 이렇게 생긴 당이 신민당이다.
1960년대에 윤보선이 신민당을 할 때 유진산과 손을 잡자 강원용은 윤보선에게 그 사람과 손잡지 말라고 만류했다. 그러나 윤보선은 강원용의 말을 듣지 않았다.
| “ | 윤보선씨의 부인 공덕귀 여사가 제 스승인 손창근 목사의 애제자예요. 그래서 제가 공덕귀씨와 잘 아는 사이였는데, 윤보선씨가 공덕귀와 결혼하면서 윤씨와도 인연이 맺어진 겁니다. 그 후에 윤보선씨가 상공부 장관과 서울시장을 했죠. 부산 피난 시절에는 제가 어디에 가서 강연을 하면 참석해서 듣곤 했습니다. 윤보선씨 집에 가보면 정말 양반 중의 양반가라는 느낌이 들었어요. 그런 집안 출신인 윤보선씨가 공부는 영국에서 했으니(에든버러대에서 고고학 전공) 선비정신과 영국의 젠틀맨십을 겸하고 있었어요. 말이나 행동이 아주 신사적이었습니다. 제가 윤보선씨와 가까워진 것은 대통령을 그만두고 나서였어요. 민주당 정권 시절 구파와 신파가 싸울 때 저는 어느 쪽에도 관여하지 않았거든요. 결국 선거에서 구파가 지고 윤보선씨가 실권 없는 대통령이 되고 말았죠. 그때는 청와대에서 오라고 하면 가서 그저 밥이나 먹고 왔지 별 관계는 없었어요. 5·16이 터지고 나서부터 저와 가깝게 된 겁니다. 윤보선씨는 대통령을 그만두고 나와 다시 야당을 했지만, 당시 야권의 거물인 유진산과는 아주 미묘한 사이였죠. 처음에는 두 사람 사이가 그렇게 나쁘지 않았어요. 저는 유진산씨를 좋지 않게 생각했습니다. 신문에 유진산씨에 대해 안 좋은 글을 쓰기도 했죠. 그랬더니 유진산씨가 “중앙정보부에서 (강원용이) 돈을 얼마나 받아먹고 그런 글을 썼는지 조사해봐야겠다”고 했대요. 윤보선씨가 유진산씨와 같은 당(신민당)을 한다길래 제가 “그 사람하고 같이하면 안 된다”고 했지만, 듣지 않고 합했어요. 결국 거기에서 윤보선씨가 유진산과 갈라지면서 제 말이 옳았다는 걸 인정한 거죠. | ” |
|   | — 강원용의 증언 |   |

윤보선은 원칙론을 고수했고 유진산은 타협을 하면서 어느 정도 얻어낼 것은 얻어내자는 견해를 제시했다. 윤보선은 유진산을 사꾸라라고 공격했고 유진산은 오히려 윤보선이 1963년 3월과 4월 박정희와 면담 때 박정희의 구정치인 배격을 비판하고 잡토도 섞어야 된다고 발언한 것을 언급하며 조롱하였다.

##### 6대 대선 출마와 낙선
민중당을 탈당하고 1966년 2월 28일 선명 야당의 기치를 내걸고 신한당(新韓黨)을 창당, 운영위원회 위원장에 선출됐으며 3월 30일 신한당 총재에 취임하였다. 그해 이승만박사 기념사업회 이사를 지내기도 했다. 5월 26일 전라북도 남원에서 신한당 지구당 창당 및 대선 예비주자로 유세를 개회하려 하였으나, 유세장소허가가 취소되고 강연은 좌절되었다. 윤보선은 정부의 야당탄압이라며 비판, 윤보선 총재를 비롯한 100여 명의 당원은 침묵시위를 벌였다. 한편 윤보선은 6대 대선에서 박정희의 사상이 민주주의인가 이질적인 사상인가 의혹을 제기하였다. 1966년 5월 26일 오후 윤보선 총재는 기자회견을 갖고 박정희를 비판하였다. "박정희씨의 소위 민족적 민주주의는 결국 월남 전쟁의 청부행위에 그치고 말았다. 월남증파가 미국의 뜻을 승인한 것도 아니고 민주주의를 신봉한 때문도 아닌 어디까지나 우리 청장년의 피를 팔아 정권을 유지하고 정치자금을 마련하기 위한 행동으로 밖에 볼 수 없다"라고 하여 박정희의 민주적 민족주의 주장의 허구성 및 국군의 월남파병을 청장년의 피를 파는 행위라며 강도높게 비난하였다. 기자들이 기록을 주저하자 윤보선은 반복해서 재발언하였다.
윤보선의 발언은 화제가 되었고 국회와 검찰에서 다같이 문제가 되었다. 국회에서는 내무위원회와 본회의에서 집회불허사건에 대한 야당측의 비판이 제기됐고, 국회는 여야간 갈등으로 번졌으며 검찰은 윤보선 총재의 발언에 대하여 '반공법' 위반 혐의로 입건, 수사하고 검찰에 출두하도록 소환장을 발부하였다. 그는 군사 독재정권의 언론 탄압이라며 바로 항의하였다. 윤보선의 비판 발언은 국회의 1966년 6월 7일에 열린 법제사법위원회와 1966년 6월 15일 열린 본회의에서 집중적으로 거론되었다. 윤보선은 국회에 출두하였고, 과정에서 야당의원들은 북괴찬양이나 이적의 목적이 없는 정치적 발언에 법률적 추궁을 하는 것은 야당탄압이라고 주장하고, 정치집회나 정당활동을 부당하게 방해하고 있는데 대한 시정대책, 반공법 적용의 남용문제 등에 관하여 질의가 있었다. 공화당에서는 윤보선을 구속, 처벌하라고 비난하였으나 처벌받지는 않고 비난은 곧 가라앉았다.
1966년 여름부터 윤보선과 여러 야당 지도자들은 야당 성향의 도시 지식인과 중소상공인들로부터 야당후보 단일화를 촉구하는 서한과 요청을 수시로 받았다. 이후 야당 후보 단일화를 요구하는 국민의 압력으로 1967년 2월 제6대 대통령선거를 앞두고 범야당 진영의 후보단일화를 위해 민중당과의 합당을 추진하여 신민당(新民黨)을 창당하였다. 한편 허정은 그의 대통령 후보자 선정에 불만을 품고, 5.16 군사정변의 원인제공자라며 노골적으로 불만을 토로하기도 했다. 그 후 그는 신민당 공천으로 6대 대통령 선거에 후보자로 추대되어 출마하였다. 1967년 3월 그는 장준하 등이 주선한 야당의 후보단일화를 4자회담(백낙준-윤보선-유진오-이범석)에 참여하였으나 의견차이로 회담은 결렬되었다. 1967년 5월의 제7대 국회의원 총선거에서 신민당 비례대표 후보자로 나왔다.

#### 박정희와의 대결과 갈등
1967년 대통령 선거에서 여당은 박정희가 나왔고 야당은 윤보선이 대표주자를 하게 되었다. 윤보선이 출마하자 그의 주변에 자원봉사자들이 모여 그의 선거를 도왔다. 강원용은 5월 3일 대통령 선거에서 윤보선 후보가 당선되어 박정희의 재집권을 막아주기를 바라고 있었으므로 그를 돕는 일에 간접적으로 나마 나섰 다. 강원룡은 윤보선 후보에게 직접 자금을 전해 주지 못하는 기업인들을 대신해서 자금을 받아 전달해 주는 일을 몇 차례 맡아 했다. 따라서 강원룡 자신의 회고로도 국민들에게는 '겉으로는 강원룡이 윤보선에게 자금을 지원하는 것'처럼 인식되었다.
1967년 5·3 대통령 선거의 유세에서 민주공화당의 박정희는 경제개발의 성과와 비전을 내세우면서, 이를 지속하기 위한 정치적 지지를 호소했다. 반면에 신민당의 윤보선은 쿠테타 이후에 추진된 경제개발의 폭력성과 독재성을 규탄했다. 신민당 진영에서는 박정희의 남로당 경력과 사회주의 사상 경력을 집중 부각, 지적하였다. 윤보선은 이때는 사상논쟁을 할 생각은 없었고, 박 정권이 부정부패가 심하니까 "부정부패 바로잡겠다", "썩은 정치 바로잡겠다." 라고 주장했다. 그러나 야당 일각에서는 다시 박정희의 남로당 관련 전력이 다시 불거졌고, 박정희가 배신자임을 들어 신의없음을 지적하는 의견까지 나왔다. 그러나 당시의 분위기를 서중석은 '윤보선 하면 낡은 정치인, 늙은 정치인이 연상되어서 신선한 맛을 느낄수 없었'다고 평했다.

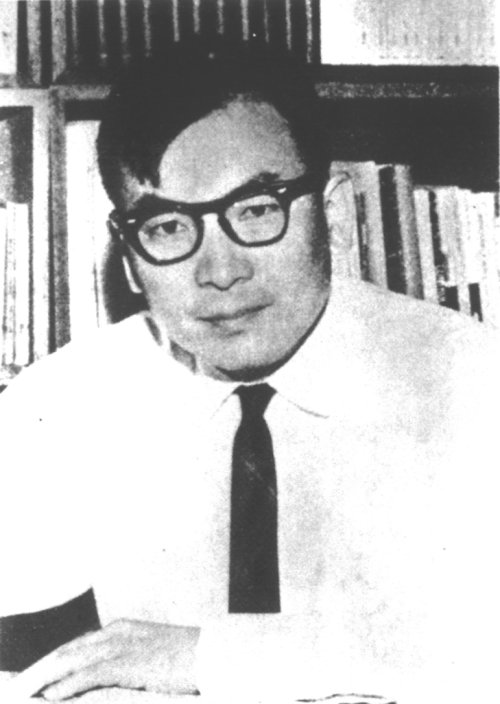
장준하
(그는 5대 대선 이후부터 시종일관 윤보선을 지지했으나, 윤보선은 그를 탐탁치 않게 생각했다.)

6대 대선 유세기간 중 야당의 후보였던 그는 '지난 농사 망친 황소 올 봄에는 갈아보자'며 여당 후보 박정희를 정면으로 공격했다. 윤보선은 선거 유세 중에 월남전 파병을 미국의 '청부 전쟁'이라고 비판했다. 박정희와 공화당은 윤보선의 집안을 친일파 가문이라 공격하였고, 윤보선은 박정희와 공화당으로부터 친일파로 공격받은 것에 분노하였다. 윤보선을 지지하던 장준하는 "일본 천황에게 충성을 맹세하고 일본군 장교가 되어 우리 독립 광복군의 총부리를 겨누었다"라면서 박정희의 친일 경력 의혹을 쟁점으로 꺼냈다. 윤보선은 박정희가 일본군에서 근무한 경력을 들어 다시 공격했다. 윤보선을 지지하던 장준하는 선거기간 중 박정희의 일본군 경력을 예를 들며 공격했다. 윤보선과 민주당은 박정희를 향해 친일파에 공산주의자 경력까지 있으며, 히틀러 등도 긍정적으로 보는 박정희의 사상을 어떻게 신뢰할 수 있느냐며 공격하였다.
6·3 세대로, 저명한 교수 한 분은 "유세기간 중 경제 정책을 발표할 때 윤보선은 ‘대통령이 되면 미국에 가서 어떻게든 원조를 더 받아와 나라살림을 펴겠다.’고 말했다. 박정희는 ‘산업을 발전시켜 나라를 일으켜 세우겠다.’라고 말했다. (한일회담 때문에) 박정희는 미웠지만 그의 말은 전율할 만큼 감동으로 다가 왔어. 박정희를 지지하게 되었다"라고 인터뷰에서 밝혔다.
윤보선은 박정희의 자립책이 비현실적임을 지적, 미국, 일본과 교류 없이 문을 닫는 것은 흥선대원군의 쇄국정책과 다른 점이 무엇이냐며 반론을 제기했다.
6대 대선에서도 박정희의 공산주의사상과 남로당 경력에 대한 비난이 제기되었다. 박정희의 사상을 의심하는 의혹들이 곳곳에서 터져나왔고 선거는 윤보선에게 유리해 보였으나 그해 5월 대선에서 박정희에게 116만 표의 근소한 표차이로 패하여 낙선했다. 박정희는 농어민과 영세민의 지지를 얻은 한편 윤보선은 도시와 지식인층의 지지를 받았다. 윤보선의 지지 지역은 수도권과 도심지역이었고, 박정희의 지지 지역은 농촌과 산촌 지역으로 나타났다.
이후 장준하와 함께 베트남 파병을 반대하였다. 당시에 다른 이들도 베트남 파병을 반대하는 정치인들이 있었다. 그러나 윤보선과 장준하는 특히 베트남 전쟁 파병을 맹렬히 비난했다. 윤보선과 장준하는 박정희의 월남파병 강행은 국익의 이름으로 젊은이들의 피를 파는 매국행위이며, 국민적 여론을 다른 곳으로 돌리려는 기만술이라며 비판을 가한다.

#### 제4공화국 시절

##### 유신 이후 야당 지도자
윤보선 전 대통령은 유신독재정권 치하에서 3.1 구국 선언, YMCA 위장 결혼 사건 등 민주화 운동에 참여하였기 때문에, 윤 전 대통령의 출석교회였던 안동교회(예장통합측의 장로교회. 안국동 소재)는 형사들의 감시대상중 하나였던 것으로 알려져 있다.
1971년 신민당 대통령 후보자에 김대중이 선출되자 신민당을 탈당하여 박기출·장준하와 함께 국민당(國民黨)을 창당하고 총재직에 취임했다. 대통령 선거를 앞두고 그는 장준하와 함께 민족주의를 표방하면서 국민당을 만들고 청년학생들에게 상당한 영향력을 주 게 되었다. 71년의 대선에서 윤보선은 대통령 후보로 나섰다. 그러나 후보직을 사퇴하는 대신 다른 정치인에게 양보하기로 했다. 당시 범야권에서는 야당 후보 단일화라는 이름으로 야당 인사들은 그에게 후보단일화를 위한 후보자 용퇴를 계속 요청하였다. 장준하는 열심히 윤보선을 지지하였고 지원 유세를 다녔다. 한편 국민당의 총재였던 윤보선은 장준하를 별로 좋아하지 않아, 한때 진보당에 참여했던 박기출을 대통령 후보로 지명 하였다. 장준하가 한때 김구의 비서였다가 이범석의 족청을 거쳐 장면에 의해 발탁된 인사였다는 점 역시 윤보선이 장준하를 탐탁치 않게 보는 하나의 이유였다. 그러나 윤보선의 부정적인 시각에 관계없이 장준하는 열심히 윤보선을 도왔다.
한편 야당의 후보 단일화를 위해 강원용은 윤보선에게 후보 사퇴를 종용하였다. 그러나 윤보선은 김대중을 대단히 불신하였다. 강원용이 윤보선을 찾아가서 신민당 후보 김대중을 지지하라고 했습니다. 그랬더니 윤보선은 "강 목사가 사람을 몰라도 그렇게 몰라? 김대중이란 사람은 머리털부터 발톱까지 완전히 정치적인 사람이야"라는 것이라며 반대했다. 그리고는 윤보선은 오히려 정치적으로 이용할 지도 모른다면서 "김대중을 믿을 수 없다"고 했다. 그래서 강원용은 다시 윤보선을 설득하였다.
| “ | 해위(윤보선의 호) 선생, 그렇게만 볼 게 아닙니다. 내가 세 사람 다 만나봤는데 가능성 있는 사람은 김대중씨밖에 없습디다. 이번에 박기출씨를 내보내면 1963년 선거와 똑같은 결과가 나옵니다. 그때 끝까지 출마를 포기하지 않은 변영태씨 때문에 해위 선생이 그 사람이 얻은 표만큼의 차이로 진 것 아닙니까. 이번에 박기출씨가 나오면 김대중은 박기출씨가 얻은 표만큼의 차이로 질 겁니다. 그러면 국민들이 ‘도대체 누가 박기출이를 내세웠냐’고 들고 일어날 겁니다. 해위 선생이 매그루더에게 5·16 쿠데타군을 진압하지 말도록 했다는 게 사람들의 머릿속에 아직도 남아 있질 않습니까. 그 후에 반(反)박정희 운동을 해서 겨우 상처가 아물었는데, 이번에 그런 결과가 나오면 해위라는 이름은 우리 역사에서 영원히 지워지고 말 겁니다. | ” |

다음날 오후에 박기출이 기자회견을 갖고 물러났고 윤보선은 김대중 지지로 돌아섰다. 그러나 대통령 선거 이후에도 윤보선은 신민당에 합류하지 않고 독자적으로 활동하였다. 그러나 국민당은 유신에 의해 1972년 강제 해산당했다. 72년 10월 박정희가 유신 선포를 하자 장기집권을 위한 음모라며 규탄성명을 발표하였고, 그가 발표한 긴급조치는 모두 무표라고 주장했다. 1973년 서울 YMCA에서 기도회 모임에 참석하였다. 서울 YMCA에서 기도회 모임에서 인혁당 사건 관련 사형 집행자 추모예배가 문제되어 목요기도회는 중단되고 문동환, 이해동, 김상근 목사 등이 연행되었다. 모임 참가자들은 중앙정보부의 집요한 강요에 동아일보에 목요기도회를 하지 않는다는 광고를 게재하였다. 이때 윤보선은 그들에게 회의장소로 자신의 집을 내 주었다. 73년 3월 23일 윤보선은 정구영, 지학순 주교 등 10명과 함께 민주구국헌장을 발표하였다.

##### 민청학련 사건과 체포
1974년 전국민주청년학생연맹 사건(약칭 민청학련 사건)이 발생하자 윤보선은 비상군법회의로부터 민청학련사건 관련혐의자로 지목되어 기소당하였다. 다른 연루자들은 구속·기소되었으나 윤보선은 전직 대통령인 관계로 가택수사를 받았고 불구속 기소되었다. 1974년 11월 27일 함석헌, 김대중 등과 함께 민주회복국민회의 동참을 선언하고, 함께 시국선언을 발표하였다.
1974년 8월 15일 박정희의 부인 육영수가 피살되었을 때, 일부 야당지도자는 박정희의 독재를 들어 육영수 암살을 조롱하였으나 윤보선은 재판중임에도 육영수 피격사건에 대한 애도와 유감을 표명하기도 했다. 1974년 7월 인혁당 사건 관련자에 대한 탄원서에 서명하였다. 그러나 인혁당 사건과 민청학련의 배후로 지목, 1974년말 윤보선은 민청학련 배후 지원혐의로 재판에 회부되어 재판 결과, 징역 3년에 집행유예 5년을 선고받았다. 1975년 3월 8일, 동아일보의 대량 기자해고 사태가 발생하자 3월 14일 동아일보 사태를 우려하는 성명서를 발표하다. 또한 그날 방송에 기자회견을 열고 박정희 정권이 언론을 탄압한다며 공격하였다. 이어 같은날 3월 14일 단독으로 '3ㆍ1정신으로 구국대열에 서자 -3천 5백만 동포에게 보내는 호소문'을 발표하였다.

##### 김상진 사건과 명동 구국선언
1975년 4월 11일 서울대학교 농대생 김상진이 대통령에게 드리는 공개장을 쓰고 할복자살했다. 윤보선은 김상진을 김상진군은 대통령께 드리는 공개장을 유서로 남겼는데, 그 내용이 논리정연하고 위정자의 오류와 잘못을 세련된 문장으로 지적하였다. 결코 감정을 앞세운 글이 아니라 사려깊은 논리와 투철한 민주주의 신념으로 가득찬 애국적 충고문이었다라고 평가하였다.
민주회복국민회의에서는 75년 4월 22일 오후 명동성당 문화관에서 김상진의 추도식을 갖기로 했다. 4월 22일 윤보선은 김상진 추도식에 참석하려 하였으나 제지당하였다. 윤보선은 명동성당 추도식에 참석하여 민주학생의 명복을 빌어줄 예정이었다. 그런데 그날 아침 경찰관들이 그의 안국동 사저에 모여들더니 윤보선의 바깥 출입을 막았다. 윤보선은 추도식에 참석하지 못하게 불법적으로 연금시킨 것이라고 하였다.
1976년 봄 제2공화국에서 외무부 장관을 지낸 정일형의 부인 이태영이 윤보선을 방문했다. 윤보선은 이태영으로부터 일어서 행동을 할 때라는 의견을 듣고, 그로부터 이태영, 정일형, 김대중 셋이 정일형, 이태영 부부의 사저에서 3·1절에 구국선언을 하기로 했다는 소식을 접하였다.
윤보선은 이태영으로부터 김대중이 초안한 선언문을 입수 하였으나, 선언문이 ‘온건하긴 했으나 독재를 비판하는 강도면에서는 약한 느낌.’이라고 평가했다. 윤보선은 아내 공덕귀를 시켜 이태영을 만나, 서명문이 온건하다 하여 서명을 거절하였다.
이 선언문은 미온적이어서 서명하기가 곤란하다. 내가 별도로 선언문을 준비할 테니 서명할 인사들에게 알려주기 바란다.

며칠 뒤 문익환이 서명을 작성하여 그를 찾아왔다.

- 문익환: 해위 선생님, 말씀을 들었습니다. 며칠 전에 선언문 초안을 읽어보시고 너무 미온적이라 서명하지 않으셨다는 말씀 말입니다.
- 윤보선: 그랬지. 서명 내용이 약하면 우리의 투쟁 의지가 너무 나약해 보여서 큰 효과를 거들 수가 없어요. 국민들에 대한 호소력도 약하고...(이하생략).

문익환으로부터 봉투를 건네받은 윤보선은 내용을 읽은 뒤 ‘강도가 높고 할말을 별로 빠뜨리지 않은 것 같아 마음에 들었다’며 문익환이 초안한 선언문에 서명하였다.
1976년 3월 1일 새벽 윤보선은 명동성당에 도착, 앞자리에 앉아 700여명의 신자들과 함께 기도회, 김지하를 비롯한 구속 정치범을 위한 미사에 참석하고, 명동 3·1 민주구국선언에 참석하였다. 윤보선의 주변에는 감시인이 따라붙었고, 정부 당국자와 박정희의 측근들은 계속 박정희에게 윤보선을 위험한 인물이라며 구속, 처벌해야 된다는 강경론을 펼쳤으나, 박정희도 그가 전직 대통령이자 야당의 지도자라는 이유로 파급효과를 두려워하여 그를 처벌하기를 주저하였다.
그러나 윤보선은 법정에 출두했다. 당시 삼복더위에도 단추 셋 달린 양복을 입고 젊은 판검사 앞에 부동자세로 서서 깍듯한 존댓말로 응했다. 77세 노령에 전 대통령으로서 구태여 법정에 나가지 않아도 끌어갈 사람은 없었고 더구나 박정희와는 적대관계에 있었다. 그러나 ‘정권은 반대하지만 법은 지켜야 한다’고 고집하면서 법정에 출두한 것이다. 재판정 앞에 선 그의 당당함과 깎듯함에 군정 관계자들은 당황하였고, 박정희가 무리하게 고령자를 법정에 세웠다며 박정희 정권에 대한 반발 여론이 형성되었다.

##### 1970년대 후반
윤보선은 이후 박정희의 장기집권을 독재행위라며 노골적으로 공격하였다. 1976년 3월 1일 정일형, 함석헌, 문익환 등 재야 민주지도자들과 함께 '3·1 명동민주구국선언'에 참여하기도 했다. 1976년 3월 문익환, 함세운 등과 함께 명동성당에서 700여명의 신자가 모인 가운데 유신헌법 철폐, 긴급조치 폐지 등을 주장하는 ‘민주구국선언문’을 발표했다가 가택수사를 당하였고, 뒤이어 '사실 왜곡 전파', '헌법 왜곡 비방 및 폐지 선동' 등의 혐의로 실형을 선고받아, 최고 징역·자격정지 5년을 선고받기도 하였다. 그 뒤 형량은 징역 8년으로 늘어나기도 했다. 징역 8년을 선고받았으나 그는 전직 대통령이라는 이유로 법정구속되지 않았다. 5월 김대중은 3.1 민주구국선언 혐의로 전격 구속되었고, 윤보선은 공덕귀 및 이희호, 김홍일 등과 함께 김대중 석방 농성을 벌였다.
1977년 이후 그는 일본의 후쿠다 수상에게 유신체제를 비난하며 독재 정권에 협조하지 말 것을 부탁하는 서신을 보내 화제가 되었다. 이는 방송에 보도되었고, 정부와 여당에서는 다시 그를 친일파라며 비난을 퍼부었다. 한편 그는 계속 김대중 석방구명운동에 동참했고, 1978년 김대중은 석방된다.
1977년 3월 22일 3.1사건의 대법원 판결에 대하여 윤보선은 지학순 주교 등과 「민주구국헌장」을 발표하였다. 1977년, 윤보선 전 대통령은 일본 후쿠다 수상에게 박정희 유신정권과 유착한 일본 정부를 비판하면서, 일본이 대한 정책을 시정할 것을 촉구하는 긴 글의 편지를 보냈다. 그런데 오랫동안 윤보선의 서신발송을 묵살하던 한국 언론은 뒤늦게 편지의 내용을 입수, 그러나 거두절미하고 윤보선이 일본에 내정간섭을 요청했다는 식으로 왜곡해서 보도, 이 때문에 곤욕을 치렀다.
1977년 강희남, 문익환 목사 등 전주교도소에 수감된 인사들을 면회하러 공덕귀, 양일동, 이희호 등을 대동하고 전라북도 전주로 내려갔다가 거절당하고 되돌아왔다. 1977년 9월 광주 고법의 강희남 목사 첫 공판일에 방청객으로 참관하였으나, 재판을 연기하는 바람에 다시 되돌아와야 했다. 9월 김수환 추기경, 함석헌과 공동으로 '국민에게 드리는 글(청계피복지부 노동조합 탄압에 붙여)'를 발표하였다. 1977년 12월 성명서 '학생탄압을 중지하고 학문의 자유를 보장하라!-최근 학원 사태에 대한 우리들의 견해'를 발표하다. 1978년 1월 6일 재야인사들과 곧동으로 옥중에 수감중인 민주인사를 위문하는 성명서를 발표하였다.

#### 민주국민선언과 10.26 전후
이때 반유신 운동의 해외홍보를 위해 해외인사들과의 연대를 하자는 의견이 제기되기도 했다. 1978년 윤보선은 일본에 체류중인 정경모를 통해 국민연합 일본지부를 세우려 할 때, 문익환은 '아직도 그의 사상을 믿을 수 없다'며 반대해버렸다. 스승 김재준 목사가 정경모를 강력히 추천했을 때도 문익환은 그 태도를 바꾸지 않았다. 결국 문익환의 반대로 국민연합 일본지부 결성 계획은 취소되었다. 그 해 10월 17일 윤보선은 함석헌, 문익환 등 야당 및 재야인사 402명과 12개의 시민 사회단체와 함께 10·17 민주국민선언을 발표하였다. 1978년 12월 7일 민주주의 국민연합과 함께 성명서 '12ㆍ12 선거에 대한 우리의 입장'을 발표하다.
1979년 3월 1일 민주주의국민연합이 체제를 개편하여 '민주주의와 민족통일을 위한 국민연합'으로의 개편되었을 때 윤보선은 함석헌, 김대중과 공동의장으로 선출되었다. 3월 4일 안국동 사저에서 함석헌, 김대중 등과 함께 기자회견을 하였고, 3. 1절 성명을 발표하였다. 1979년 5월 신민당 총재상임고문이 됐다. 이후신민당 총재상임고문을 지내다가 사실상 정계에서 은퇴했다.
김영삼 제명 파동 소식을 듣자 그는 독재정권이 최후의 발악을 한다며 박정희에 대한 비판을 가하였다. 10월 26일 그는 안국동 사저에서 박정희의 피격 운명소식을 접하였다.

### 생애 후반

#### 최규하 정부 시절
1979년 10·26 사태로 현직 대통령 박정희(朴正熙)가 피살되자 그는 인과응보라며 비판적인 견해를 보였다. 이후 민주적 선거절차에 의한 정권교체를 예상하고 야당 후보의 단일화를 김영삼, 김대중에게 요구하였으나 결렬되었다. 10대 대통령 최규하에게는 서신을 보내 유신 철폐와 유신헌법 폐지 및 민주적인 선거를 요구하기도 했다.
10월 26일 박정희가 암살당하자 통일주체국민회의에서는 대의원 간선제로 최규하 총리를 후임 대통령으로 지명하겠다고 발표했다. 이 소식을 접한 재야인사들은 통일주체국민회의를 규탄하면서 대통령 직선제, 유신헌법 폐지, 양심수 석방을 골자로 한 문민정부 수립을 촉구하는 대회를 열기로 한다. 윤보선은 최규하의 대통령직 승계를 반대하지는 않았으나 민주적인 선거로 대통령을 선출할 것을 요구하였다. 그러나 묵살당하였다. 이후 윤보선은 함석헌, 박종태, 임채정 등의 재야인사 및 학생운동가들과 면담, 군부의 견제를 피하기 위해 대회장을 실내에서 결혼식 형태로 하기로 정하고 연세대 복학생인 신랑 홍성엽과 신부 윤정민(타계한 윤형중 신부의 성씨에 민주주의 정부의 앞글자를 따서 지은 가상의 여성)의 결혼식으로 위장해 정부와 통일주체국민회의를 규탄하는 집회를 열었다. 집회 종료 후 계엄군에 의해 140명은 불구속 입건, 14명은 용산구의 보안사령부로 끌려가 고문을 당한다. 1979년 11월 YMCA위장결혼사건으로 피체, 후에 징역 2년을 선고받았다.
당시 그는 벌써 80이 넘었다. 주목되는 점은 유신체제에서 민주화 투쟁과 관련된 윤보선의 활동에 많은 관심을 기울였던 미국의 국무부가 이 사건과 관련해서는 어떠한 논평도 내지 않았다는 점이다.
11월 24일 YMCA 위장 결혼식 사건에 연루되어 함석헌과 함께 재판정에 섰다. 윤보선 등은 경찰의 수사에 협조하는 대신 위장결혼식 참석자들의 형량을 낮추어줄 것을 탄원하여, 전원 형량이 감경되었다. 1980년 1월 25일 수경사 보통군법회의의 최종상고심에서 윤보선은 징역 2년, 함석헌은 징역 1년을 선고받았다. 그러나 함석헌과 불구속되었던 윤보선은 법정구속되지는 않았다.
1980년 2월 18일, 최규하 대통령이 전직 3부 요인과 각계 원로˙중진 23명으로 국정자문회의를 구성할 때, 국정자문회의 의원에 위촉되었고, 바로 국정자문회의 의장에 피선되었다. 2월 28일 최규하대통령의 특별지시로 윤보선, 김대중등 687명에 대한 복권조치가 단행되어, 복권되었다. 9월 국정자문회의 의장직에서 물러났다. 서울의 봄 당시 윤보선은 김영삼과 김대중을 불러 화합하고 단결할 것을 촉구했다. 그러나 김대중, 김영삼이 모두 호응하지 않아 실패하고 만다.

#### 양김 후보단일화 촉구와 실패
1980년 2월 최규하 당시 대통령은 윤보선, 김대중 등 687명의 복권을 선언한다. 이때부터 1980년 3월에 이르는 시기에 김영삼 신민당 총재는 정국을 관망만 했다. 그리고 4월 들어 정치 활동이 활발해지면서 1963년 민정 이양 이후 숙명의 라이벌이었던 김영삼과 김대중은 두 사람이 힘을 합쳐도 신군부의 권력 장악을 막아내지 못할 것이라는 여론에도 불구하고 각자 대권 행보에 나섰다. 또한 김영삼은 기타 야당 인사와 시민단체들에게 딱히 손을 내밀지도 않고 독자적인 행보에 나섰다.
한편 김영삼은 김대중이 신민당에 입당해야 한다고 주장하였다. 4월 7일 김대중은 신민당 입당을 거부했다. 윤보선은 다시 중재에 섰다. 4월 7일 윤보선의 중재로 두 사람은 4월 12일 윤보선과 함께 3자 회동을 했지만 대권을 향한 두 사람의 꿈을 막을 수는 없었다. 윤보선은 다시 한번 힘을 합치라고 권고했지만 회의는 결렬되고 만다. 4월 28일 김영삼이 신민당 당직자와 함께 대권과 관련해 현충사를 참배하자 같은 날 김대중은 신민당 내 동교동 의원들을 데리고 현충사 부근 윤봉길 생가를 방문한다. 두 김씨에게 다시 한번 단일화를 추진시키려고 자리를 주선했지만 실패하자 윤보선도 더 이상 이들과의 접촉을 단념하고 정계를 은퇴하였다. 그해 8월 정계은퇴를 선언하고 정계를 은퇴한다. 그가 물러나자 민주당 구파는 장택상과 조병옥이 발탁한 김영삼이 영도하게 된다.

#### 제5공화국 시기
제5공화국 출범 이후에도 박정희 정부시절과는 달리 정부에 적극협력하여 국정자문회의등에 참여하기도 하였고, 줄곧 국정자문회의 의원을 지냈다. 1980년 초 전두환과 신군부는 안국동의 윤보선 자택을 직접 방문, 면담하였다. 전두환 등은 윤보선에게 박정희정권의 부패상 등을 지적 자신들은 박정희와 다르다는 점을 지적하고 대화로 문제를 해결하고 민주화를 위한 조치를 취할 것을 약속할테니 도와 달라 고 했다. 오랫동안 박정희에게 핍박을 받아온 데다가 기약 없는 민주화 운동으로 지칠 대로 지친 그의 마음이 움직이고 말았다. 강원룡과 천관우, 지학순 등과 함께 국정자문회의 의원 직을 수락하는데 세간에서는 윤보선 천관우 지학순 강원룡을 가리켜 '변절자 윤천지강'이라는 비아냥이 돌아다니기도 했다.
부인 공덕귀는 두 아들과 함께 "제발 가만히 있으라"며 남편을 말렸다. 그러나 말리는 공덕귀와 남편 윤보선 간에 고성이 오갔다. 윤보선은 아니 공덕귀의 말을 듣지 않았고, 국정자문회의 자문위원으로 참석하였다. 그가 전두환의 독재에 협력하였다며 학생운동가들은 맹비난을 퍼부었다. 동시에 그는 학생운동가들의 반미주의적인 활동은 야당 운동, 학생 운동의 몰락을 가져올 것이라며 비판했다. 이후 줄곧 제5공화국 전두환 정부와 친밀한 관계를 유지하여 야당 동료들로부터 비난을 받기도 했다.
한편 윤보선은 공산주의 혁명론과 민족 해방론, 반미주의 사상을 가진 운동권을 극도로 불신하였다. 강원용은 이를 두고 '윤보선씨는 그처럼 위험한 세력에게 (정권이) 넘어갈 바에는 박정희처럼 장기 집권만 안 한다면 당분간 군인들에게 가는 것도 크게 나쁘지 않다고 생각한 듯해요.'라고 지적하기도 했다.

#### 민청학련 관련자 구명운동
1981년 4월 23일 국정자문회의 위원에 재선되었다. 1984년, 이전에 민청학련에 연루되었던 윤보선은 전두환에게 민청학련 관련자들의 사면복권을 요청하였다. 1984년 민청학련 사건 관련자들에 대해서 특별복권조치가 있었다. 전두환은 윤보선에게 잘 보이려고 했고, 그래서 윤보선은 민청학련 관련자들을 사면, 복권시키는데 일을 많이 할 수 있었다. 윤보선의 부인 공덕귀 역시 관련자 사면복권에 활약을 하였다. 한편 1980년대 중반 일부 학생운동가들의 반미 시위에, 미국을 적으로 돌리면 운동이 실패할 것이라며 반미주의적인 경향에는 반대하였다.
학생운동가들은 대한민국이 남북협상으로 태어날 통일정부 수립을 방해하고 생겨난 부산물로 여기고, 단독정부 수립론을 비판하였다. 그는 재야, 학생운동가들의 입장을 옹호하였지만 정부수립을 분단의 원흉으로 보는 시각에는 동조하지 않았다. 곧 극우 세력과 학생운동가들의 날선 비난이 있었지만 그는 이를 방관하였다. 1985년 6월 제4회 전국사회복지대회준비위원회에서 사회복지협회 명예회장직에 선임되었다. 1985년 3월 경희대학교 명예 법학박사 학위와 12월 미국 US 국제대학교에서 명예 법학박사 학위를 받았다. 1986년 민족사바로잡기국민회의 의장이 되었다.

#### 5공 정권 붕괴와 만년
1987년 6월 22일 윤보선은 전두환에게 6.10 시위를 무력으로 진압하지 말라는 충고를 담은 작은 메모를 보냈다. 또한 강원룡, 신현확 등의 개신교 인사와 천주교의 김수환 추기경을 추천, 이들의 말을 듣고 시위대에 대응하라는 주문을 하였다.
1987년 대통령 선거에서는 노태우를 지지하기도 했고, 1987년 12월 14일에는 대통령 선거에 즈음한 국민에게 드리는 메시지를 발표했다. 이후 줄곧 노태우 정부를 지지하기도 했다. 윤보선의 노태우 공개 지지 선언은 김영삼, 김대중의 후보단일화 실패, 김대중의 평민당 창당과 함께 학생운동가들의 비난의 대상이 되었다. 그 해 숙부 윤치영의 구순기념논문 봉헌 행사에 참석하였다.
그밖에 강원룡, 김수환 등의 강연회와 기독교단체의 운동에 적극 후원, 참여하기도 했다.

#### 사망
만년의 윤보선은 양복 한 벌이 유일한 재산이었다. 그 양복은 어려운 중에 있던 자신을 찾아준 것을 감사히 여긴 디자이너 이정송이 재단해준 양복이었다. 그는 1970년대 중반부터 당뇨로 고생하였는데 조카 윤남경에 의하면 1975년경부터 당뇨로 고생하였다 한다.
1985년 사회복지협회 명예회장, 1988년 윤관장군기념사업회 명예회장에 추대되었다. 그 후 건강이 악화되어 1988년 5월 잠시 병원에 입원하기도 했다. 그러나 다시 병세가 악화, 1989년 석오 이동녕 기념사업회 회장에 선임되었으나, 동년 1989년 5월 14일 지병인 당뇨와 고혈압에 폐렴까지 겹쳐 서울대병원에 입원해 치료를 받았다. 그 후에 안정을 되찾아 자택에 요양했으나 급성 신부전증으로 다시 병원에 입원했고 1990년 3월 말 다시 노환으로 서울대학교 대학병원에 입원한 뒤 투병하다가, 7월초 병환에 차도가 없자 퇴원, 임종을 위해 서울 종로구 안국동 자택으로 옮겨졌다.
1990년 7월 18일에 서울특별시 종로구 안국동 자택에서 서거하였다. 장례는 가족장(家族葬)으로 진행되었으며 충청남도 아산시 음봉면 동천리 산 34-2에 위치한 가족묘에 5대조·부모묘 근처에 안장되었다. 그는 생전에 국립묘지 안장 의견에 대해 독재자와 함께 누울수 없다고 반대했다 한다. 상훈으로 '인촌문화상'을 수여받았다. 당시 그의 나이 향년 92세였다.

### 사후
사후 부인 공덕귀는 앞서 간 남편을 추모하면서 여생을 보냈다. 집안에 상청을 차려두고, 거기에 남편의 사진과 촛대와 꽃을 두었다. 그리고 3년 동안 매주 교회에 예배보러 나갈 때는 남편이 늘 앉았던 자리에 꽃을 갖다 놓곤 했다. 안동교회에 아버지 윤치소와 그의 사후 윤보선이 앉아있던 좌측 맨 앞줄의 왼쪽 끝 좌석은 윤보선이 앉던 자리라는 표석이 붙여졌다.
그의 사후에도 1997년까지 부인 공덕귀가 살던 그의 서울 안국동 사저는 서울특별시 사적 제438호로 지정되었다. 윤보선의 생가 역시 1984년 12월 국가지정 중요 민속자료 제196호로 지정되었으며, 2009년 12월 고향인 충청남도 아산의 생가에 아산시와 윤보선대통령기념사업회 등의 주최로 윤보선 기념전시관이 열린 뒤, 바로 윤보선 기념관이 개관되었다. 1998년 한때 건국훈장 추서 대상자로 한때 논의되었으나 곧 흐지부지되었다.
1961년 5·16 군사 정변 당시 장면 내각에 반발하여 군사정변을 적극적으로 막지 않았던 점 등으로 외면되거나 부정적인 평가를 받아 오다가, 2000년 이후 박정희 19년에 맞선 야당 정치 지도자들 중의 한 사람이라는 점이 감안되어 재평가를 받기 시작하였다.

## 안국동 사저
그의 서울특별시 안국동 사저는 대지 1천400평에 99칸의 거대한 한옥으로 후에 100칸을 넘게 되었다. 그의 안국동 사저는 한민당때부터 정계 거물들이 출입하던 곳으로, 48년 9월 윤보선이 스스로 자신의 안국동 사저 별채를 한국민주당의 회합장소로 제공한 이래 계속 한민당과 민국당, 민주당의 주요 회합 장소로 활용되었다. 그리하여 그의 사저를 이승만의 이화장이나 김구의 경교장, 김규식의 삼청장, 박헌영의 혜화장에 비교하여 '안동궁'(安東宮)이라는 별칭으로 부르기도 했다.

## 저서 및 논문

### 주요 저서
- 《구국(救國)의 가시밭길》(한국정경사, 1967)
- 《윤보선 회고록: 외로운 선택의 나날들》(동아일보사, 1990)

### 논문
- 농림업 진흥의 긴급성에 관하여(1954)

## 학력
- 한성 교동보통학교 졸업
- 일본 도쿄 게이오 중학교 수료
- 일본 도쿄 세이소쿠 고등학교 졸업
- 영국(잉글랜드) 버밍엄 우드브루크 퀘이커 전문학원 중퇴(1925년)
- 영국(스코틀랜드) 글래스고 시립 스트래스클라이드 대학교 영어영문학과 중퇴(1926년)
- 영국(잉글랜드) 옥스퍼드 대학교 영어영문학과 중퇴(1927년)
- 영국(스코틀랜드) 국립 에든버러 대학교 고고학과 학사(1930년)
- 영국(스코틀랜드) 국립 에든버러 대학교 대학원 고고학 석사(1932년)
- 영국(잉글랜드) 옥스퍼드 대학교 대학원 영어영문학 석사 수료(1934년)

### 명예 박사 학위
- 경희대학교 명예 법학박사(1985년 12월 12일)
- 미국 US국제대학교 명예 법학박사(1986년 1월 16일)

## 상훈
- 무궁화 대훈장[171]
- 인촌문화상

## 약력
- 1919년 대한민국임시정부 의정원 의원(충청남도 선거구)
- 1922년 대한민국임시정부 의정원 의원
- 1937년 첫 부인 여흥 민씨 사별
- 1938년 2월 18일 조모 한진숙 상(喪)
- 1939년 11월 4일 조부 윤영렬 상
- 1944년 2월 20일 부친 윤치소 상
- 1945년 한국민주당 창당발기위원
- 1946년 민중일보 사장
- 1947년 민중일보사 사장 재선
- 1947년 우남 이승만박사 기념사업회 회장
- 1947년 한영협회 회장
- 1948년 이승만 |국회의장 비서실장
- 대한민국 제헌국회 총선(1948년 5월 10일): 제헌 국회의원(충남 아산) 낙선
- 1948년 12월 8일 충무공 이순신 기념사업회 창립 발기인
- 1948년 12월 제2대 서울특별시장
- 1949년 상공부 장관
- 1950년 대한적십자사 총재
- 1950년 12월 피난민구호대책협의회 위원, 같은 날 협의회 부회장에 선출되었다.
- 1952년 민주국민당 서울시지구당 위원장
- 1954년 제3대 민의원
- 1958년 제4대 민의원
- 1959년 민주당 상임위원
- 1960년 민주당 최고위원에 선출되다. 구파의 지도자 신익희, 조병옥의 사망으로 구파의 지도자가 되어 신파의 지도자 장면과 대립하다.
- 1960년 국회의 간접선거로 제4대 대한민국 대통령에 선출되다.
- 1961년 3월 청와대시국수습4자회담을 주최하였다.
- 1961년 3월 12일 서울 청량리 1동 동사무소 창고의 홍국직업소년학교에 스코필드(한국명 석호필)과 함께 방문하였다. 대학생 자원봉사자들이 교사로 일하던 이곳을 세상에 알리고자 석호필은 대통령에게 방문을 청하는 편지를 썼고, 윤보선은 스코필드의 제안을 흔쾌히 수락하여 왔다.
- 1961년 5월 5·16 군사 정변을 추인하였다.
- 1961년 10월 26일 브라질 대사에 신임장 봉정을 봉정하고, 군대를 사열하였다.[172]
- 1961년 10월 28일 농촌지도자들과 면담, 이어 적십자 청소년, 한미연합사령관 슈프 대장과 면담.
- 1961년 10월 28일 유엔의 날 축사 발표
- 1962년 3월 22일 정치정화법에 항의 하여 하야하였다.
- 1963년 민정당 대표 최고위원
- 1963년 제5대 대통령 선거 입후보
- 1963년 제6대 국회의원
- 1965년 1월 23일 외무부 장관 김용식을 만나 면담하다.
- 1965년 2월 19일 장택상 등과 함께 대일 굴욕외교 반대 데모를 주관하다.
- 1966년 신한당 총재
- 1967년 제6대 신민당 대통령 후보자 출마
- 1969년 6월 18일 모친상
- 1971년 신민당 탈당, 선명야당의 기치를 들고 박기출, 장준하 등과 국민당 창당, 국민당 총재 취임
- 1973년 유신 정권에 의해 국민당, 강제 해산당함
- 1974년 비상보통군사법회의에서 민청학련 사건 배후 조종 혐의로 제소되었다.
- 1974년 군사재판에서 징역 15년 구형,항소 기각 징역 3년에 집행 유예 5년 확정
- 1977년 항소 후 대법원에서 명동사건 상고 기각 원심 확정되었으나 이때 윤보선 등 고령자는 형집행 정지되었다.
- 1979년 민족사바로잡기국민회의 의장
- 1979년 YMCA 위장 결혼식 사건에 연루되었다.
- 1980년 1월 YMCA 위장결혼식사건 선고 공판에 출석하였다.
- 1980년 형집행 면제
- 1980년 2월 29일 복권되었다.
- 1981년 고령으로 정계 은퇴
- 1982년 1월 4일 국무총리 유창순의 방문을 받았다.
- 1983년 보신각 새종 중주(中鑄) 위원회 위원장
- 1983년 9월 23일 서울 어린이대공원에서 열린 고하 송진우동상 제막에 참석하였다.
- 1984년 3월 13일 고려청자헌납위원회 고문
- 1984년 4월 백사 이윤영 회고록의 서문을 짓다.
- 1985년 1월 17일 연세대학교 강당에서 열린 백낙준의 추모 예배에 참석하였다.
- 1986년 민족사바로잡기국민회의 의장(재선)
- 1987년 윤치영의 구순기념 논문 봉정식에 참석하였다.
- 1988년 윤관장군기념사업회 명예회장
- 1989년 병으로 요양하였다.
- 1989년 석오 이동녕 기념사업회 회장
- 1991년 사후 회고록 《윤보선회고록:외로운 선택의 나날들》 2집 출간

## 사상과 신념
명문가라는 자존심과 더불어 양반의 권위주의적인 사고를 갖고 있어 대단히 자기중심적이었다. 그의 정치관은 흑백 양자택일이었기 때문에 일단 자신이 옳다고 생각하면 도무지 타협을 모르고 한 길로만 내달았다.

### 민주주의 보편타당론과 상식주의
윤보선은 항상 비서관과 젊은이들에게 민주주의는 물과 공기와 같은 것으로서 어느 나라에서든 보편적이고 타당하게 적용되어야 한다고 역설하였다. 따라서 민족적 민주주의, 우리식 민주주의, 한국적 민주주의, 일민주의 등을 거짓 민주주의로 규정하고, 민주주의의 원칙을 그대로 적용할 것을 역설했다. 다만 무조건 다수의 의견이 민주주의라는 주장에는 단호하게 반대했다. 소수의 의견이라고 하더라도 상식적이고 타당하다면 그것을 따를 수 있는 것이 민주주의라는게 그의 설명이었다.
그는 매사에 상식을 강조하였다. 비서관 김준하에 의하면 '대통령은 청와대에서 일을 할 때 잊어서는 안되는 마음가짐을 꼼꼼히 설명했다. 그때 대통령이 내세운 것은 상식이었다.'고 증언하였다.
그는 "민주주의의 종주국인 영국에서는 나라를 다스리는 데 기본이 되는 헌법이 따로 없다. 그들은 '상식'을 헌법으로 대치한다. 사고와 행동의 잣대를 상식으로 삼으면 나라의 일이나 개인 생활이나 정상적 궤도를 벗어나지 않는다."고 했다. 김준하 비서관은 이를 그의 '첫 가르침'이라 회상하였다.

### 국익을 위한 초당적 협력
그는 국익을 위해서는 초당적인 협력을 해야 한다고 주장하였다. 1962년 군사 정권 집권 초, 미국의 잉여농수산물 무상 지원을 시도하면서 야당인사들에게도 도움을 요청하자 김병로 등은 반대했지만 윤보선과 장택상은 적극 동조하였다. 오히려 윤보선은 "그것은 가인이 잘못 생각한 것"이라며 일침을 놓기도 했다.
군사 정권에서 도움을 요청한 밀사가 장택상을 방문하였다. 밀사는 장택상에게 정부대표가 아닌 개인자격으로 비밀리에 미국을 설득해서 식량문제를 해결해달라고 요청했다. 그 다음날 아침 장택상 가인 김병로를 찾아가 상의하였다. 김병로는 장택상과 군사정권 인사 사이에 오고 간 말을 듣고 나더니 난색을 보였다. 그는 "비록 국민의 식량 문제라고 할지라도 미국 잉여 농산물이 한국에 때맞춰 들어오고 보면 이 군사정권이 오래 지속될 것이 아닌가"하고 말하면서 "좀더 생각해 보자"는 것이었다. 장택상은 그자리에서 나와 즉시 안국동 윤보선댁을 찾아가 찾아온 이유를 설명하였다.
그리고 장택상이 김병로가 '나의 도미하는 문제에 대하여 난색을 표하더라'고 덧붙였더니 윤보선은 대뜸 '그게 무슨 말이냐?'면서 김병로가 잘못하는 것이라고 비판했다. "그것은 가인이 잘못 생각한 것으로 문제가 국민의 식량 문제인만큼 누구 심부름이든 가릴 것 없이 하루빨리 미국에 가서 힘닿는대로 해결지어야 한다."고 강경히 주장하였다.
그러나 당시 주한미국대사는 장택상이 정부대표 자격이 아니면 받아줄수 없다고 했고 결국 실패했다. 장택상이 기자회견까지 마치자 윤보선은 직접 환송한다고 자택까지 불러서 저녁 대접까지 해 주었다. 그러나 군사정부에서는 장택상에게 취소됐다고 연락했고, 장택상과 윤보선은 분개했다. 그는 국익을 위해서라면 일단 정당을 초월해서 협력을 해야 된다고 주장하였다. 군사정권 기간 내내 그는 당리당략보다는 국민의 생존권이 우선이라 판단했다. 특히 식량이나 약품과 같은 문제에 있어서는 정치싸움보다는 일단 협력할 것을 역설했다.

### 사회주의, 공산주의에 대한 불신
윤보선은 사회주의자와 공산주의자들에 대한 반감과 불신이 대단하였다. 강원룡에 의하면 '윤보선 씨는 박정희 반대운동을 벌였지만 사상적으로는 대단히 뿌리깊은 반공입니다. 박정희가 무너질 때까지 재야 인사들의 민주화운동을 지지하며 힘을 합했지만, 내심 이 사람들의 행태를 보면 도저히 안심할 수가 없었던 겁니다. 소위 운동권이 성공하는 것은 원치 않았다고. 이것이 전두환 정권을 멀리 하지 않은 이유 가운데 하나예요.'라고 지적했다. 강원용은 오히려 박정희가 좌익이며 위험 인물이라고 지적하기도 했다.
| “ | 윤보선씨와 가까웠던 김정례씨도 그랬어요. 김정례씨는 박정희 치하에서 맹렬하게 싸운 사람 아닙니까. 김정례씨는 재야 운동권 인사들과 함께 싸우고 그들이 김정례씨 집에 피신해 있기도 했는데, 그 과정에서 김정례씨는 그들을 사상적으로 의심하게 된 겁니다. 그들이 박정희에 반대하는 것은 틀림없지만, 이거 가지고는 도저히 안 되겠다는 사상적인 불안감을 가졌던 거죠. 윤보선씨는 그처럼 위험한 세력에게 (정권이) 넘어갈 바에는 박정희처럼 장기 집권만 안 한다면 당분간 군인들에게 가는 것도 크게 나쁘지 않다고 생각한 듯해요. | ” |
|   | — 강원룡 |   |

강원용에 의하면 그는 한때 이범석과 가깝게 지냈던 김정례와도 가까이 지냈다고 하였다.

### 서구 사회에 대한 충격
그는 영국 생활과 유럽 생활 중 영수증을 잘 주고받지 않는다는 사실에 놀라워하였다. 이는 한국인들은 영수증을 받지 않으면 바가지를 씌운다는 점과 적당히 바가지를 씌우는 상술에 대한 부끄러움으로 변모하였다.
'중국으로부터 들은 말이 있어 내 딴에는 중요한 물건과 현금을 몸에 지니고 다니는 것은 위험하다고 생각되어 가방에 넣어 수하물로 부쳤는데, 내 수하물을 취급하는 사람이 어찌된 일인지 하물표(영수증)를 발급하지 않는다. 그래서 나는 짐표를 요구했더니 하물취급하는 사람이 도리어 이상한 눈으로 나를 보며, "당신 짐은 글래스고에 가서 찾으면 되지 않소? 표는 무슨 표요?"하고 주지 않았다. 그는 잔뜩 의심하고 경계하였다.
글래스고 시에 도착해서는 마중나와 있는 윤치왕에게 이를 걱정해서 말했더니, 윤치왕은 그를 이끌고 따라오라며 화물차가 있는 방향으로 갔다. 윤치왕은 그에게 짐을 가지고 가자고 하였다. 영국인들은 각자 자기 짐만 집어가지고 가는 것이었다. 남의 짐도 좋은 것이 있다 싶으면 가져가는 조선인들의 습성을 봐온 그는 이를 보고 충격을 받았다.
그는 '나는 이 허술한 사실에 어안이 벙벙하였다.'고 한다. '그때 영국은 이만큼 탄탄한 사회구조에 이미 서 있었으니 10전어치 물건을 사고도 반드시 영수증을 주고받아야만 하는 사회에서 온 이 동양인에게 그 사회가 어떻게 보였을까.'하며 이를 오래도록 부끄럽게 여겼다.

### 정신혁명론
그는 한국 사회가 진정한 선진국으로 발돋움하려면 정신적인 혁명부터 이룩해야 한다고 보았다. 그는 한국 사회의 문제점을 부도덕성과 비정직성으로 들었다. 윤보선은 '조국의 근대화'가 아니라 '조국의 민주화'와 '정신적 근대화' 역시 병행되거나 선행되어야 한다고 주장했고, 대의의 원칙에 기반한 의회주의, 보통선거, 정당간의 공정한 경쟁을 통한 정부 구성을 이행할 것을 여러번 촉구했으나 거절당했다. 그는 박정희와 그의 유신을 반민족, 반민주, 반민생, 빈민권 세력으로 규정하였다. 그는 원칙을 강조하되, 그 원칙을 뒷받침하는 것으로 상식을 제시했다.
윤보선은 박정희와 박정희 정권의 경제 개발의 후유증이 한국 사회의 비윤리적이고 그릇된 사고와 의식, 타성과 풍조를 심었다고 진단했고, 국민들 스스로 씻어내고 정신혁명을 이룩해야 한다고 주장했다. 그는 박정희 정권의 정책이 부패와 퇴폐의식을 조장했고, 결과만을 중시하는 풍조를 남기는 등 한국 사회에 악영향을 끼쳤다고 봤다.

### 형사들의 교회에서의 감시
서울 종로구 안국동에 있는 윤보선의 자택은 대지 1천400평에 99칸의 거대한 한옥이다. 3.1 구국 선언, 민주화 운동 단체 가입, 크리스찬아카데미, 민주화이후 박정희 군사독재정권이 날조한 사법살인이라는 오명을 뒤집어쓴 인혁당 사건, YMCA 위장 결혼 사건 등 민주화 운동에 참여·지원하거나 민주화운동 탄압에 연루되어 때문에, 그가 출석하던 안동교회는 중앙정보부와 형사들의 감시, 사찰대상이 되었다. 안동교회는 윤보선의 아버지인 윤치소가 설립하여 헌당에 참여한 예장통합측 장로교회이다.
그의 집인 안동장 앞에도 중앙정보부는 3층 높이의 초소를 세워두고 그의 집 출입자들을 감시하였다 한다. 윤보선은 이를 대단히 불쾌히 여기면서도 박정희가 사망한 후에도 이를 철거하지 않고 그대로 보존하였다.

### 기념 거부
윤보선은 대한민국 역대 대통령 중 취임기념우표와 기념주화가 없는 유일한 대통령이기도 하다. 1960년 8월 대통령 취임 후 취임기념우표 발행 건의가 들어왔으나 그는 살아있는 인물을 도안할 필요가 있느냐며 거절하였다 기념 주화의 발행에 대한 건의 역시 거절하였다. 또한 그는 대통령 취임 후 각료에게 각하라는 명칭은 자제할 것을 부탁하기도 했다. 또한 자신의 얼굴이 도안된 주화 발행 역시 거부했다. 그는 우표와 화폐에는 나라에서 기념할 만한 인물을 넣는 것이 상식이라며 반대의 이유를 밝혔다. 다만 1960년 8월 27일과 1961년 8월 27일의 청와대에서의 대통령 탄신일 기념행사(의전에 의한 행사)는 수용하였다.

## 기타

### 청와대
대통령 재직 중 청와대의 명칭을 경무대에서 청와대로 바꿨다.

### 취미
정원의 화단 가꾸기와 독서를 즐겨하였다.
그는 밥은 꼭 잡곡밥으로 식사를 했다고 한다. 흰 쌀밥으로만 식사를 할 수 있었음에도 콩, 보리, 팥, 조 등 여러 가지 잡곡을 섞어 식사를 한 것이 궁극적으로는 장수의 비결이 될 수 있었다는 것이다.

## 평가와 비판

### 긍정적 평가
박정희 집권 16년간 비타협적인 자세를 견지했다. 제3공화국 당시 박정희의 대선 경쟁자이자 박정희의 제3공화국, 제4공화국 16년 동안 반독재 민주화 운동에 적극적으로 나선 것을 높이 평가하기도 한다. 대학교수 겸 역사학자 서중석은 그가 박정희와 정면으로 붙은 것을 높이 평가한다. 정통 야당을 고수하며 독재 정권에 반대하는 민주화 운동을 주도했던 인사로도 평가된다. 또한 박정희 정권에서 추진한 경제정책의 기초를 마련한 것 역시 실패하기는 하였지만 긍정적인 평가를 받는다. 인혁당 사건과 민청학련 사건 관련자들의 복권 운동을 벌인 점은 학생운동가들로부터 높이 평가받는다.
그가 추진하려던 경제개발 계획에 관련하여 '경제정책 프레임은 비록 미완이었지만 박정희 정권에서 경제개발 5개년 계획으로 꽃을 피워 `한강의 기적`을 만들어내는 밑거름이 됐다'는 평가도 있다. 논리적이고 사리가 밝은 사람이었다는 평가도 있다. 반박정희 투쟁에 있어서의 그의 비타협적인 자세는 원칙을 고수하는 민주주의자, 합리주의자라는 긍정적인 평가도 있으나 반면에 융통성이나 타협능력이 부족하다는 부정적인 평가를 동시에 받고 있다.
비서관이었던 김준하는 평하기를 '그분이 1960년 제2공화정 대통령으로 선출되면서 대변인을 맡게 되어 5·16군사정변을 함께 맞게 되고 그 이후 반독재 투쟁에도 뒤따르게 됐다. 그분은 영국신사라는 별명에 걸맞게 성격이 온화하고 따뜻하셨다. “관습법 국가인 영국에서는 상식이 곧 헌법”이라면서 매사를 보고 결정하는 기준으로 상식을 내세웠다. 또 무슨 일이든지 한번 결정하실 때는 오래 심사숙고하신 후에 결정을 내리시고 일단 한번 결정하면 요지부동으로 강직하게 밀고 나가셨다.' 한다. 이어 김준하는 그가 지극한 효자였다고 평하였다. 아침 저녁으로 노모에게 꼭 문안을 드리고 노모의 건강을 체크했다. 5·16 아침 비서들이 대통령에게 청와대를 피하도록 권유했을 때 그것을 거부한 이유 중의 하나도 자기 혼자만 피신할 수는 없었기 때문이었다 한다.

### 부정적 평가

#### 5.16 관련과 친일파 행적
한국의 민주주의를 지켜내지 못하고 군부에 정권을 넘겨주었던 나약한 정치인으로도 그려진다. 한영우는 5.16 군사정변 당시 그의 묵인적 행동을 지적, '이 사건(5·16군사 정변) 중심으로 그를 이해한다면, 그는 한국민주당에서 민주국민당, 그리고 민주당과 신민당으로 이어지는 한국의 보수 야당에서 구파 계열을 대표하는, 한 파벌의 정치인일 뿐이다.'라고 보았다. 더한 지적도 많다.
친일파 집안의 덕으로 학창시절을 어렵지 않은 환경에서 수학한 것을 비판하는 시각도 있다. 그가 친일파라는 비난도 있으나 그가 직접적으로 친일행위에 가담하지 않았으므로 친일파로 보기는 어렵다는 반론이 제기된다. 윤보선은 자유주의자였지만 현실에 대처할 수 있는 능력이 부족했기 때문에 원칙론만 되풀이했다는 비판도 있다.
정대철은 '그가 내심 5·16 쿠데타를 지지했다. 그렇지만 겉으로는 지지성명 요구를 거부하는 등 반대했다는 기록도 남겼다. 노회한 정치인의 처세라 아니할 수 없다'고 평가했다. 5ㆍ16쿠데타가 일어난 지 1년이 되는 시점에서 당시의 한 신문은, 쿠데타 주체의 한 사람이었던 유원식의 말을 인용해 윤보선은 이미 쿠데타가 일어나기 전에 군인들과 교감하고 있었으며, 그렇기 때문에 쿠데타를 승인하는 태도를 보였다고 폭로했다. 이러한 폭로는 "올 것이 왔구나"라는 해석을 둘러싼 논쟁을 일으켰다. 5·16 군사 정변을 방조, 묵인했다는 의혹과 비판은 계속 제기되고 있다.

#### 장면과의 갈등 관련
서중석은 민주당 신파의 지도자였던 장면 국무총리가 일을 못하게 된 큰 이유가 윤보선이 딴지를 걸었기 때문이라고 지적했다. 이승만 정권 말기의 자유당의 장기집권을 비판했고 박정희와 제3공화국 유신 체제에 정면도전하였으며, 1970년대 내내 인혁당 사건, 크리스찬 아카데미, 김상진 할복 사건, 명동구국민주선언, YMCA 위장 결혼식 사건 등에 연루되어 옥고를 치를 위기에 처하기도 했다. 또한 수시로 내사를 당하고 감시인이 따라붙는 등의 고초를 겪었던 점 등을 높이 평가해 왔다. 그러나 제5공화국 이후에는 협력적으로 변하면서 재야인사 및 신민당계 인사들의 비난을 사기도 했다.
4.19 혁명 직후 대통령 권한대행이자 내각 수반, 국무총리였던 허정(許政)은 'UN군 측의 저지 노력에도 불구하고 혁명은 성공했고, 장면 내각의 총사퇴와 함께 혁명정부가 정권을 정식으로 인수했다. 나는 윤 대통령이 적어도 장면 정부와 운명을 같이할 정도의 양식은 갖고 있으리라고 생각했으나, 그는 그대로 대통령의 자리에 눌러 앉아 있었다.'고 비판했다.

#### 기타 비판
허정은 그가 야당 대열에 복귀할 자격이 있느냐며 수시로 공격했다. 허정은 자신의 회고록에도 '1963년 1월 초 정치정화법이 해제되었다. 그리고 63년 1월 2일 김병로, 윤보선 등이 모여 민정당의 발기에 합의했다. 허정은 '다른 사람들은 몰라도 윤보선 씨의 성급한 정치활동 재개는 나로서는 선뜻 납득이 가지 않았다.'는 것이다 허정에 의하면 윤보선은 혁명정권과 한 동안 같이 일한 사람인 만큼, 혁명 세력과 대결하는 야당 대열에 복귀하기에는 시기상조라는 생각이었다.'고 기술하였다.
대한민국 제5대 대통령 선거 당시, 매카시즘 공세를 일으키다가 되려 역공세당했다는 비판적인 지적도 있다. 한국 전쟁 당시 이른바 '빨갱이 파문'과 '연좌제'로 심한 상처를 안고 있던 사람들 입장에서 윤보선의 '매카시즘 대선 전략'은 과거의 상처만 되살린 꼴이 되어 버렸고 이들은 도리어 '박정희가 억울하게 빨갱이로 몰린다'는 동정심을 가져 박정희에 지지표를 쏟았다. 결국 박정희는 15만표차로 당선 되었는데 여기에는 윤보선의 '매카시즘 공략'이 커다란 역할을 했다.
6대 대선 당시 윤보선은 민중당의 만류에도 불구하고 대선 출마를 고집하여 또다시 야당의 분열을 일으켰다 고 보는 시각도 있다. 7대 대선에서도 출마하였으나 후보사퇴를 피하려고 박기출에게 양보한 점 역시 비판의 대상이 되고 있다. 자신의 정치적 라이벌인 박정희에게 협력했다는 이유로 숙부 윤치영에게 수인사나 목례도 하지 않고 모르는 사람처럼 대한 점도 비판받고 있다.
윤보선은 이승만의 권위주의와 박정희의 권위주의적인 행동에 대해 권위주의, 전체주의라며 불만을 토로했다. 그런데 전북대학교 신방학과 교수 강준만에 의하면 윤보선도 권위주의적이라는 것이다. 강준만은 "권위주의적인 윤보선과 다툼을 싫어하는 장면의 대조적인 성격"이라고 비평하기도 했다. 강준만은 그를 '명문가라는 자존심과 더불어 양반의 권위주의적인 사고를 갖고 있었으며', 대단히 자기중심적이었다.'고 평하였다.

### 인물평
그는 쉽게 누군가에게 호감을 주는 스타일은 아니었다. 그러나 한번 자기 사람이 되면 각별하게 챙기고, 그의 가족의 생일, 기일까지 챙기는 자상함을 보였다. 그러나 김남 비서관의 결혼식에 장면이 온다는 말을 듣고 가지 않으려다가 선우종원이 만류하는 바람에 참석하였다. 이것이 사람들 뒤에 들어가면서 그가 김남 비서의 결혼식을 기피하더라는 말들만 돌고 돌았다.
냉정하고 합리적이라는 인물평이 있다. 한편 그가 권위주의적이고 조선시대의 양반적 사고방식을 가졌다는 평도 있다. 명문가라는 자존심과 더불어 양반의 권위주의적 사고를 갖고 있어 대단히 자기중심적이었다. 그의 정치관은 흑백 양자택일이었기 때문에 일단 자신이 옳다고 생각하면 도무지 타협을 모르고 한 길로만 내달렸다. 1960년 8월 29일 민정시찰 시 각료들을 불렀다가 월권행위라는 비판을 받기도 했다. 자존심을 중히 여기는 명사형 정치인이라는 평가도 있다. 옳다고 믿는 것은 끝까지 밀어붙이는 성격이었고, 남에게 지기 싫어하는 성격이었다.
그전까지 윤보선은 "영국 에든버러 대학을 나온 신사다.", "대부호 명문집 아들이다" 이렇게만 알았는데, 이주 잘못 안 것이었다 한다. 서중석은 그가 상당히 정치적이었고 야심도 있는 사람이었는데, 그것을 알게 된 것은 대통령이 된 직후 내각 책임제하의 수반이었던 장면 국무총리와 싸우기 시작하면서부터였다고 했다.
서중석은 윤보선이 1960년 4·19 혁명이 나기 전까지는 세상에서 잘 몰랐는데 대통령이 되었다고 봤다. 서중석은 '윤보선처럼 박정희와 정면으로 붙은 사람은 없다'며 '그것을 보면 사람은 겉보기하도 다르'다고 평가했다.
깔끔하고 말쑥한 신사였던 그는 나이가 들어서도 아랫배가 나오지 않았고, 피부결이 늘어지지도 않았다. 눈가 주변에 약간의 주름과 검버섯이 있었던 것을 제외하면 나이에 비해서 상당히 젊어보이는 편이었다. 젊은 아내와 어린 아들들 탓에 그는 자신의 외모에도 각별히 신경썼다. 1950년대 미국을 방문했을 때 윤보선은 최기일을 면담했다. 최기일에 의하면 '윤보선의 첫인상은 그다지 좋지 않아서 나는 그이를 싫어했지만 계속 만나고 이야기하면서 조금씩 그와 가까워졌다. 내가 미국에 유학을 왔을 때 그는 미장 그릴에서 점심 대접을 하기도 했다. 윤보선은 후덕한 사람은 아니지만 논리적이고 사리가 밝은 사람이었다.'는 평을 내렸다.

## 의혹과 반론

### 5·16 군사정변추인에 대한 의혹
윤보선 본인은 5·16 군사정변을 승인할 의도가 없었다고 주장하였으나 제2공화국의 국가원수임에도 5·16 군사정변을 추인 내지는 저지하지 않았다는 비판론이 제기되고 있다. 더 나가 학생혁명만 혁명이고 군사혁명은 혁명이 아니냐고 항의했다고도 한다. 그가 5·16 군사 정변을 적극적으로 지지했다는 주장 외에 지지는 하지 않았다는 반론도 있다.
5월 16일 윤보선은 매그루더 유엔군 사령관과 마샬 그린 주한미대리대사를 만났다. 그들은 이미 "장면 총리가 영도하는 합법적인 한국 정부를 지지한다"는 성명을 발표했다. 두 사람은 윤보선에게 쿠데타군을 무력으로 진압하자고 주장했다. 그러나 윤보선은 "국군끼리 전투를 벌여 서울이 불바다가 되면 인민군이 기회를 노려 남침한다."며 끝까지 반대했다. 주한미국대사 그린은 마지막 경고로 "각하의 이번 결정으로 한국에서는 오랫동안 군부통치가 계속될 것입니다." 그러나 윤보선의 의지는 변하지 않았다.
5.16 군사 정변이 터지자 그는 1군사령관 이한림 1군단장 임부택 등에게 비서관들을 보내 "국군 끼리 유혈 사태가 벌어지면 안 된다"면서 진압하지 말라고 했다는 의혹도 있다. 장면은 윤보선이 1군 사령관 이한림에게 자신의 비서관들을 보내 진압을 만류했다는 의혹을 제기하기도 했다.
군사정변 당시 장면의 포기로 사실상 국군통수권을 보유했음에도 불구하고 38선 전방부대를 서울로 보내 군사 정변을 저지하지 않았고, 박정희의 국군통수권 이양 요구 당시 "올 것이 왔다"라는 말과 함께 순순히 국군통수권을 이양한 것 때문에 그가 군사정변을 묵인하는 대신 박정희와 대통령 중심제 개헌을 매개체로 타협을 보려했다는 의혹을 제기하는 사학자들이 있다. 왜냐하면 내각 책임제 치하에서 대통령은 별 볼 일없는 자리였기에 이에 분개한 윤보선이 박정희와 타협하였다 한다.

### 5.16 군사정변 방조 의혹
윤보선의 정변 방조 의혹은 1962년 5월 유원식이 제기하였다. 유원식은 인터뷰에서 '윤보선이 이전부터 쿠데타가 일어나리라는 것을 알았고 이를 방조했다'고 주장하자, 윤보선은 이를 부인하며 '혼란한 장면 정부하에서 무슨 사태가 터질 것으로 예상하고 있었는데, 쿠데타가 일어났다기에 그렇게 말했을 뿐'이라고 반박하였다. 그러나 윤보선의 자신의 회고록인 《외로운 선택의 나날들:윤보선 회고록》에서 유원식과는 만난 적이 없으며, 유원식이 자신을 모함하는 것이라며 반박하였다.
윤보선은 내각책임제 하에 정부 수반으로서 실권을 행사했던 장면 총리의의 실권을 부러워하여 5·16 군사정변을 방조 내지는 묵인했다는 분석도 있다. 국가원수 신분으로서 정치적 라이벌인 장면의 몰락을 바라며 제2공화국 붕괴를 방관했다는 이러한 주장은, 야당 지도자로 활동 중이었던 윤보선에게는 도덕적으로 치명적이었다. 윤보선 측은 5·16 군사정변 계획을 사전에 알고 있었으며 이를 사실상 승인했다는 의혹을 전면 부인하여, 유원식의 주장이 사실인지 여부는 밝혀지지 않았다.
그러나 김도연으로부터 폭동발생, 정변 음모 등의 정보를 입수하고, 김도연에게서 들은 정보를 국무총리 장면에게 알려 철저한 대응을 지시하였다는 증언도 있다. 그러나 장면은 '장도영 육군 참모총장에게 알아보니 별일이 아니다. 걱정할 것 없다'고 반응했다고 한다.
장면은 윤보선이 비서관들을 보내 쿠데타 진압을 저지시켰다는 주장을 하기도 했다. 장면은 윤보선 대통령이 비서관들을 1군 사령관 이한림에게 보내서 쿠데타 진압을 저지하도록 했다는 것이다. '국군 통수권을 쥐고 있는 대통령의 태도가 이러한 것을 알고눈 쿠데타가 진압되리라는 희망을 포기할 수 밖에 없었다.'는 것이 장면의 주장이다.
5월 16일 5·16 군사 정변을 진압하러 온 매그루더 유엔군 사령관에게 그는 이렇게 말했다.
학생혁명도 군사혁명도 똑같은 국민들이 일으킨 똑같은 혁명이다. 당신네 케네디 미국의 대통령이 장면 국무총리와 같은 가톨릭 신자라고 해서 학생혁명은 인정하고 군사혁명은 인정하지 않겠다는 것이냐.

윤보선이 5·16 군사 정변을 지지한다고 생각한 주한미군 사령관 매그루더는 박정희, 장도영, 김종필 등을 진압할 생각을 포기했다.
1961년 5월 17일 낮 11시 두 사람은 쿠데타에 대한 대통령의 견해를 듣고자 했다. 이 자리에서 두 사람은 윤보선에게서 충격적인 말을 들었다. 대통령은 그의 견해가 매그루더 장군과 나의 견해와는 다르다고 말했다. 현정부에 대한 불만과 환멸은 광범위하게 퍼졌으며, 국민들은 더 이상 장면 내각의 약속을 믿지 않는다고 주장했다. 매그루더 미8군사령부 사령관은 미국 합참의장에게 비밀문서를 보냈다.
윤 대통령은 16일 오전 청와대를 방문한 장도영 육군참모총장에게 군사계엄 선포는 반대하지만 군사혁명을 무산시키는 어떠한 단호한 조치도 반대한다고 말했다. 윤 대통령은 이날 하오에 매그루더 미8군사령관과 마셜 그린 주한미대리대사와 3시간 가까이 면담했다. 이 자리에서 윤 대통령은 장면 정권의 무능력과 부패상 등 급박한 현안과 직결되지 않은 문제를 거론하면서 거국내각 구성을 주장했다.

장면의 비서관이었던 박종률은 후일 그의 태도가 애매했다고 봤다. 박종률에 의하면 ‘윤 대통령이 쿠데타를 인정한 것은 사실이라는 것이다. 박종률에 의하면 당시 국방차관인 우희창으로부터 들은 말을 인용, 윤보선은 명백하게 쿠데타를 인정하고 진압을 반대했다고 한다. 그에 의하면 우희창 역시 매그루더 대장에게서 들은 이야기라고 한다.

### 올 것이 왔구나
접견실에서 박정희 일행을 만난 윤보선은 “올 것이 왔구나” 라는 말로 입을 열었다. 혼자 하는 말이었지만 소리가 워낙 커 다른 사람들도 그 말을 들었다. 현석호는 대통령의 입에서는 듣기에 민망한 혹독한 말들이 거침없이 쏟아져나왔다. 요약을 하면 장면 총리는 진작에 물러났어야 했으며 민주당은 무능했다는 얘기였다.
현석호는 회고록에서 윤보선은 이 말에 이어 나라를 구하는 길은 그 길밖에 없었다면서 장면 정부에 비난을 퍼붓고 박정희의 거사에 찬사를 보냈다고 했다.
나라를 구하는 길은 이 길밖에 없었습니다. 박 장군은 위대한 일을 했습니다.

군부에 의해 청와대로 온 현석호는 윤보선의 이 발언을 가리켜 ‘한마디 평생토록 잊지 못할 말을 했다’고 진술했다.
"올 것이 왔다"는 발언에 대하여 유원식도 같은 진술을 했다. 후에 유원식이 5·16 군사정변 직전에 대통령 윤보선과 만나 정변 계획에 대한 교감을 나누었으며 정변 소식을 들은 윤보선은 "올 것이 왔다"는 반응을 보였다는 주장을 내놓아 논란이 일었다.
허정에 의하면 UN군이 작전권을 장악하고 있는 한국에서 군사혁명이 성공할 수 있을까 하는 안도감도 있었으나 군사혁명은 성공해 가고 있었다. 매그루더 UN군 사령관의 원대 복귀 호소도 실효를 거두지 못했다.
허정의 증언에 의하면 그 무렵 매그루더 사령관과 주한미국 대리대사가 허정을 찾아갔다. 그들의 말로는 군사혁명의 저지를 위해 UN군 병력을 동원할 허가를 받으려고 혁명이 일어난 직후 대통령 윤보선을 찾아갔다고 한다. 그때 장면 총리는 은신 중이어서 윤 대통령을 찾아갔던 것이다. 그러나 3사간 여에 걸쳐 병력 동원을 허가해주기를 간청했으나 윤 대통령은 끝내 허락해주지 않았다고 한다. 그린 주한미국 대리대사는 '국헌 준수를 서약하고 대통령에 취임한 만큼, 지금 병력 동원을 허락하지 않는 것은 의무의 포기가 하닌가'하고 힐문 조차도 했다는 것이다.
"올 것이 왔구나"를 둘러싼 논쟁은 1980년대까지 계속되었고, 윤보선이 죽을 때까지 그의 활동과 관련하여 가장 중요한 쟁점이었 고, 논란의 대상이 되었다.

### 반론
그의 비서관을 지냈던 김준하에 의하면 그는 5·16 군사 정변에 협력하지 않았다고 증언하였다. 김준하에 의하면 '곁에서 지켜본 바로는 내통하거나 묵인한 일은 결코 없다”고 잘라 말했다. 그는 “국군통수권이 없었던 윤 대통령은 마셜 그린 주한 미 대사와 카터 매그루더 유엔군사령관에게 미군을 동원해줄 것을 강력히 요청하는 등 피를 흘리지 않고 사태를 수습하기 위해 애썼다”고 덧붙였다. 김씨는“정치군인들의 치밀한 사전계획과 장면 정권의 무능과 분열 때문에 쿠데타 세력이 집권에 성공했다' 고 증언하였다.
또 그는 일부 '혁신세력이 주도한 야간 데모 등 사회적 혼란, 물가 폭등과 경제 파탄, 공무원들의 복지부동의 태도 등이 쿠데타의 빌미가 됐다'는 것이다. 또한 그가 5·16 군사 정변을 적극적으로 도와주었거나 군인들을 적극적으로 후원하지 않았던 점도 있어 그를 협력자라 보기 어렵다는 반론도 있다.

### 일화
대학시절 고고학을 택한 이유로 그는 고고학을 선택한 배경에 대해 그는 "인간으로서 내용을 충실히 하고 인간의 도리를 깨우쳐주는 학문"으로 순수과학을 할 생각이었으며, 그 가운데 고고학을 택했다고 한다. 양반가의 후손이라는 자부심을 가졌던 윤보선과 장택상은 박정희가 자신의 가계와 가난한 가정 환경에 대한 열등감을 가진 것을 간파하고 이를 경멸하였다.
1961년 1월 1일 신정때 한국조폐공사 사장 선우종원의 세배 방문을 받았다. 그러나 세배를 받은 후 윤보선은 우표 두 장을 가져와 도안을 문제삼았다. 소가 도안된 우표는 61년은 신축년으로 소의 해였고, 색실로 꽃버선이 도안된 우표를 들고 와, 소(丑)을 내세워 윤씨인 자신을 모독하고 버선을 인쇄해 보선이라는 이름을 놀리는 저의가 어디 있느냐며 항의하였다. 선우종원은 우표 샘플을 올리는 방법과 절차와 과정을 상세히 설명해야 했다.
1961년 자신의 비서관 김남(金楠)의 동생 김상협(金相浹)의 결혼식이 있었다. 김상협은 당시 조폐공사 직원이기도 했는데, 조폐공사 사장 선우종원으로부터 결혼식 참석 부탁을 받자 그는 '국무총리 참석하나요'라고 되물었다. 온다는 답변을 받자 그는 '나는 안 가겠소'라고 서슴없이 대답했다. 선우종원은 저와 한직장에 근무하는 데다가 인촌 선생의 아들의 혼사인데 어떻게 그럴수 있느냐며 항의하여 가까스로 달래자 참석하였다.
1960년대 중반 윤보선은 유진산을 사쿠라 라고 공격했고 이는 유진산의 별명이 되었다. 이후 한국 정계에서 여당과의 타협론을 벌이는 정치인에게는 사쿠라라는 별명이 붙는 시초가 되기도 했다.
윤보선은 풍수설을 맹신하였다. 윤보선이 1990년 사망했을 때 국립묘지에 안장되지 않고 충남 아산군 음봉면 동천리 선영에 안장되었다. 그는 자신이 죽어 묻힐 자리, 즉 신후지지를 미리 만들어놓고 즐겨 찾았다.
눈 질환과 호흡기 질환이 있던 윤보선은 안과와 이비인후과를 자주 다녔다. 그중 그는 당시 서울에 있던 정귀섭 안과·이비인후과 단골이었다. 정귀섭 안과와 이비인후과는 윤보선 외에도 이승만, 그의 당숙 윤치호도 단골이기도 했다.
사망 직전까지 허정, 이갑성과 함께 3.1절과 광복절 기념식에 초대된 독립운동가 중의 한 사람이기도 하다. 전직 대통령의 자격으로 초대되는 것이었으나 전직 대통령이 아니더라도 그는 독립운동가 자격으로 초대될 수도 있었다.
그는 대한민국의 대통령 중 최초로 최면시술에 참여하기도 했다. 1980년대 당시 그는 정신적 스트레스와 건강문제로 류한평 박사 등의 상담을 받고 최면시술을 받기도 했다.

## 가족 관계

윤보선의 당숙 친일파 윤치호

- 조부: 윤영렬(尹英烈, 1854년 4월 15일~1939년 11월 4일)
- 조모: 청주 한씨 한진숙(韓鎭淑, 1851년~1938년 2월 18일), 한말 전라도 관찰사와 경상도 관찰사, 육군 참장을 지낸 한진창(韓鎭昌)의 누이
  - 백부: 윤치오(尹致旿, 호는 동암(東庵), 1869년 9월 10일 ~ 1950년 12월 22일)
  - 부: 윤치소(尹致昭, 호는 동야(東野), 1871년 8월 25일~1944년 2월 20일)
  - 숙부: 윤치성(尹致晟, 호는 악연(岳淵), 1875년 음력 3월 2일 - 1936년 8월 11일)
  - 숙부: 윤치병(尹致昞, 호는 간송(澗松), 1880년 음력 6월 4일~1940년 양력 1월 24일)
  - 고모: 윤활란(尹活蘭, 1884년 3월 9일 ~ 1967년 12월 6일)
  - 숙부: 윤치명(尹致明, 호는 남강(南岡), 1885년[205][206] 10월 27일(음력 9월 20일) ~ 1944년 양력 4월 21일)
  - 고모: 윤노덕(尹老德, 1889년 9월 19일 ~ 1979년 10월 23일)
  - 숙부: 윤치영(尹致暎, 호는 동산(東山), 1898년 2월 10일 ~ 1996년 2월 9일)
- 조모: 신덕경(愼德卿, ? - 1894년 5월 29일) - 조부 윤영렬]의 첩
  - 이복 숙부: 윤씨(요절)
- 조모: 미상(?~?) - 조부 윤영렬의 첩
  - 이복 고모: 윤씨(요절)
- 조모: 장복첨(張福瞻, 1902년 1월 22일 ~ 1950년 8월 3일) - 조부 윤영렬의 첩
  - 이복 숙부: 윤치정(尹致晶, 1921년 11월 25일 ~ ?)
  - 이복 고모: 윤길희(尹吉喜, 1924년 6월 16일 ~ 1973년 6월 28일)
  - 이복 고모: 윤인희(尹麟喜, 1927년 1월 17일 ~ ?)
  - 이복 숙부: 윤치일(尹致日, 1935년 2월 10일 ~ 1985년 4월 8일)
- 외조부: 이재룡(李載龍, 다른 이름은 이봉하(李鳳夏), 중추원 의관 역임)
  - 모: 이범숙 (李範淑, 호는 명사(明師), 본관은 전주, 1876년 10월 15일~1969년 6월 18일, 교회 권사이기도 했다.)
    - 남동생: 윤완선(尹浣善, 1901년 2월 18일~1970년 5월 23일)
    - 제수: 이순정(1907년 2월 29일~1998년 7월 20일)[207]
    - 여동생: 윤예경(尹禮卿, 1905년 6월 1일~2001년)
    - 남동생: 윤원선(尹源善, 1910년 10월 27일~1971년 12월 16일, 제7대 경기도지사)
    - 제수: 이진완(李辰琬, 1916년~1997년, 영선군 이준용의 서녀[208], 헌의대원왕 증손녀)
    - 남동생: 윤한선(尹漢善, 1912년 8월 21일~1972년 10월 14일)
    - 제수: 김정현(金貞賢, 1918년 6월 10일~2007년 8월 21일)[207]
    - 여동생: 윤의경(尹義卿, 1912년 9월 28일~?)
매제:오진영(오긍선의 아들)
    - 남동생: 윤택선(尹澤善, 1914년 11월 20일~1998년 4월 6일)-서울 안동교회 장로 역임[209]
    - 제수: 이기화(1914년 5월 7일~1996년 5월 30일)
    - 남동생: 윤형선(尹瀅善, 1917년 4월 2일~?)
    - 제수: 이덕자(윤형선의 첫 번째 부인)
    - 제수: 변은영(윤형선의 두 번째 부인)

- -     - 여동생: 윤계경(尹桂卿, 1918년 2월 13일~2011년 3월 22일])
    - 매제: 이재녕(李宰寧, 1918년 5월 4일~2006년 2월 19일), 역사학자 이병도의 조카, 이병묵(李炳默)의 아들[210]

- 장인: 민영철(閔泳喆, 1864년~1912년, 첫 부인 여흥 민씨 민경숙의 아버지, 사촌동생 윤시선의 시아버지이기도 하다.)
  - 아내: 여흥 민씨(1894년~1937년)
    - 장녀: 윤완구(尹琓求, 1915년 10월 18일~2007년 3월 26일[211], 남흥우의 아내)
    - 사위: 남흥우(南興祐, 1913년 6월 7일~2012년 10월 6일)
    - 차녀: 윤완희(尹完姬, 1918년 7월 12일~)
    - 둘째 사위: 신준호(申俊浩, 1916년~1971년), 독립운동가 신규식(申圭植, 1879~1922)의 조카[212]
      - 외손녀: 신경수(申瓊秀, 1939년~)
      - 외손녀사위: 이동환(1938년~, 미국 뉴저지에 거주)
      - 외손자: 신중수(申中秀, 1941년~), 독일 거주.[213]
      - 외손자며느리: 이의균(1943년~)
      - 외손자: 신흥수(申興秀, 1943년~, 해태유업 직판부장)
      - 외손자며느리: 양향숙(1950년~)
      - 외손녀: 신문수(申文秀, 1944년~)
- 장인: 공도빈 (孔道彬)
- 장모: 방말순(方末線)
  - 아내: 공덕귀(孔德貴, 1911년 4월 21일~1997년 11월 24일, 대한민국 제4대 대통령 영부인)
    - 장남: 윤상구(尹商求, 1949년 10월 29일~) 기업인, 사회기관단체인, 건축자재 사업가.
    - 장자부: 양은선(梁恩仙, 1954년~, 연세대 사회학과 졸업)
      - 손녀: 윤영란
      - 손녀 사위: 문윤회
      - 장손: 윤일영

    - 차남: 윤동구(尹同求, 1952년 7월 12일~) 한국예술종합학교 미술원 조형예술과
    - 차자부: 최영선(崔映仙)
- 사돈: 신규식(申圭植, 1880년 음력 1월 13일~1922년 양력 9월 25일)
- 사돈: 조정완
- 사돈: 신명호(申明浩[214], )
- 사돈: 민필호(閔弼鎬, 1898년 2월 7일~1963년 4월 14일, 독립운동가, 사위 신준호의 매부)
- 사돈: 남궁억(南宮檍, 1863년 12월 27일~1939년 4월 5일) - 6촌 형 윤광선의 장인
- 사돈: 민영철(閔泳喆, 1864년~1912년) - 큰아버지 윤치오의 딸 윤시선의 시아버지이자 본처 민씨의 친정아버지, 민영환의 6촌 동생
- 사돈: 현진건(玄鎭健, 1900년 8월 9일~ 1943년 4월 25일) - 8촌 매형 현정건의 동생이며, 큰아버지 윤치오의 후처 현송자의 6촌 동생
- 사돈: 손정도(孫貞道, 1872년 7월 26일~1931년 2월 19일) - 당숙 윤치창의 장인
- 사돈: 손원일(孫元一, 1909년 5월 5일~1980년 2월 15일) - 당숙 윤치창의 처남
- 사돈: 방일영(方一榮, 1923년 11월 26일~2003년 8월 8일) - 6촌 형 윤영선의 손녀사위 방상훈의 아버지
- 사돈: 방응모(方應謨, 1883년 9월 29일~1950년 8월)

## 대중 매체

### 드라마
- 이순재 - 1989년 제2공화국 MBC 드라마
- 원근희 - 1989년 무풍지대 KBS 드라마
- 이순재 - 1993년 제3공화국 MBC 드라마
- 이신재 - 1995년 제4공화국 MBC 드라마
- 이순재 - 1995년 코리아게이트 SBS 드라마
- 이순재 - 1998년 삼김시대 SBS 드라마
- 이종구 - 2004년 영웅시대 MBC 드라마
- 이종구 - 2005년 제5공화국 MBC 드라마

## 역대 선거 결과
|  | 14.17% |

|  | 32.35% |

|  | 63.20% |

|  | 81.85% |

|  | 82.2% |

|  | 45.09% |

|  | 20.1% |

|  | 40.93% |

## 소속 정당
| 소속 정당 | 소속 정당  | 소속 기간 | 비고                |
| --------- | ---------- | --------- | ------------------- |
|           | 신아동제사 | 1917~1918 | 정계 입문           |
|           | 무소속     | 1918      | 탈당                |
|           | 신한청년당 | 1918~1922 | 창당                |
|           | 무소속     | 1922~1945 | 탈당                |
|           | 한국국민당 | 1945      | 창당                |
|           | 한국민주당 | 1945~1949 | 합당                |
|           | 민주국민당 | 1949~1955 | 합당                |
|           | 민주당     | 1955~1960 | 합당                |
|           | 무소속     | 1960~1963 | 탈당                |
|           | 민정당     | 1963~1965 | 창당                |
|           | 민중당     | 1965~1966 | 합당                |
|           | 무소속     | 1966      | 탈당                |
|           | 신한당     | 1966~1967 | 창당                |
|           | 신민당     | 1967~1969 | 합당                |
|           | 무소속     | 1969      | 자진 정당 해산      |
|           | 신민당     | 1969~1970 | 정당 재등록         |
|           | 무소속     | 1970~1971 | 탈당                |
|           | 국민당     | 1971~1972 | 창당                |
|           | 무소속     | 1972~1990 | 탈당 정계 은퇴 사망 |

## 관련 서적
- 윤보선, 《외로운 선택의 나날들:윤보선회고록》(동아일보사, 1991)
- 홍우출판사, 정계야화 (전2권, 홍우출판사, 1966)
- 사실의 전부를 기술한다
- 윤보선, 《구국의 가시밭길》(한국정경사, 1967)
- 강원룡, 《역사의 언덕에서 3:Between and Beyond》(한길사, 2003)
- 심지연, 《장면, 윤보선, 박정희(1960년대 초 주요 정치지도자 연구)》(백산서당, 2001)
- 강준만, 《한국현대사산책:1940년대편 1》(인물과사상사, 2006)
- 강준만, 《한국현대사산책:1950년대편 1》(인물과사상사, 2006)
- 강준만, 《한국현대사산책:1960년대편 1》(인물과사상사, 2006)
- 이영훈, 《파벌로 보는 한국야당사》(에디터, 2006)
- 지동욱, 박윤희 옮김, 《한국 대통령 8인의 비극적 말로의 비밀》(사람의 향기, 2003)
- 주돈식, 《우리도 조은 대통령을 갖고 싶다.》(사람과 책, 2004)
- 임영태, 《대한민국 50년사 1:건국에서 제3공화국까지》(들녘, 1998)
- 정대철, 《장면은 왜 수녀원에 숨어 있었나》(동아일보사, 1997)
- 한승주, 《제2공화국과 한국의 민주주의》(종로서적, 1983)
- 현석호, 《한국인물대개 : 장면》(박우사, 1972)
- 김도연, 《나의 인생백서:상산회고록》(일신문화사, 1968)
- 김도연, 《나의 인생백서:상산회고록》(강우출판사, 1967)
- 김준하, 《대통령과 장군:윤보선 대 박정희》(나남, 2002)
- 정대철 《장면은 왜 수녀원에 숨어 있었나》(동아일보사, 1997)
- 최기일, 《자존심을 지킨 한 조선인의 회상》(생각의나무, 2002)

## 같이 보기
- 대한민국 임시의정원
- 한국의 군정기
- 제2공화국
- 제1공화국
- 제3공화국
- 감리교
- 한국민주당
- 민주국민당
- 민주당
- 신민당
- 민중당
- 신민당
- 5·16 군사 정변
- 호헌동지회
- 김상진 할복 자살 사건
- 민청학련 사건
- 인혁당 사건
- YMCA 위장결혼식 사건
- 국정자문회의
- 동아일보
- 윤보선길
- 이승만
- 허정
- 박정희
- 김대중
- 김영삼
- 김종필
- 유진오
- 유진산
- 이철승
- 이민우
- 서울특별시장
- 대한민국의 산업통상자원부 장관
- 대한민국의 국회의장비서실장
- 종로구 갑
- 서울 종로구의 국회의원
- 대한민국 제6대 국회의원 선거 민정당 후보 목록#전국구
- 대한민국 제4대 대통령 선거
- 대한민국 제5대 대통령 선거
- 대한민국 제6대 대통령 선거